# 1863

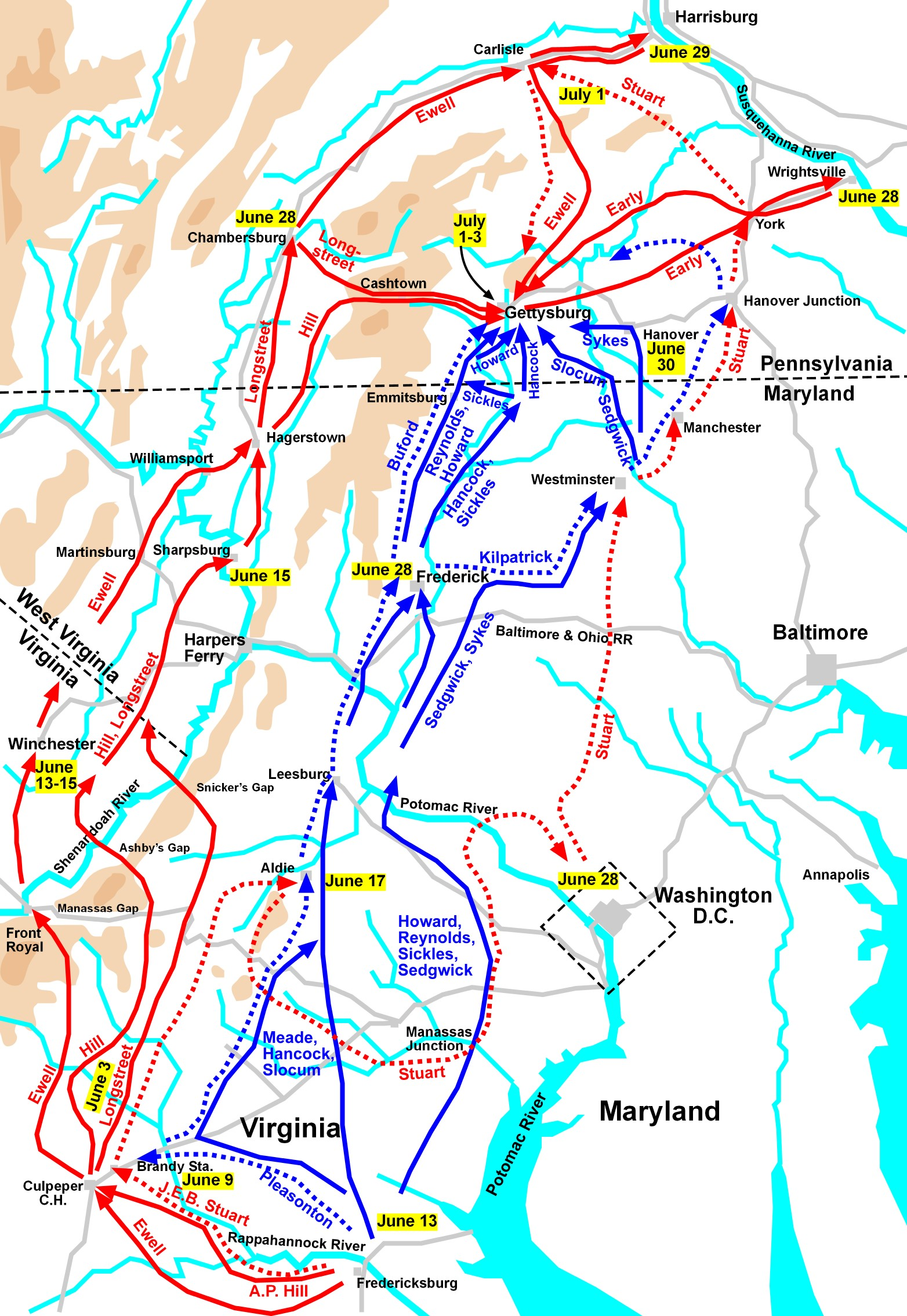
Gettysburg-Feldzug:
rot: konföderierte Truppen
blau: Unionstruppen

Portal Geschichte | Portal Biografien | Aktuelle Ereignisse | Jahreskalender | Tagesartikel

◄ |
18. Jahrhundert |
19. Jahrhundert
| 20. Jahrhundert | ►

◄ |
1830er |
1840er |
1850er |
1860er
| 1870er | 1880er | 1890er | ►

◄◄ |
◄ |
1859 |
1860 |
1861 |
1862 |
1863
| 1864 | 1865 | 1866 | 1867 | ► | ►►
Staatsoberhäupter · Wahlen · Nekrolog · Kunstjahr · Literaturjahr · Musikjahr   · Sportjahr
| Januar | Januar | Januar | Januar | Januar | Januar | Januar | Januar |
| Kw     | Mo     | Di     | Mi     | Do     | Fr     | Sa     | So     |
| ------ | ------ | ------ | ------ | ------ | ------ | ------ | ------ |
| 1      |        |        |        | 1      | 2      | 3      | 4      |
| 2      | 5      | 6      | 7      | 8      | 9      | 10     | 11     |
| 3      | 12     | 13     | 14     | 15     | 16     | 17     | 18     |
| 4      | 19     | 20     | 21     | 22     | 23     | 24     | 25     |
| 5      | 26     | 27     | 28     | 29     | 30     | 31     |        |

| Februar | Februar | Februar | Februar | Februar | Februar | Februar | Februar |
| Kw      | Mo      | Di      | Mi      | Do      | Fr      | Sa      | So      |
| ------- | ------- | ------- | ------- | ------- | ------- | ------- | ------- |
| 5       |         |         |         |         |         |         | 1       |
| 6       | 2       | 3       | 4       | 5       | 6       | 7       | 8       |
| 7       | 9       | 10      | 11      | 12      | 13      | 14      | 15      |
| 8       | 16      | 17      | 18      | 19      | 20      | 21      | 22      |
| 9       | 23      | 24      | 25      | 26      | 27      | 28      |         |

| März | März | März | März | März | März | März | März |
| Kw   | Mo   | Di   | Mi   | Do   | Fr   | Sa   | So   |
| ---- | ---- | ---- | ---- | ---- | ---- | ---- | ---- |
| 9    |      |      |      |      |      |      | 1    |
| 10   | 2    | 3    | 4    | 5    | 6    | 7    | 8    |
| 11   | 9    | 10   | 11   | 12   | 13   | 14   | 15   |
| 12   | 16   | 17   | 18   | 19   | 20   | 21   | 22   |
| 13   | 23   | 24   | 25   | 26   | 27   | 28   | 29   |
| 14   | 30   | 31   |      |      |      |      |      |

| April | April | April | April | April | April | April | April |
| Kw    | Mo    | Di    | Mi    | Do    | Fr    | Sa    | So    |
| ----- | ----- | ----- | ----- | ----- | ----- | ----- | ----- |
| 14    |       |       | 1     | 2     | 3     | 4     | 5     |
| 15    | 6     | 7     | 8     | 9     | 10    | 11    | 12    |
| 16    | 13    | 14    | 15    | 16    | 17    | 18    | 19    |
| 17    | 20    | 21    | 22    | 23    | 24    | 25    | 26    |
| 18    | 27    | 28    | 29    | 30    |       |       |       |

| Mai | Mai | Mai | Mai | Mai | Mai | Mai | Mai |
| Kw  | Mo  | Di  | Mi  | Do  | Fr  | Sa  | So  |
| --- | --- | --- | --- | --- | --- | --- | --- |
| 18  |     |     |     |     | 1   | 2   | 3   |
| 19  | 4   | 5   | 6   | 7   | 8   | 9   | 10  |
| 20  | 11  | 12  | 13  | 14  | 15  | 16  | 17  |
| 21  | 18  | 19  | 20  | 21  | 22  | 23  | 24  |
| 22  | 25  | 26  | 27  | 28  | 29  | 30  | 31  |

| Juni | Juni | Juni | Juni | Juni | Juni | Juni | Juni |
| Kw   | Mo   | Di   | Mi   | Do   | Fr   | Sa   | So   |
| ---- | ---- | ---- | ---- | ---- | ---- | ---- | ---- |
| 23   | 1    | 2    | 3    | 4    | 5    | 6    | 7    |
| 24   | 8    | 9    | 10   | 11   | 12   | 13   | 14   |
| 25   | 15   | 16   | 17   | 18   | 19   | 20   | 21   |
| 26   | 22   | 23   | 24   | 25   | 26   | 27   | 28   |
| 27   | 29   | 30   |      |      |      |      |      |

| Juli | Juli | Juli | Juli | Juli | Juli | Juli | Juli |
| Kw   | Mo   | Di   | Mi   | Do   | Fr   | Sa   | So   |
| ---- | ---- | ---- | ---- | ---- | ---- | ---- | ---- |
| 27   |      |      | 1    | 2    | 3    | 4    | 5    |
| 28   | 6    | 7    | 8    | 9    | 10   | 11   | 12   |
| 29   | 13   | 14   | 15   | 16   | 17   | 18   | 19   |
| 30   | 20   | 21   | 22   | 23   | 24   | 25   | 26   |
| 31   | 27   | 28   | 29   | 30   | 31   |      |      |

| August | August | August | August | August | August | August | August |
| Kw     | Mo     | Di     | Mi     | Do     | Fr     | Sa     | So     |
| ------ | ------ | ------ | ------ | ------ | ------ | ------ | ------ |
| 31     |        |        |        |        |        | 1      | 2      |
| 32     | 3      | 4      | 5      | 6      | 7      | 8      | 9      |
| 33     | 10     | 11     | 12     | 13     | 14     | 15     | 16     |
| 34     | 17     | 18     | 19     | 20     | 21     | 22     | 23     |
| 35     | 24     | 25     | 26     | 27     | 28     | 29     | 30     |
| 36     | 31     |        |        |        |        |        |        |

| September | September | September | September | September | September | September | September |
| Kw        | Mo        | Di        | Mi        | Do        | Fr        | Sa        | So        |
| --------- | --------- | --------- | --------- | --------- | --------- | --------- | --------- |
| 36        |           | 1         | 2         | 3         | 4         | 5         | 6         |
| 37        | 7         | 8         | 9         | 10        | 11        | 12        | 13        |
| 38        | 14        | 15        | 16        | 17        | 18        | 19        | 20        |
| 39        | 21        | 22        | 23        | 24        | 25        | 26        | 27        |
| 40        | 28        | 29        | 30        |           |           |           |           |

| Oktober | Oktober | Oktober | Oktober | Oktober | Oktober | Oktober | Oktober |
| Kw      | Mo      | Di      | Mi      | Do      | Fr      | Sa      | So      |
| ------- | ------- | ------- | ------- | ------- | ------- | ------- | ------- |
| 40      |         |         |         | 1       | 2       | 3       | 4       |
| 41      | 5       | 6       | 7       | 8       | 9       | 10      | 11      |
| 42      | 12      | 13      | 14      | 15      | 16      | 17      | 18      |
| 43      | 19      | 20      | 21      | 22      | 23      | 24      | 25      |
| 44      | 26      | 27      | 28      | 29      | 30      | 31      |         |

| November | November | November | November | November | November | November | November |
| Kw       | Mo       | Di       | Mi       | Do       | Fr       | Sa       | So       |
| -------- | -------- | -------- | -------- | -------- | -------- | -------- | -------- |
| 44       |          |          |          |          |          |          | 1        |
| 45       | 2        | 3        | 4        | 5        | 6        | 7        | 8        |
| 46       | 9        | 10       | 11       | 12       | 13       | 14       | 15       |
| 47       | 16       | 17       | 18       | 19       | 20       | 21       | 22       |
| 48       | 23       | 24       | 25       | 26       | 27       | 28       | 29       |
| 49       | 30       |          |          |          |          |          |          |

| Dezember | Dezember | Dezember | Dezember | Dezember | Dezember | Dezember | Dezember |
| Kw       | Mo       | Di       | Mi       | Do       | Fr       | Sa       | So       |
| -------- | -------- | -------- | -------- | -------- | -------- | -------- | -------- |
| 49       |          | 1        | 2        | 3        | 4        | 5        | 6        |
| 50       | 7        | 8        | 9        | 10       | 11       | 12       | 13       |
| 51       | 14       | 15       | 16       | 17       | 18       | 19       | 20       |
| 52       | 21       | 22       | 23       | 24       | 25       | 26       | 27       |
| 53       | 28       | 29       | 30       | 31       |          |          |          |

| Januar | Januar | Januar | Januar | Januar | Januar | Januar | Januar |
| Kw     | Mo     | Di     | Mi     | Do     | Fr     | Sa     | So     |
| ------ | ------ | ------ | ------ | ------ | ------ | ------ | ------ |
| 1      |        |        |        | 1      | 2      | 3      | 4      |
| 2      | 5      | 6      | 7      | 8      | 9      | 10     | 11     |
| 3      | 12     | 13     | 14     | 15     | 16     | 17     | 18     |
| 4      | 19     | 20     | 21     | 22     | 23     | 24     | 25     |
| 5      | 26     | 27     | 28     | 29     | 30     | 31     |        |

| Februar | Februar | Februar | Februar | Februar | Februar | Februar | Februar |
| Kw      | Mo      | Di      | Mi      | Do      | Fr      | Sa      | So      |
| ------- | ------- | ------- | ------- | ------- | ------- | ------- | ------- |
| 5       |         |         |         |         |         |         | 1       |
| 6       | 2       | 3       | 4       | 5       | 6       | 7       | 8       |
| 7       | 9       | 10      | 11      | 12      | 13      | 14      | 15      |
| 8       | 16      | 17      | 18      | 19      | 20      | 21      | 22      |
| 9       | 23      | 24      | 25      | 26      | 27      | 28      |         |

| März | März | März | März | März | März | März | März |
| Kw   | Mo   | Di   | Mi   | Do   | Fr   | Sa   | So   |
| ---- | ---- | ---- | ---- | ---- | ---- | ---- | ---- |
| 9    |      |      |      |      |      |      | 1    |
| 10   | 2    | 3    | 4    | 5    | 6    | 7    | 8    |
| 11   | 9    | 10   | 11   | 12   | 13   | 14   | 15   |
| 12   | 16   | 17   | 18   | 19   | 20   | 21   | 22   |
| 13   | 23   | 24   | 25   | 26   | 27   | 28   | 29   |
| 14   | 30   | 31   |      |      |      |      |      |

| April | April | April | April | April | April | April | April |
| Kw    | Mo    | Di    | Mi    | Do    | Fr    | Sa    | So    |
| ----- | ----- | ----- | ----- | ----- | ----- | ----- | ----- |
| 14    |       |       | 1     | 2     | 3     | 4     | 5     |
| 15    | 6     | 7     | 8     | 9     | 10    | 11    | 12    |
| 16    | 13    | 14    | 15    | 16    | 17    | 18    | 19    |
| 17    | 20    | 21    | 22    | 23    | 24    | 25    | 26    |
| 18    | 27    | 28    | 29    | 30    |       |       |       |

| Mai | Mai | Mai | Mai | Mai | Mai | Mai | Mai |
| Kw  | Mo  | Di  | Mi  | Do  | Fr  | Sa  | So  |
| --- | --- | --- | --- | --- | --- | --- | --- |
| 18  |     |     |     |     | 1   | 2   | 3   |
| 19  | 4   | 5   | 6   | 7   | 8   | 9   | 10  |
| 20  | 11  | 12  | 13  | 14  | 15  | 16  | 17  |
| 21  | 18  | 19  | 20  | 21  | 22  | 23  | 24  |
| 22  | 25  | 26  | 27  | 28  | 29  | 30  | 31  |

| Juni | Juni | Juni | Juni | Juni | Juni | Juni | Juni |
| Kw   | Mo   | Di   | Mi   | Do   | Fr   | Sa   | So   |
| ---- | ---- | ---- | ---- | ---- | ---- | ---- | ---- |
| 23   | 1    | 2    | 3    | 4    | 5    | 6    | 7    |
| 24   | 8    | 9    | 10   | 11   | 12   | 13   | 14   |
| 25   | 15   | 16   | 17   | 18   | 19   | 20   | 21   |
| 26   | 22   | 23   | 24   | 25   | 26   | 27   | 28   |
| 27   | 29   | 30   |      |      |      |      |      |

| Juli | Juli | Juli | Juli | Juli | Juli | Juli | Juli |
| Kw   | Mo   | Di   | Mi   | Do   | Fr   | Sa   | So   |
| ---- | ---- | ---- | ---- | ---- | ---- | ---- | ---- |
| 27   |      |      | 1    | 2    | 3    | 4    | 5    |
| 28   | 6    | 7    | 8    | 9    | 10   | 11   | 12   |
| 29   | 13   | 14   | 15   | 16   | 17   | 18   | 19   |
| 30   | 20   | 21   | 22   | 23   | 24   | 25   | 26   |
| 31   | 27   | 28   | 29   | 30   | 31   |      |      |

| August | August | August | August | August | August | August | August |
| Kw     | Mo     | Di     | Mi     | Do     | Fr     | Sa     | So     |
| ------ | ------ | ------ | ------ | ------ | ------ | ------ | ------ |
| 31     |        |        |        |        |        | 1      | 2      |
| 32     | 3      | 4      | 5      | 6      | 7      | 8      | 9      |
| 33     | 10     | 11     | 12     | 13     | 14     | 15     | 16     |
| 34     | 17     | 18     | 19     | 20     | 21     | 22     | 23     |
| 35     | 24     | 25     | 26     | 27     | 28     | 29     | 30     |
| 36     | 31     |        |        |        |        |        |        |

| September | September | September | September | September | September | September | September |
| Kw        | Mo        | Di        | Mi        | Do        | Fr        | Sa        | So        |
| --------- | --------- | --------- | --------- | --------- | --------- | --------- | --------- |
| 36        |           | 1         | 2         | 3         | 4         | 5         | 6         |
| 37        | 7         | 8         | 9         | 10        | 11        | 12        | 13        |
| 38        | 14        | 15        | 16        | 17        | 18        | 19        | 20        |
| 39        | 21        | 22        | 23        | 24        | 25        | 26        | 27        |
| 40        | 28        | 29        | 30        |           |           |           |           |

| Oktober | Oktober | Oktober | Oktober | Oktober | Oktober | Oktober | Oktober |
| Kw      | Mo      | Di      | Mi      | Do      | Fr      | Sa      | So      |
| ------- | ------- | ------- | ------- | ------- | ------- | ------- | ------- |
| 40      |         |         |         | 1       | 2       | 3       | 4       |
| 41      | 5       | 6       | 7       | 8       | 9       | 10      | 11      |
| 42      | 12      | 13      | 14      | 15      | 16      | 17      | 18      |
| 43      | 19      | 20      | 21      | 22      | 23      | 24      | 25      |
| 44      | 26      | 27      | 28      | 29      | 30      | 31      |         |

| November | November | November | November | November | November | November | November |
| Kw       | Mo       | Di       | Mi       | Do       | Fr       | Sa       | So       |
| -------- | -------- | -------- | -------- | -------- | -------- | -------- | -------- |
| 44       |          |          |          |          |          |          | 1        |
| 45       | 2        | 3        | 4        | 5        | 6        | 7        | 8        |
| 46       | 9        | 10       | 11       | 12       | 13       | 14       | 15       |
| 47       | 16       | 17       | 18       | 19       | 20       | 21       | 22       |
| 48       | 23       | 24       | 25       | 26       | 27       | 28       | 29       |
| 49       | 30       |          |          |          |          |          |          |

| Dezember | Dezember | Dezember | Dezember | Dezember | Dezember | Dezember | Dezember |
| Kw       | Mo       | Di       | Mi       | Do       | Fr       | Sa       | So       |
| -------- | -------- | -------- | -------- | -------- | -------- | -------- | -------- |
| 49       |          | 1        | 2        | 3        | 4        | 5        | 6        |
| 50       | 7        | 8        | 9        | 10       | 11       | 12       | 13       |
| 51       | 14       | 15       | 16       | 17       | 18       | 19       | 20       |
| 52       | 21       | 22       | 23       | 24       | 25       | 26       | 27       |
| 53       | 28       | 29       | 30       | 31       |          |          |          |

Im Jahr 1863 tobt in Nordamerika weiterhin mit unverminderter Härte der Sezessionskrieg, auch wenn sich die Waage trotz zahlreicher Rückschläge langsam zugunsten des bevölkerungsreicheren und wirtschaftskräftigeren Nordens zu neigen beginnt, der die Herrschaft über den Mississippi River erringt und die Konföderierten aus Tennessee vertreibt. Die von der Union unter schweren Verlusten gewonnene Schlacht von Gettysburg bildet gleichzeitig die sogenannte „Hochwassermarke“ der Konföderation, die sich in der Folge zunehmend in der Defensive befindet. Mehrere Monate nach der Schlacht hält US-Präsident Abraham Lincoln auf dem Schlachtfeld eine kurze Rede. Die von Zeitgenossen kritisch bewertete Gettysburg Address gilt heute als eine seiner wichtigsten Reden. Trotz der militärischen Erfolge des Nordens liegt ein Sieg noch in weiter Ferne.
In Mexiko rückt die französische Armee weiter vor und auch in den meisten anderen lateinamerikanischen Staaten werden Kriege oder Bürgerkriege geführt.
In Europa tun sich zwei neue Krisenherde auf: In Polen bricht Anfang des Jahres der Januaraufstand gegen die russische Herrschaft aus, der von den Mächten Russland und Preußen mit aller Macht unterdrückt wird. In Dänemark unterschreibt der wenige Tage zuvor auf den Thron gekommene neue König Christian IX. eine gemeinsame Verfassung für das Königreich Dänemark und das Herzogtum Schleswig, die für Preußen und Österreich als Führungsmächte des Deutschen Bundes nicht akzeptabel ist und die Anfang des folgenden Jahres zum Krieg führt.

## Ereignisse
| Chronologie                                                                                             | Chronologie                                                                             |
| --- | --------------------------------------------------------------------------------------- |
| 1. Januar                                                                                               | Schweiz: Constant Fornerod wird Bundespräsident.                                        |
| 1.–6. Januar                                                                                            | Blockade von Rio de Janeiro                                                             |
| 2. Januar                                                                                               | Die Schlacht am Stones River im Sezessionskrieg endet.                                  |
| 20.–24. Januar                                                                                          | Mud March im Sezessionskrieg                                                            |
| 22. Januar                                                                                              | In Polen beginnt der Januaraufstand.                                                    |
| 29. Januar                                                                                              | Gefecht am Bear River als Teil der Indianerkriege                                       |
| 8. Februar                                                                                              | Russland und Preußen schließen die Alvenslebensche Konvention gegen den Januaraufstand. |
| 24. Februar                                                                                             | Das Arizona-Territorium wird geschaffen.                                                |
| 4. März                                                                                                 | Das Idaho-Territorium wird geschaffen.                                                  |
| 30. März                                                                                                | Georg I. wird König von Griechenland.                                                   |
| 2. April                                                                                                | Konföderation: Bread Riots in der Hauptstadt Richmond.                                  |
| 30. April                                                                                               | Französische Intervention in Mexiko: Gefecht von Camerone                               |
| 1.–4. Mai                                                                                               | Schlacht bei Chancellorsville im Sezessionskrieg                                        |
| 12. Mai                                                                                                 | Rasoherina wird Königin von Madagaskar.                                                 |
| 16. Mai                                                                                                 | Schlacht am Champion Hill im Sezessionskrieg                                            |
| 7. Juni                                                                                                 | Französische Truppen erobern Mexiko-Stadt.                                              |
| 9. Juni                                                                                                 | Schlacht bei Brandy Station im Sezessionskrieg                                          |
| 20. Juni                                                                                                | West Virginia wird 35. Bundesstaat der Vereinigten Staaten.                             |
| 1.–3. Juli                                                                                              | Schlacht von Gettysburg im Sezessionskrieg                                              |
| 4. Juli                                                                                                 | Schlacht um Vicksburg im Sezessionskrieg                                                |
| 13.–16. Juli                                                                                            | Draft Riots in New York.                                                                |
| 17. August bis 1. September                                                                             | Frankfurter Fürstentag                                                                  |
| 21. August                                                                                              | Massaker von Lawrence im Sezessionskrieg                                                |
| 3. September                                                                                            | Schlacht am Whitestone Hill als Teil der Indianerkriege                                 |
| 8. September                                                                                            | Zweites Gefecht am Sabine Pass im Sezessionskrieg                                       |
| 19./20. September                                                                                       | Schlacht am Chickamauga im Sezessionskrieg                                              |
| 11. Oktober                                                                                             | Rumänien: Mihail Kogălniceanu wird Ministerpräsident.                                   |
| 28. Oktober                                                                                             | Wahl zum Preußischen Abgeordnetenhaus                                                   |
| 15. November                                                                                            | Christian IX. wird König von Dänemark.                                                  |
| 18. November                                                                                            | Die dänische Novemberverfassung wird erlassen.                                          |
| 19. November                                                                                            | Abraham Lincoln hält die Gettysburg Address.                                            |
| 23.–25. September                                                                                       | Schlacht von Chattanooga im Sezessionskrieg                                             |
| 25. Dezember                                                                                            | Säkularisation der Klöster in Rumänien.                                                 |
| Andauernde Ereignisse                                                                                   |                                                                                         |
| Französische Intervention in Mexiko (seit 1861)                                                         |                                                                                         |
| Sezessionskrieg in Nordamerika (seit 1861)                                                              |                                                                                         |
| Preußischer Verfassungskonflikt (seit 1860)                                                             |                                                                                         |
| Rotativismo in Portugal (seit 1856)                                                                     |                                                                                         |
| Nian-Aufstand (seit 1853) und Taiping-Aufstand (seit 1850) gegen die Qing-Dynastie in China (seit 1644) |                                                                                         |
| Bakumatsu (seit 1853) der Edo-Zeit in Japan (seit 1603)                                                 |                                                                                         |
| Zweites Kaiserreich in Frankreich (seit 1852)                                                           |                                                                                         |
| Gründerzeit in Deutschland und Österreich (seit etwa 1840)                                              |                                                                                         |
| Tanzimat-Reformen im Osmanischen Reich (seit 1839)                                                      |                                                                                         |
| Viktorianisches Zeitalter in Großbritannien (seit 1837)                                                 |                                                                                         |

### Politik und Weltgeschehen

#### Vereinigte Staaten/Konföderierte Staaten von Amerika

##### Politische und strategische Entwicklung im Sezessionskrieg
- 1. Januar: Mit dem Inkrafttreten der von Abraham Lincoln unterzeichneten Emanzipationsakte erhalten die Schwarzen in denjenigen Südstaaten der USA, die sich zu diesem Zeitpunkt mit der Union in Kriegszustand befinden, die rechtliche Freiheit.
- 3. März: In den Vereinigten Staaten wird die allgemeine Wehrpflicht für weiße Männer eingeführt, von der man sich allerdings mit einer Zahlung von 300 Dollar freikaufen kann. Zur Durchsetzung des enrollment act und zur Verhaftung von Deserteuren wird das United States Army Criminal Investigation Command eingerichtet.

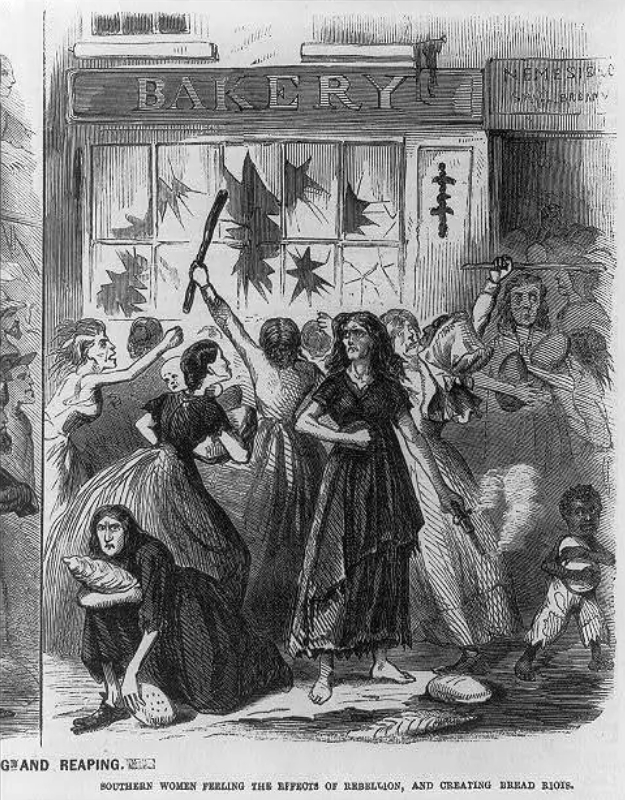
Die Riots in Richmond

- März/April: In der Konföderation brechen die sogenannten Southern Bread Riots aus, bei denen vor allem Frauen aus Mangel an Lebensmitteln und Geld Geschäfte plündern und gegen die exorbitant hohen Brotpreise demonstrieren. Höhepunkt ist der 2. April, an dem Tausende Frauen in der Hauptstadt Richmond durch den Einsatz von Milizen auseinandergetrieben werden, nachdem eine Rede von Präsident Jefferson Davis keinen Erfolg gezeitigt hat.

Das Stainless Banner

- 22. April: Die im Vorjahr eingesetzte Regierungskommission der Konföderation unternimmt einen neuerlichen Versuch, die Flagge der Konföderierten Staaten von Amerika zu ändern, um zu große Ähnlichkeiten mit der Stars and Stripes der Union zu beseitigen, die im Süden als Symbol der Unterdrückung wahrgenommen wird. Nach hitziger Debatte beschließt das Parlament schließlich am 1. Mai das sogenannte Stainless Banner. Die erste produzierte neue Nationalflagge findet Verwendung auf dem Sarg des am 10. Mai gestorbenen Generals Stonewall Jackson.
- 22. Mai: In der Union beginnt die systematische Rekrutierung von Afroamerikanern als Freiwillige für die sogenannten United States Colored Troops. Schon vorher hat es einzelne Freiwilligenregimenter gegeben, die vorwiegend aus ehemaligen Sklaven aus dem Süden bestanden.
- 20. Juni: Trotz massiver verfassungsrechtlicher Bedenken wird der Westteil Virginias unter dem Namen West Virginia als 35. Bundesstaat in die Union aufgenommen, nachdem das unionsfreundliche Gegenparlament Virginias in Alexandria 1862 seine Zustimmung dazu gegeben hat.

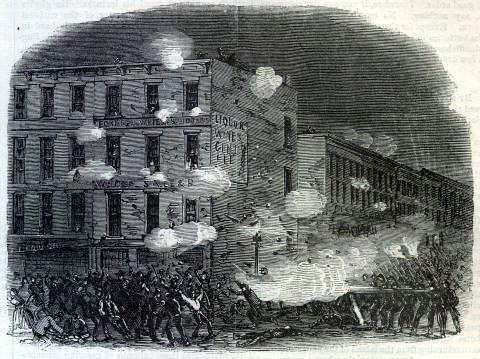
Soldaten schießen auf Plünderer

- 13. bis 16. Juli: Mehr als 50.000 Menschen, hauptsächlich irischstämmige Männer aus Slum-Vierteln wie Five Points, ziehen vier Tage lang durch die Straßen von New York City; ein Teil von ihnen plündert und begeht Straftaten, vor anderem gegen Schwarze, denen sie eine Mitschuld am Bürgerkrieg geben. Dabei brennen sie unter anderem das Colored Orphan Asylum nieder. Die Draft Riots (Einziehungskrawalle), bei denen mindestens 120 Menschen ums Leben kommen und mehr als 100 Gebäude zerstört werden, stürzen die Stadt in das bisher größte Chaos ihrer Geschichte. Es sind mehrere Regimenter unter John Adams Dix notwendig, um den Aufstand niederzuschlagen. Als Reaktion auf die Unruhen erhält New York mehrere befestigte Kastelle.
- 3. Oktober: US-Präsident Abraham Lincoln legt die nationale Feier des Thanksgiving auf den vierten Donnerstag im November eines Jahres fest.
- Um die Seeblockade durch die Union zu brechen, bauen die Konföderierten Staaten unter der Anleitung von Horace Lawson Hunley mehrere Kleinst-U-Boote. Das Projekt ist von zahlreichen Rückschlägen und Todesfällen überschattet. Unter anderem kommt bei einem missglückten Tauchversuch der H. L. Hunley am 15. Oktober auch der Konstrukteur Hunley selbst ums Leben.

##### Östlicher Kriegsschauplatz
Fredericksburg-Feldzug

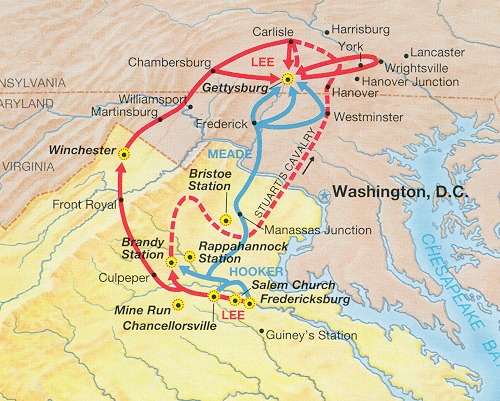
Östlicher Kriegsschauplatz 1863

- 20. bis 24. Januar: Die Army of the Potomac der Union erlebt den demütigenden Mud March nach der verlorenen Schlacht von Fredericksburg.
- 26. Januar: Generalmajor Joseph „Fighting Joe“ Hooker löst Generalmajor Ambrose Burnside als Oberbefehlshaber der Army of the Potomac ab.

Chancellorsville-Feldzug

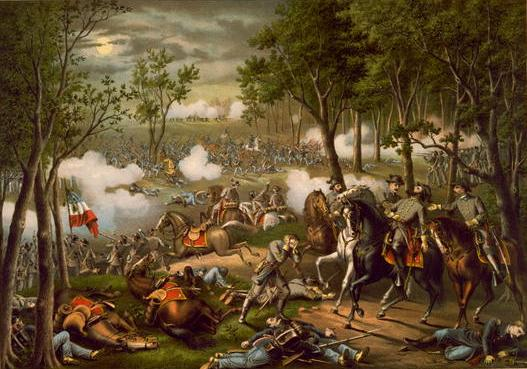
Schlacht bei Chancellorsville

- 1. bis 4. Mai: Nach dem größten konföderierten Sieg in der Schlacht bei Chancellorsville plant Oberbefehlshaber Robert Edward Lee den Einmarsch seiner Truppen in den Nordstaaten Maryland und Pennsylvania.
- 10. Mai: „Stonewall“ Jackson, der acht Tage zuvor aus den eigenen Reihen angeschossene General der Konföderierten Staaten von Amerika, stirbt während der Rekonvaleszenz an einer Lungenentzündung, was einen schweren Verlust für die konföderierte Armee bedeutet.

Gettysburg-Feldzug
- Juni: Die konföderierte Army of Northern Virginia unter der Führung von Richard Ewell bedroht nach ihrem Einmarsch in Pennsylvania die Stadt Harrisburg.
- 9. Juni: Die Schlacht bei Brandy Station wird zu einer der großen Reiterschlachten im Sezessionskrieg. Die angreifende Nordstaaten-Kavallerie zieht sich am Abend jedoch zurück, beide Seiten erleiden Verluste.
- 28. Juni: Generalmajor George Gordon Meade wird nach der überraschenden Entlassung von Joseph Hooker neuer Befehlshaber der Army of the Potomac.

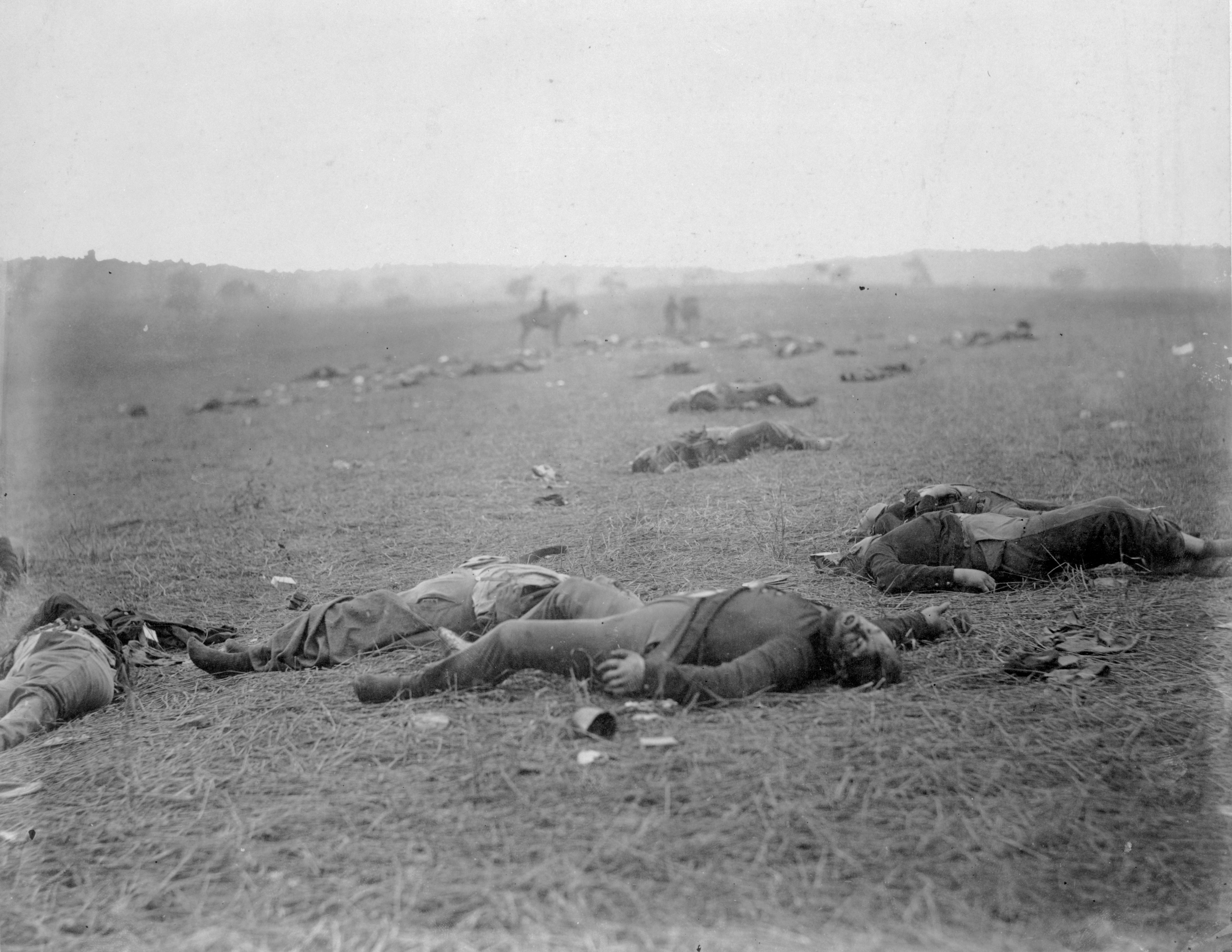
Getötete Soldaten bei Gettysburg

- 1. bis 3. Juli: Mit der Niederlage der konföderierten Nord-Virginia-Armee unter General Robert E. Lee gegen die Army of the Potomac von George Gordon Meade in der Schlacht von Gettysburg, der blutigsten Schlacht des Sezessionskrieges, endet die vorletzte Offensive der Konföderation auf dem Territorium der Nordstaaten. Die Initiative geht danach im Wesentlichen auf die Union über.

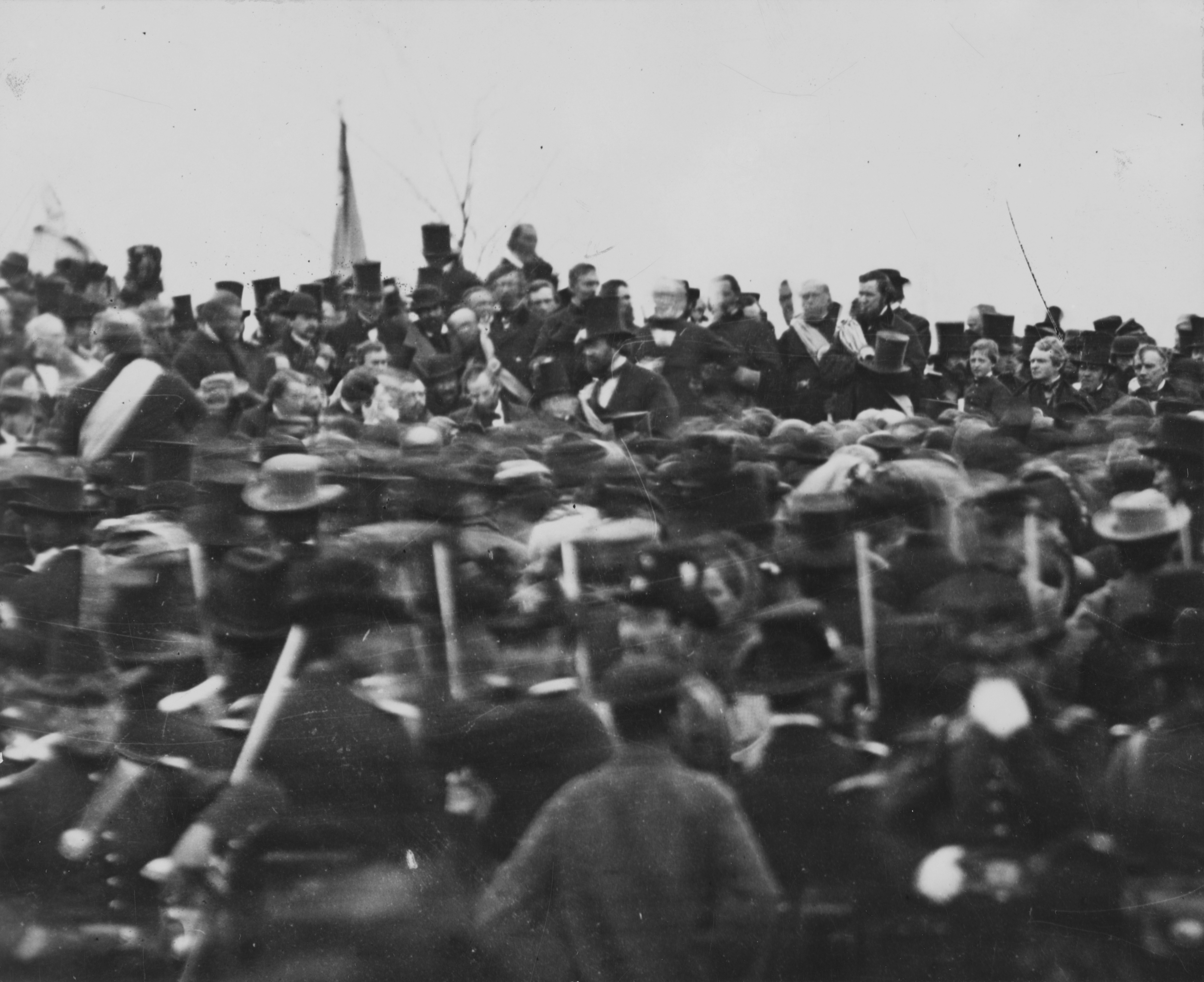
Abraham Lincoln beim Festakt zur Einweihung des Soldatenfriedhofes in Gettysburg

- 19. November: Auf dem Schlachtfeld von Gettysburg wird mitten im noch andauernden Sezessionskrieg ein Soldatenfriedhof eingeweiht. Hauptredner bei der Zeremonie ist der Diplomat Edward Everett. US-Präsident Abraham Lincoln soll als Ehrengast nur ein Grußwort sprechen. Seine Worte, die Gettysburg Address, werden später in die Südwand des Lincoln Memorial in Washington, D.C. eingraviert.

##### Westlicher Kriegsschauplatz und Trans-Mississippi
Texas

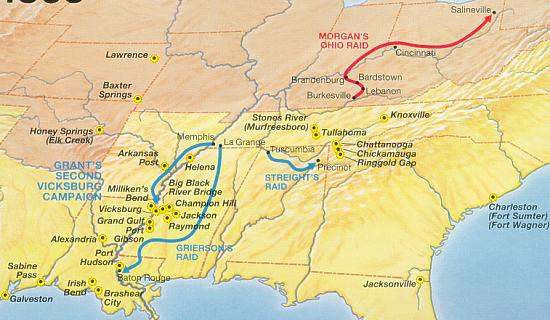
Westl. Kriegsschauplatz 1863

- 1. Januar: In der Schlacht von Galveston erobern die Konföderierten die seit Oktober von der Union besetzte Stadt wieder zurück.
- 8. September: Das zweite Gefecht am Sabine Pass endet mit einer Niederlage der das Fort Griffin belagernden Nordstaatenflotte unter William Buel Franklin, die sich aus dem Sabine River wieder zurückziehen muss.

Vicksburg-Feldzüge

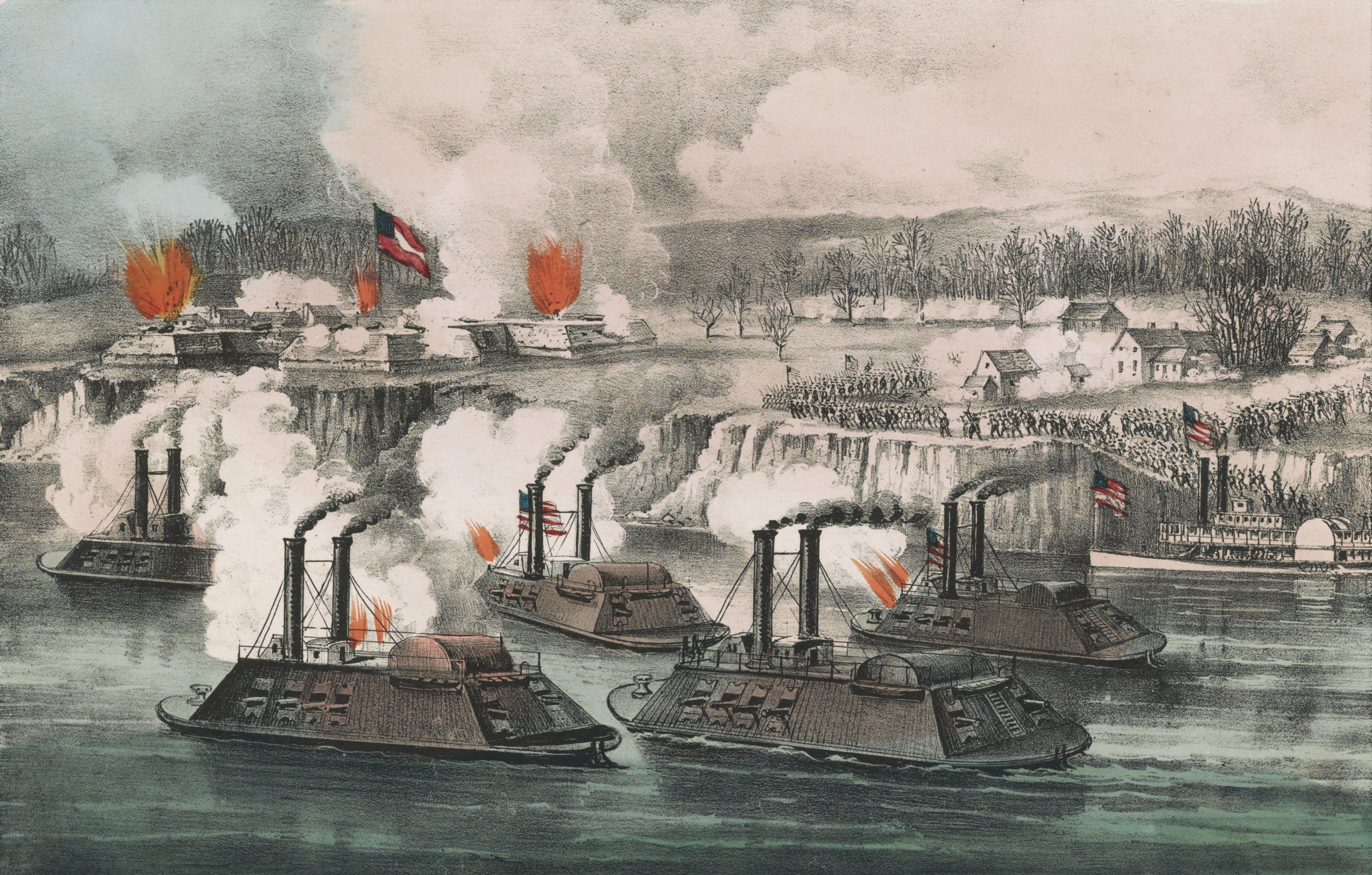
Angriff auf Arkansas Post,
Currier & Ives

- 10./11. Januar: Nach einer für beide Seiten verlustreichen Schlacht im Zuge des Vicksburg-Feldzuges erobern Unionstruppen den von konföderierten Truppen unter General Thomas James Churchill gehaltenen Ort Arkansas Post und Fort Hindman und zerstören beide.

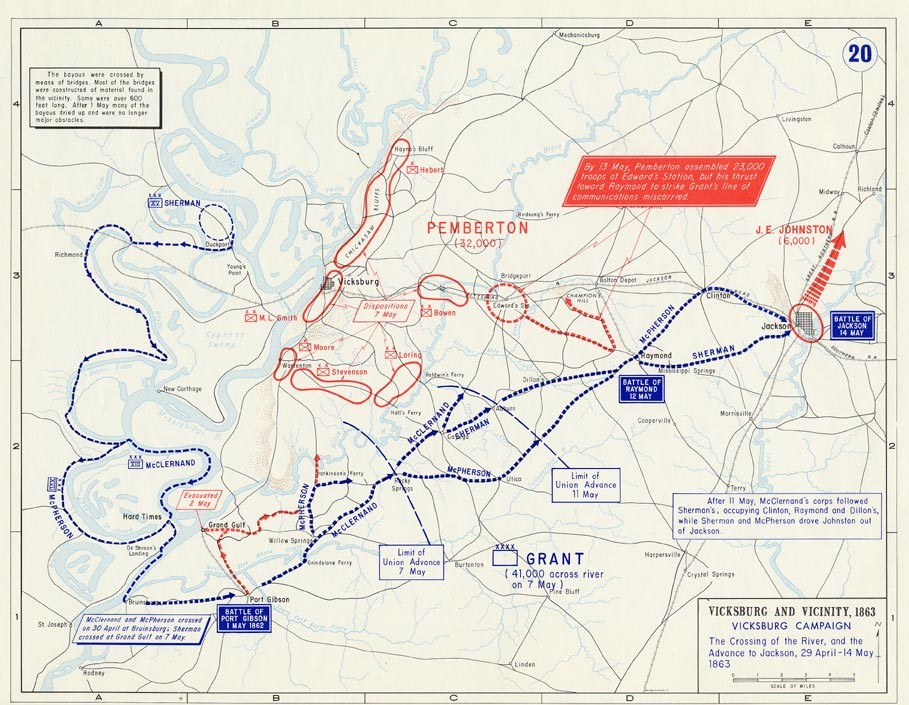
Der Marsch durch Louisiana

- 29. März: Der seit 2. November laufende erste Vicksburg-Feldzug der Union wird ergebnislos abgeblasen. Generalmajor Ulysses S. Grant beginnt von Louisiana aus den zweiten Vicksburg-Feldzug der Union.
- 31. März: Generalmajor John Alexander McClernand erobert im Auftrag von Ulysses Grant die Stadt Richmond, Louisiana.

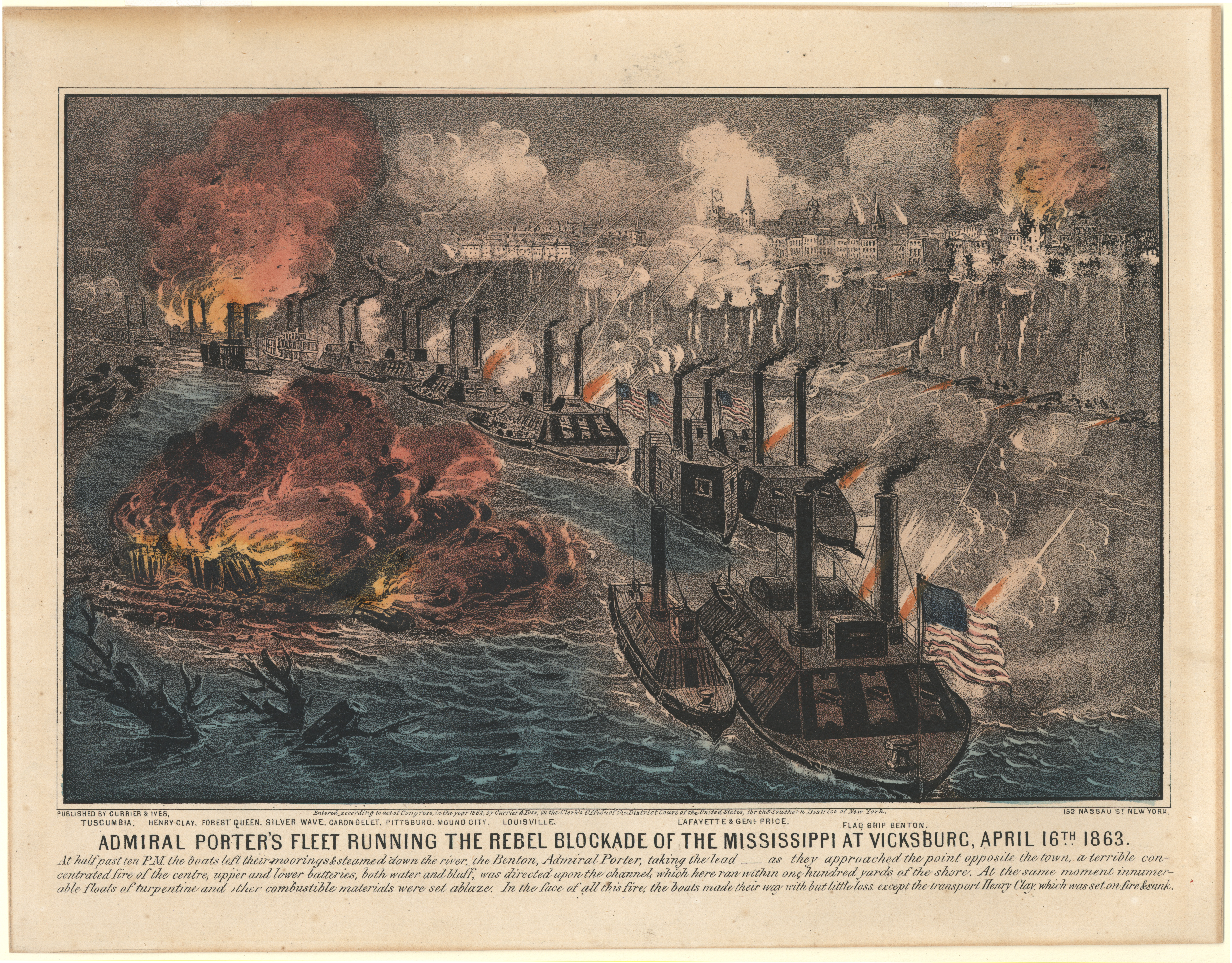
Durchbruch des Mississippi-Geschwaders

- 16./22. April: Admiral David Dixon Porter gelingt es, mit mehreren Kanonenbooten und Versorgungsschiffen der unionistischen Mississippi-Flottille von Norden her Vicksburg zu passieren.
- 17. April: Oberst Benjamin Grierson beginnt von La Grange, Tennessee, aus Griersons Raid, mit dem er Unruhe hinter den konföderierten Linien stiftet. Er zerstört Eisenbahnlinien und Depots und erreicht am 2. Mai Baton Rouge.
- 30. April/1. Mai: Nach einem vergeblichen Versuch bei Grand Gulf am 27. April überquert General Grant mit seiner Army of the Tennessee bei Bruinsburg südlich von Vicksburg den Mississippi River und betritt Mississippi.
- 16. Mai: Generalmajor Grant schlägt in der Schlacht am Champion Hill die konföderierte Army of Mississippi unter John C. Pemberton. Pemberton muss nach dem Verlust von fast 4000 Mann und 29 Kanonen nach Vicksburg ausweichen.
- 18. Mai: Die ersten Truppenteile von Grants Tennessee-Armee erreichen Vicksburg. Ein erster Angriff wird am nächsten Tag von den konföderierten Verteidigern zurückgeschlagen.

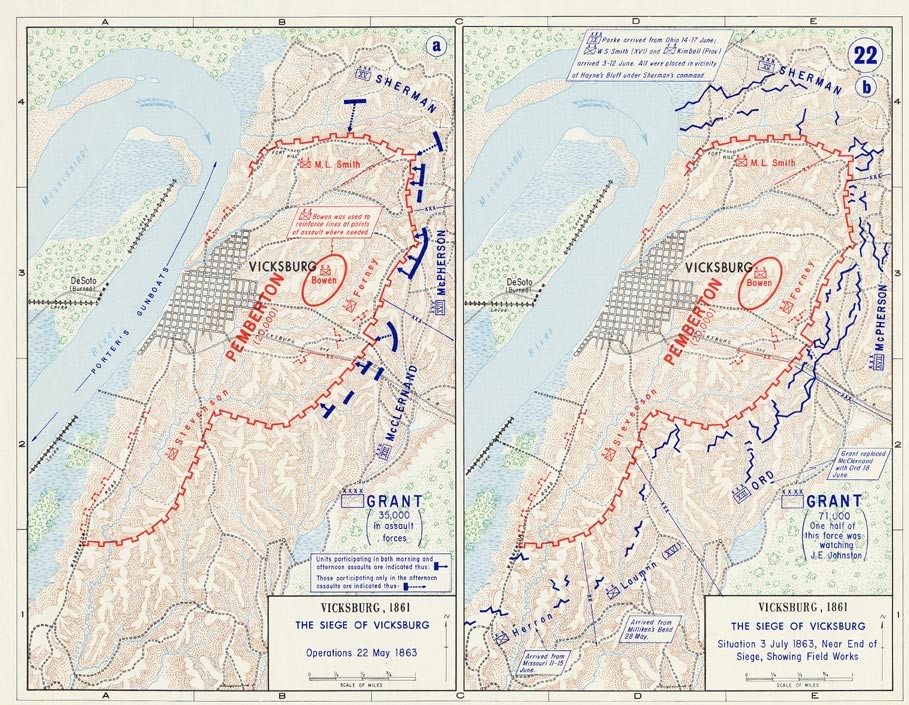
Der Belagerungsring um Vicksburg

- 22. Mai: Ein weiterer Angriff auf Vicksburg, an dem auch die Mississippi-Flottille beteiligt ist, wird zurückgeschlagen. Am 25. Mai beginnt Grants Armee mit der Belagerung der Stadt.

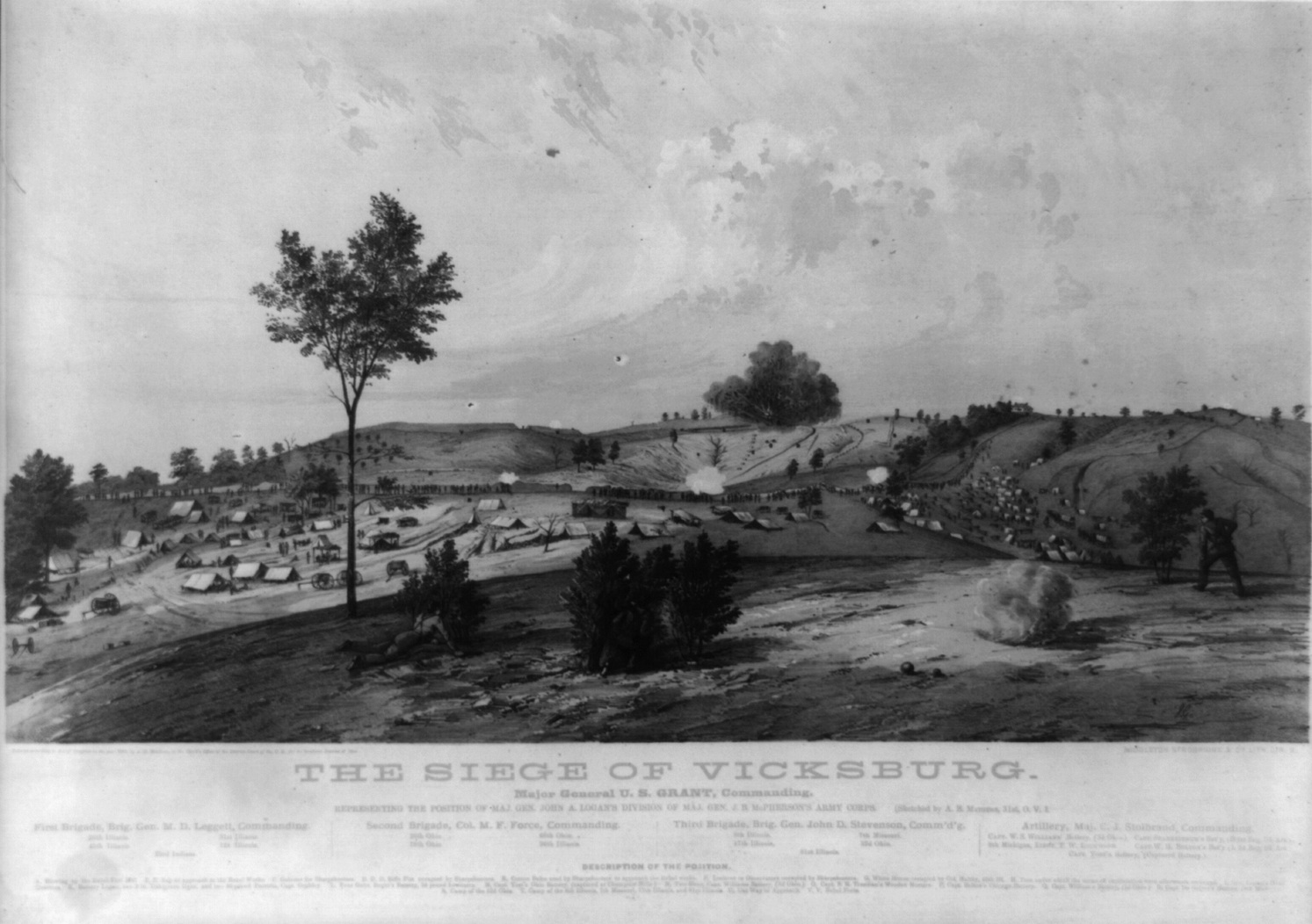
Belagerung von Vicksburg

- 4. Juli: Ulysses S. Grants Truppen siegen in der Schlacht um Vicksburg. Die Stadt Vicksburg kapituliert nach rund sechswöchiger Belagerung.
- 8. Juli: Mit Port Hudson fällt der letzte konföderierte Stützpunkt am Mississippi River. Weil nunmehr Unionsschiffe den Mississippi beherrschen, sind die konföderierten Staaten Texas und Arkansas von einer kontinentalen Verbindung zu den anderen Südstaaten abgeschnitten.

Feldzüge in Tennessee

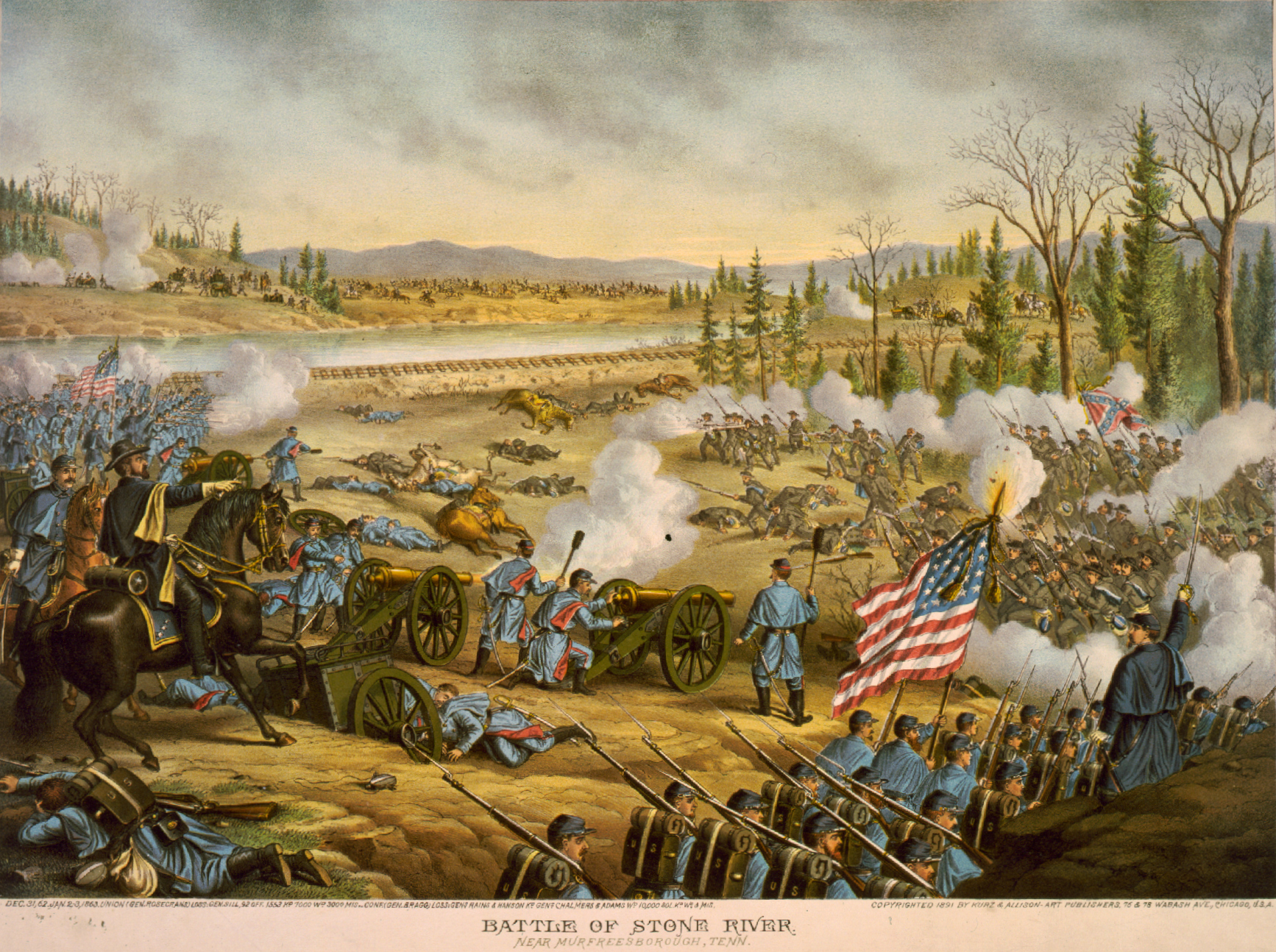
William S. Rosecrans in der Schlacht am Stones River, Kurz & Allison

- 2. Januar: Die Schlacht am Stones River, die am 31. Dezember begonnen hat, endet mit einem Sieg der Army of the Cumberland der Union unter William Starke Rosecrans über die konföderierte Army of Tennessee unter General Braxton Bragg und die Orphan Brigade von John C. Breckinridge.
- Ambrose Burnside dringt in Tennessee ein und besetzt am 3. September das von der Konföderation gehaltene, aber mit der Union sympathisierende Knoxville. Eine Gegenoffensive unter James Longstreet wehrt er mit seinen Einheiten bis zum Eintreffen von Entsatztruppen ab, womit er seinen durch den Mud March beschädigten Ruf wiederherstellen kann.

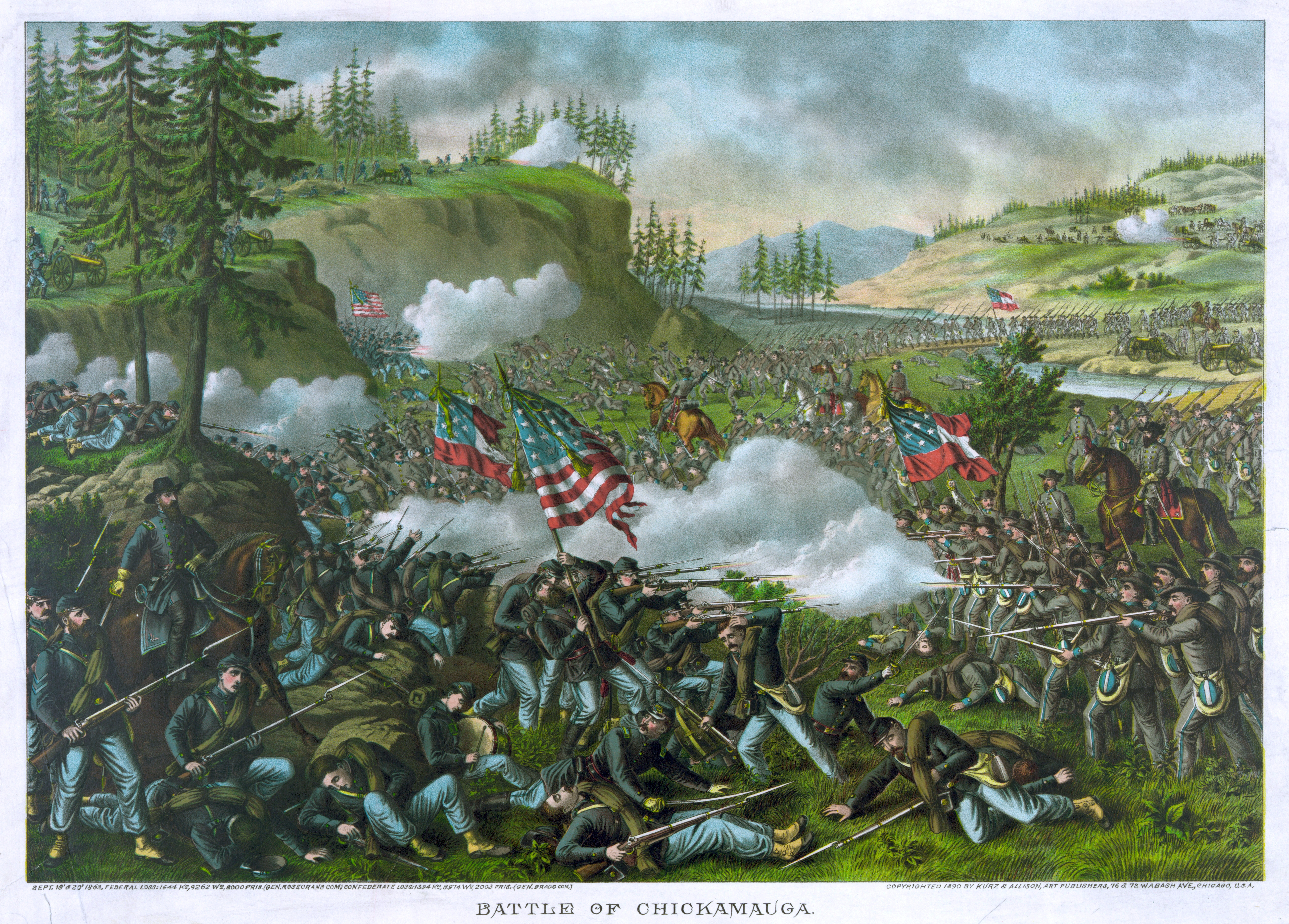
Schlacht am Chickamauga,
Kurz & Allison

- 19./20. September: Die Schlacht am Chickamauga endet mit einem Sieg der Konföderierten. William Starke Rosecrans weicht – verfolgt von Braxton Bragg – nach Chattanooga aus. Da die Konföderierten durch den hinhaltenden Widerstand der Truppen unter George Henry Thomas nur langsam vorankommen, gelingt es der Union, die Stadt zu befestigen.
- Ein Expeditionskorps der Union unter Joseph Hooker setzt sich in Richtung Chattanooga in Marsch. Ulysses Grant wird von Präsident Lincoln zum Oberbefehlshaber über den westlichen Kriegsschauplatz ernannt.

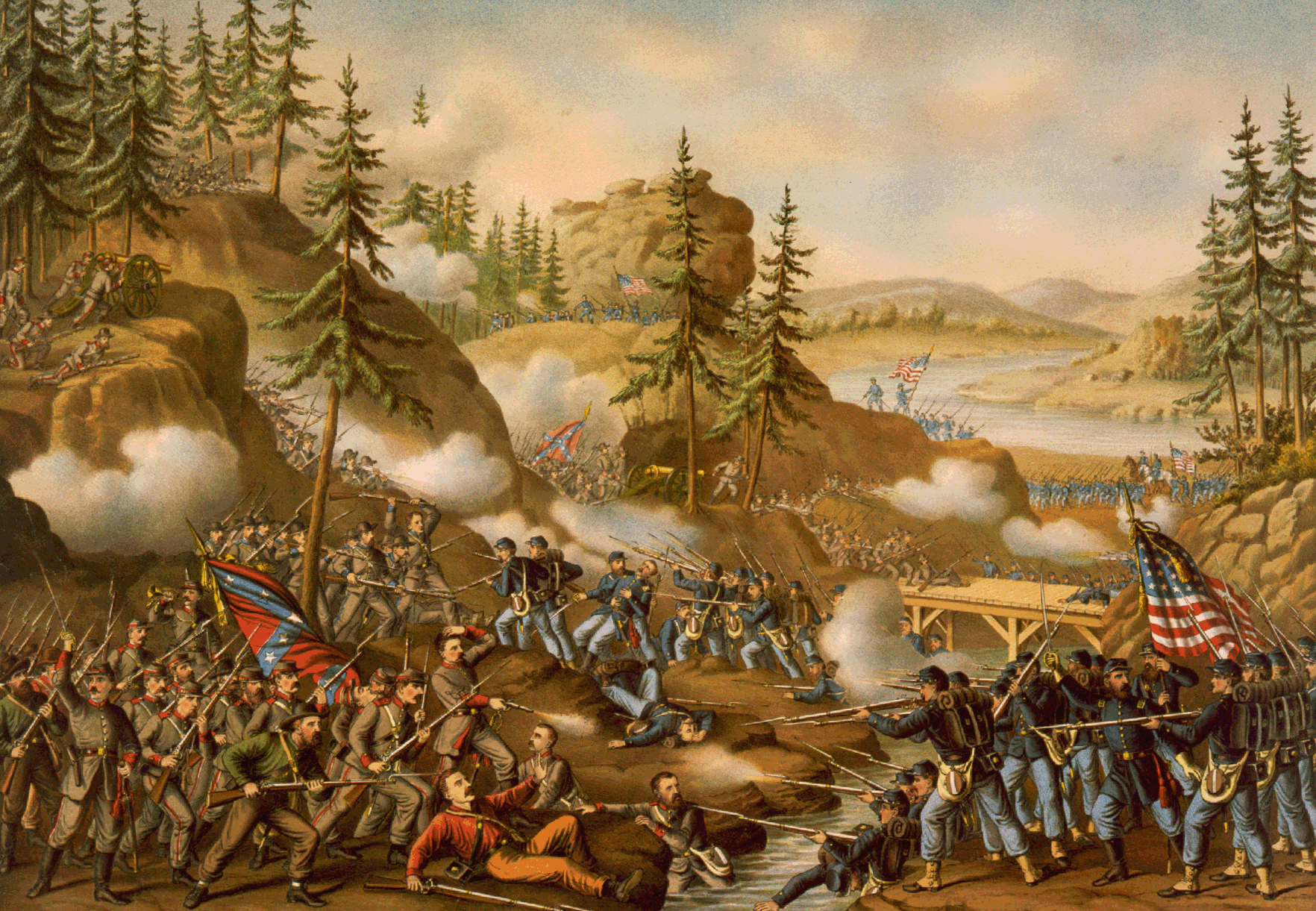
Schlacht von Chattanooga,
Kurz & Allison

- 23. bis 25. November: Die Unionstruppen unter General Ulysses Simpson Grant besiegen in der Schlacht von Chattanooga während des Amerikanischen Bürgerkrieges die Konföderierten unter General Braxton Bragg. Sie erringen damit die Herrschaft über Tennessee und können weiter nach Süden vordringen.
- 27. Dezember: Joseph E. Johnston löst Braxton Bragg als Oberbefehlshaber der demoralisierten konföderierten Tennessee-Armee ab.

Morgans Raid
- 11. Juni bis 26. Juli: John Hunt Morgan dringt mit 2.500 Berittenen tief in das Gebiet der Nordstaaten Kentucky, Indiana und Ohio ein, um die Union zu zwingen, Truppen vom östlichen Kriegsschauplatz zu verlegen, muss sich letztendlich jedoch den Unionstruppen ergeben.

Quantrills Raid nach Kansas
- 21. August: Im Massaker von Lawrence wird die Stadt Lawrence in Kansas, eine Hochburg der Sklavereigegner, von prosüdlichen Guerillakämpfern unter William Clark Quantrill angegriffen. 183 Bewohner werden getötet und ein Viertel der Häuser niedergebrannt. An dem Massaker sind unter anderem auch Frank James und Cole Younger beteiligt.

##### Weitere Ereignisse in den westlichen Territorien
- 29. Januar: Indianerkriege: Eine Einheit der US-Unionstruppen massakriert im Gefecht am Bear River im Washington-Territorium im heutigen Idaho rund 400 Indianer vom Stamm der Shoshonen.

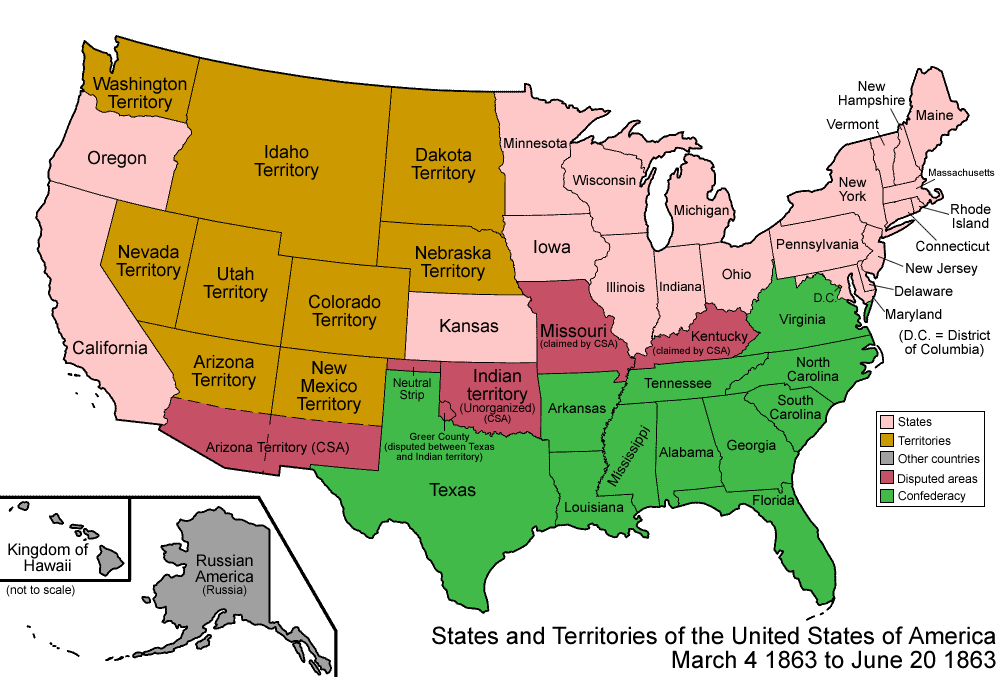
Vereinigte Staaten nach Schaffung des Arizona- und des Idaho-Territoriums

- 24. Februar: Das Gebiet des New-Mexico-Territoriums westlich des 109. Längengrades wird als Arizona-Territorium abgespalten. Hauptstadt ist Prescott.
- 3. März: Die Niobrara Reservation in Nebraska wird gegründet. Hier werden überlebende Sioux Indianner-Stämme aus Minnesota nach dem Sioux-Aufstand angesiedelt.
- 4. März: Das Idaho-Territorium wird aus Teilen des Oregon-, des Washington- und des Dakota-Territoriums geschaffen. Es umfasst einen Großteil der heutigen Staaten Idaho, Montana und Wyoming.
- 3. September: Bei der Schlacht am Whitestone Hill im Dakota-Territorium begehen US-Soldaten unter General Alfred Sully ein Massaker an einem Lager der Yanktonai.
- 1. Oktober: Zwischen den Häuptlingen der Western-Shoshone-Indianer und den Vertretern der US-Armee wird in Fort Roby (im heutigen US-Bundesstaat Nevada) der „Vertrag von Ruby Valley“ (“Treaty of Peace and Friendship”) unterzeichnet. Der Vertrag ist eine 1866 vom US-Kongress ratifizierte und von 1869 Präsident Ulysses S. Grant proklamierte, völkerrechtlich bindende Anerkenntnis des Territoriums der Western Shoshone. Gleichzeitig gewährt er den USA das Recht zum Eisenbahnbau, zur Truppenstationierung, zum Anlegen von Siedlungen und zum Goldabbau unter der Jurisdiktion der Indianer. Der Vertrag wird schon wenig später von den USA einseitig als Freibrief zur Landnahme ausgelegt.

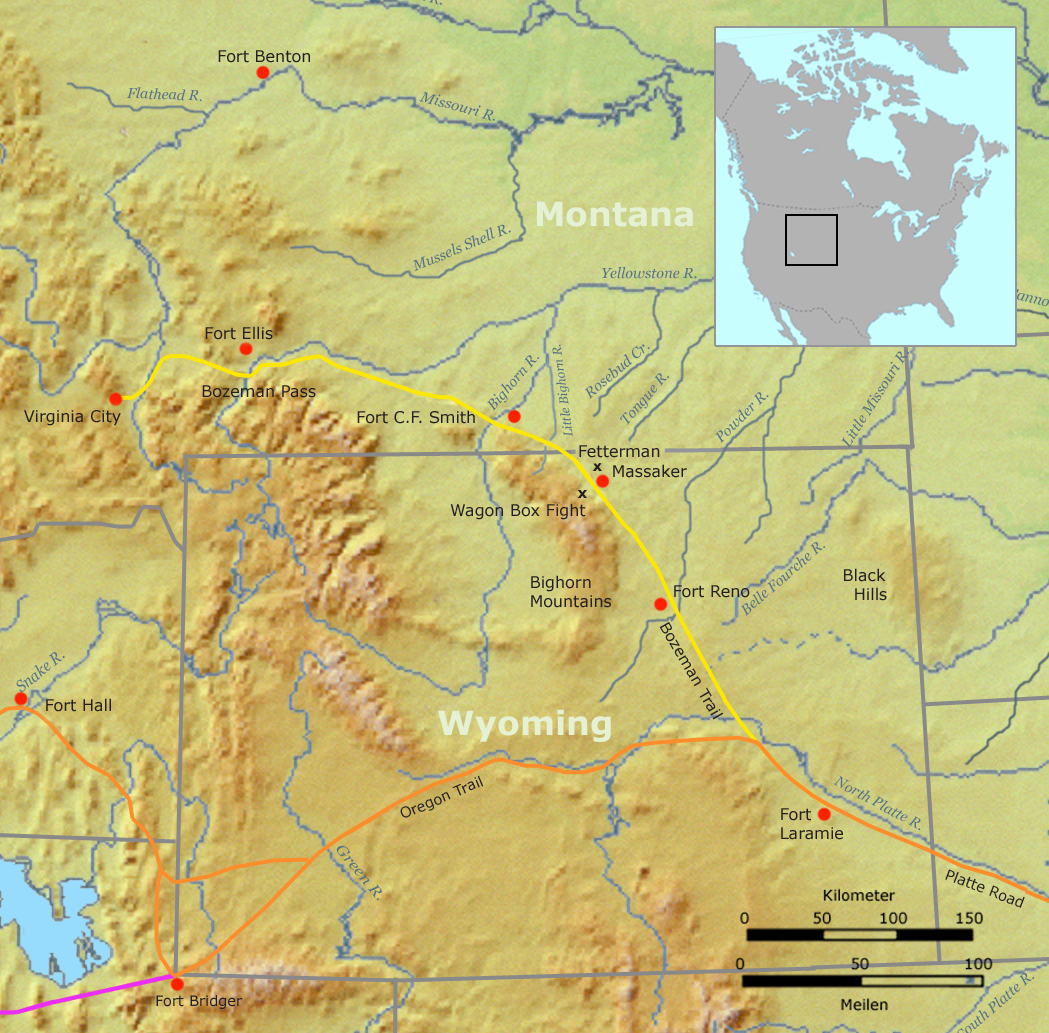
Route des Bozeman Trails (1863–1868)

- Der sogenannte Bozeman Trail, eine Überlandroute, die den Oregon Trail mit Virginia City und den Goldfeldern im Idaho-Territorium, und später dem Montana-Territorium, dem heutigen Montana verbindet, wird kartographiert und für Wagen passierbar gemacht. Die Strecke führt mitten durch das den Lakota zugesicherte Gebiet und es kommt daher bald neuerlich zu Konflikten mit den Sioux.

#### Mexiko
- Januar: Der französische General Forey belagert im Zuge der französischen Intervention in Mexiko die Stadt Puebla, französische Kriegsschiffe beschießen Acapulco.
- 30. April: Im Gefecht von Camerone bei Camarón de Tejeda vernichtet eine 2.000 Mann starke Übermacht mexikanischer Truppen unter Francisco de Paula Milán eine aus 65 Mann bestehende Vorhut der französischen Fremdenlegion unter Jean Danjou fast vollständig.
- 17. Mai: Puebla wird von den französischen Truppen erobert.
- 7. Juni: Die französische Intervention in Mexiko führt zur Einnahme von Mexiko-Stadt durch französische Truppen unter dem Befehl von François-Achille Bazaine.
- 10. Juni: Eine konservative Junta unter der Führung von Juan Almonte wird von Élie-Frédéric Forey als Regierung in Mexiko eingesetzt.
- 2. Juli: General Forey wird zum Marschall ernannt und kehrt nach Frankreich zurück. François-Achille Bazaine übernimmt den Oberbefehl über die französischen Interventionstruppen.

#### Weitere Ereignisse in Mittelamerika

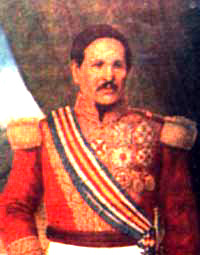
José Rafael Carrera Turcios

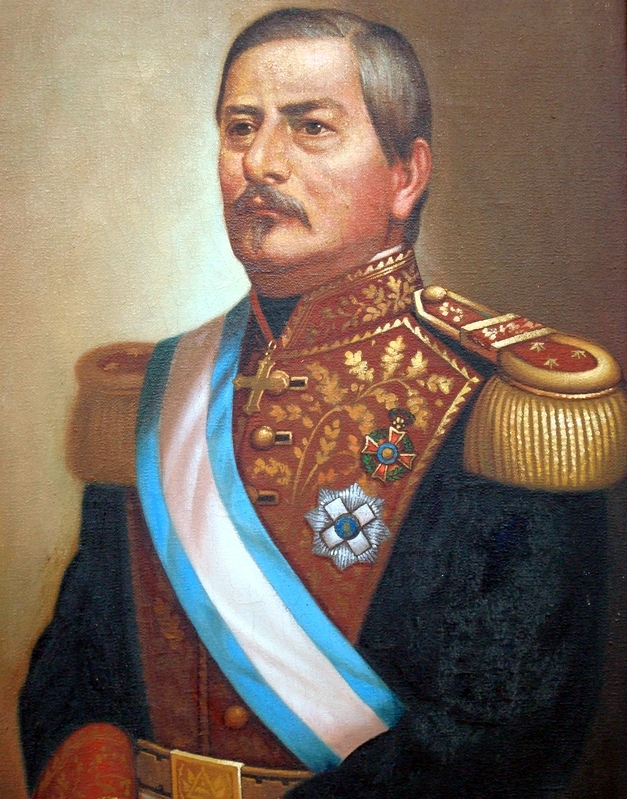
Gerardo Barrios

- Februar: Präsident José Rafael Carrera Turcios lässt guatemaltekische Truppen in El Salvador einmarschieren mit dem Ziel, dessen liberalen Präsidenten Gerardo Barrios zu stürzen.
- 24. Februar: Guatemala erleidet eine schwere Niederlage bei Coatepeque und muss sich vorläufig aus El Salvador zurückziehen.
- 3. März: Gerardo Barrios schließt mit dem Präsidenten von Honduras, José Francisco Montes Fonseca, ein Verteidigungsbündnis.
- April: Jesús Jiménez Zamora wird als Nachfolger von José María Montealegre Fernández zum neuen Präsidenten von Costa Rica gewählt. Er tritt sein Amt am 8. Mai an. Daraufhin löst er verfassungswidrig das Parlament auf und ruft Parlamentswahlen aus.
- 10. Juni: Truppen Guatemalas unter dem Befehl von General Vicente Cerna Sandoval marschieren in Honduras ein. Der konservative honduranische General Florencio Xatruch Villagra initiiert einen Aufstand gegen Präsident Fonseca.

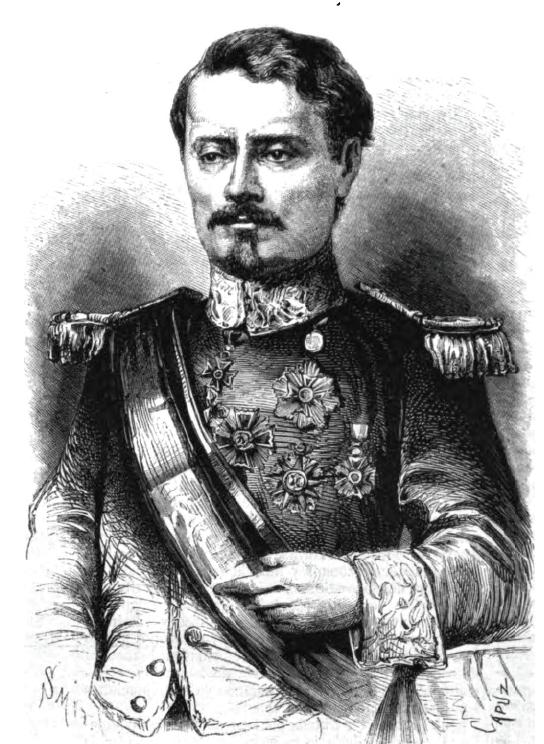
José María Medina

- 20. Juni: In Los Llanos de Santa Rosa, das die Aufständischen fünf Tage zuvor erobert haben, wird José María Medina zum honduranischen Präsidenten ausgerufen.
- 19. Juli: Die konservativen honduranischen Aufständischen erobern Comayagua. Die abziehenden Truppen unter José Francisco Montes Fonseca setzen Teile der Stadt in Brand.
- 7. September: José Francisco Montes Fonseca bietet die bedingungslose Kapitulation seiner Einheiten an.
- 26. Oktober: Der von guatemaltekischen Truppen belagerte Gerardo Barrios flieht aus San Salvador und geht ins Exil nach Costa Rica. Der Konservative Francisco Dueñas Díaz wird als sein Nachfolger zum Präsidenten von El Salvador ausgerufen. Santiago González Portillo wird Kriegs- und Marineminister.
- 31. Dezember: Um sich im folgenden Jahr wählen zu lassen, übergibt José María Medina das honduranische Präsidentenamt an Francisco Inestroza.
- Obwohl die Verfassung von 1857 dies ausdrücklich verbietet, lässt sich der Konservative Tomás Martínez Guerrero für eine zweite Amtszeit zum Präsidenten von Nicaragua wählen. Ein darauf folgender Putschversuch seines liberalen Vorgängers Máximo Jerez Tellería wird vom Militär rasch niedergeschlagen.

#### Karibik
- Im Königreich der Niederlande wird per Gesetz die Sklaverei abgeschafft. Am 1. Juli werden in den Kolonien der Niederländischen Karibik und Suriname etwa 12.000 Menschen in die Freiheit entlassen.
- In der Dominikanischen Republik bricht unter der Führung von Antonio Pimentel ein Restaurationskrieg zur Wiederherstellung der Unabhängigkeit aus, nachdem Spanien das Land 1861 auf Bitte des damaligen Präsidenten Pedro Santana wegen anhaltender Unruhen und Angriffen aus dem benachbarten Haiti annektiert hat.

#### Südamerika
- 1. bis 6. Januar: Großbritannien führt eine Blockade von Rio de Janeiro durch, nachdem sich die brasilianische Regierung geweigert hat, Entschädigung für einen angeblichen Fall von Strandpiraterie und für einen Fall von Freiheitsberaubung von Angehörigen der Royal Navy zu bezahlen. Dieses Vorgehen stößt auf Proteste bei der Bevölkerung von Rio de Janeiro und führt zu Drohungen gegen britische Investoren. Kaiser Pedro II. bricht daraufhin die diplomatischen Beziehungen zu Großbritannien ab und bittet König Leopold I. von Belgien um Schlichtung in diesem Konflikt. Am 21. Juni verkündet Leopold seine Entscheidung zugunsten Brasiliens.
- Unter der Führung von Venancio Flores beginnt im April ein Aufstand der sogenannten Colorados gegen den regierenden uruguayischen Präsidenten Bernardo Prudencio Berro. Die Aufständischen rücken rasch auf die Hauptstadt Montevideo vor. Sie erhalten dabei Unterstützung von Brasilien und Argentinien, während die in Bedrängnis geratene Regierung der Blancos sich an Paraguay um Hilfe wendet. In den folgenden Jahren entwickelt sich daraus der Tripel-Allianz-Krieg.

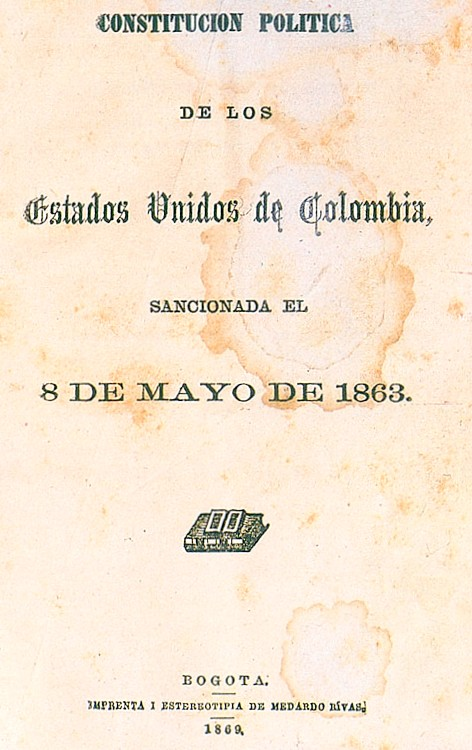
Verfassung Kolumbiens

- 8. Mai: Mit einer neuen liberalen Verfassung wird die Granada-Konföderation in Vereinigte Staaten von Kolumbien umbenannt. Die neun Einzelstaaten sind Antioquia, Bolívar, Boyacá, Cauca, Cundinamarca, Magdalena, Panama, Santander sowie der neue Staat Tolima, außerdem gibt es die Territorien Caquetá, San Martín, Nevada und Motilones. Die Machtverteilung zwischen den Einzelstaaten und der Zentralregierung ist nicht klar geregelt; die Einzelstaaten bleiben weitgehend unabhängig.

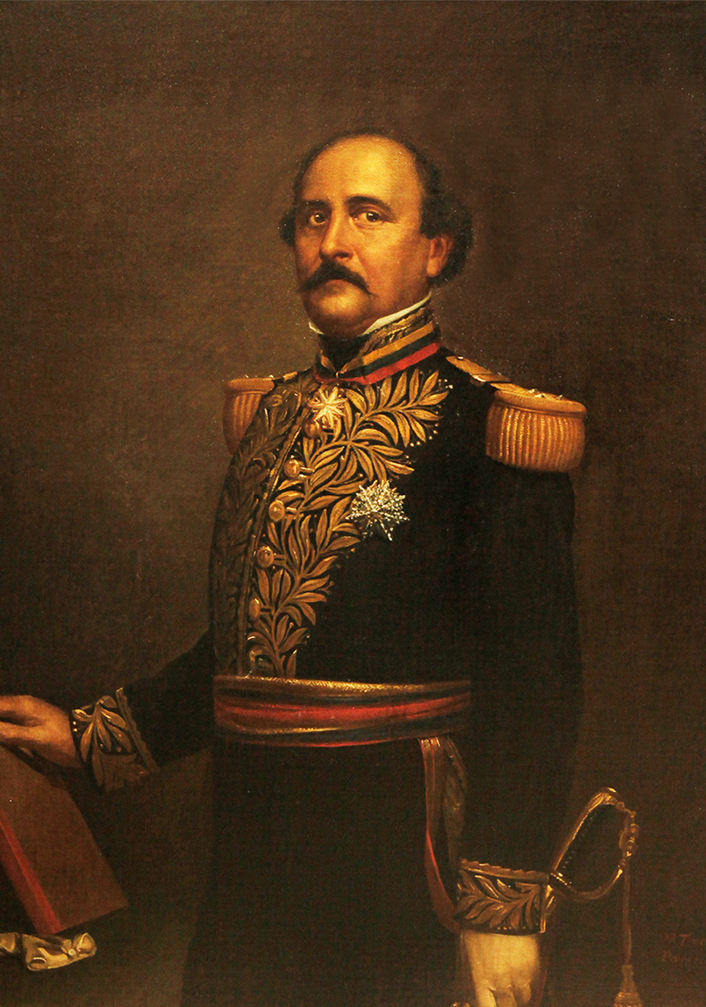
Juan Crisóstomo Falcón

- Der Föderale Krieg, der längste und zerstörerischste Krieg in Venezuela nach der Unabhängigkeit, endet mit dem Sieg der Liberalen. Am 22. Mai unterzeichnen Präsident José Antonio Páez und General Juan Crisóstomo Falcón im Namen der Föderalisten das Friedensabkommen von Coche. Falcón wird zum neuen Präsidenten des Landes gewählt. Als erster Staat Südamerikas schafft Venezuela die Todesstrafe ab.
- 1. Juli: in der niederländischen Kronkolonie Suriname erfolgt die Aufhebung der Sklaverei und Gewährung einer Verwaltungs-Autonomie. Die bisherigen Sklaven müssen aber weitere zehn Jahre bezahlte Zwangsarbeit leisten.
- Der ecuadorianische Präsident Gabriel García Moreno erklärt Kolumbien, dessen Präsident Tomás Cipriano de Mosquera angeblich plant, Großkolumbien wieder zu erneuern, den Krieg und lässt seine Armee die Grenze überschreiten. Diese wird am 6. Dezember in der Schlacht bei Cuaspad vernichtend geschlagen. Im Frieden von Pinsaqui am 30. Dezember kehren die Kriegsparteien zum status quo ante zurück.

#### Januaraufstand in Polen

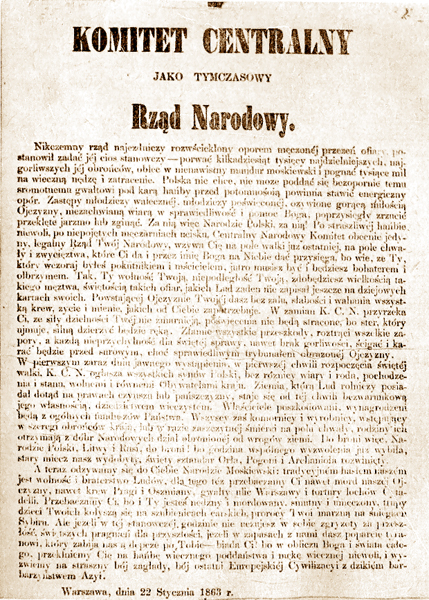
Manifest des Zentralkomitees vom 22. Januar 1863

- 22. Januar: In Polen beginnt mit dem Januaraufstand eine erneute Erhebung gegen die russische Herrschaft. Das Nationalkomitee unter „Diktator“ Ludwik Mierosławski veröffentlicht ein Manifest zur Befreiung Polens.
- 8. Februar: Die Alvenslebensche Konvention, eine formelle Militärkonvention zwischen Russland und Preußen zur gegenseitigen Unterstützung zur Niederschlagung des polnischen Aufstands, wird vom preußischen Generaladjutanten Gustav von Alvensleben und den russischen Vizekanzler Alexander Michailowitsch Gortschakow in Sankt Petersburg unterzeichnet.
- Mitte Februar: Die kleine Truppe Ludwik Mierosławskis wird vernichtend geschlagen, er muss fliehen.
- 23. Februar: Die Aufständischen unter Marian Langiewicz siegen in der Schlacht bei Małogoszcz.
- 10. März: Langiewicz wird zum neuen Diktator ausgerufen und am 12. März von allen aufständischen Fraktionen anerkannt.

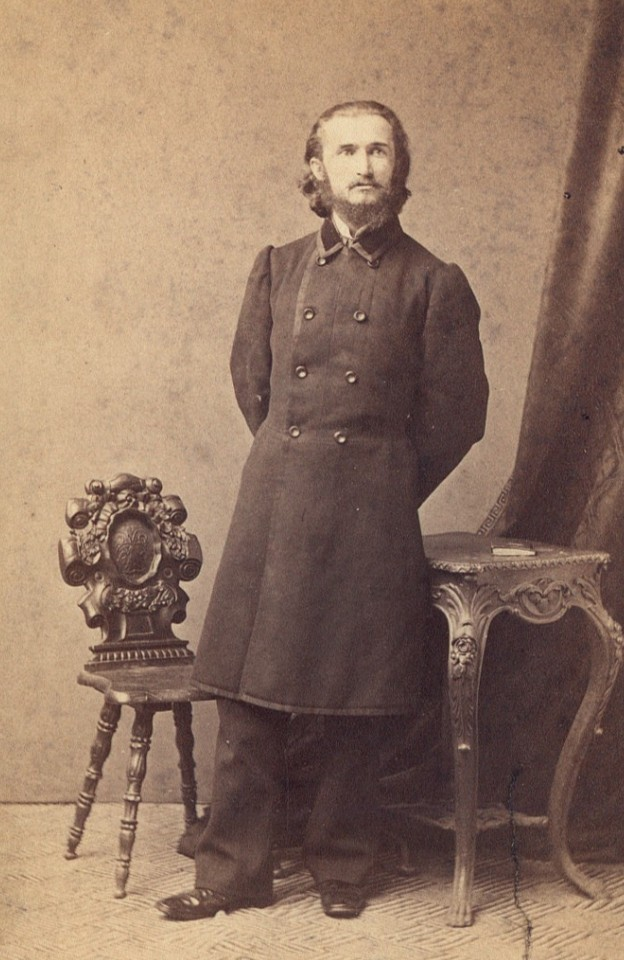
Karol Majewski zur Zeit des Januaraufstandes in Polen

- 14. Juni bis 17. September: Die geheime Nationalregierung unter Karol Majewski tagt in Warschau.
- Oktober: Romuald Traugutt wird neuer Diktator der Aufständischen. Friedrich Wilhelm Rembert von Berg wird neuer Großfürsten-Statthalter in Polen.

#### Deutscher Bund/Dänemark
- 1. März: Ferdinand Lassalle verfasst das Offene Antwortschreiben auf eine Anfrage des Zentralkomitees zur Berufung eines allgemeinen deutschen Arbeiterkongresses in Leipzig an mehrere Nationalökonomen um ihre Meinung über die Arbeiterbewegung und ihren künftig einzuschlagenden politischen Weg.

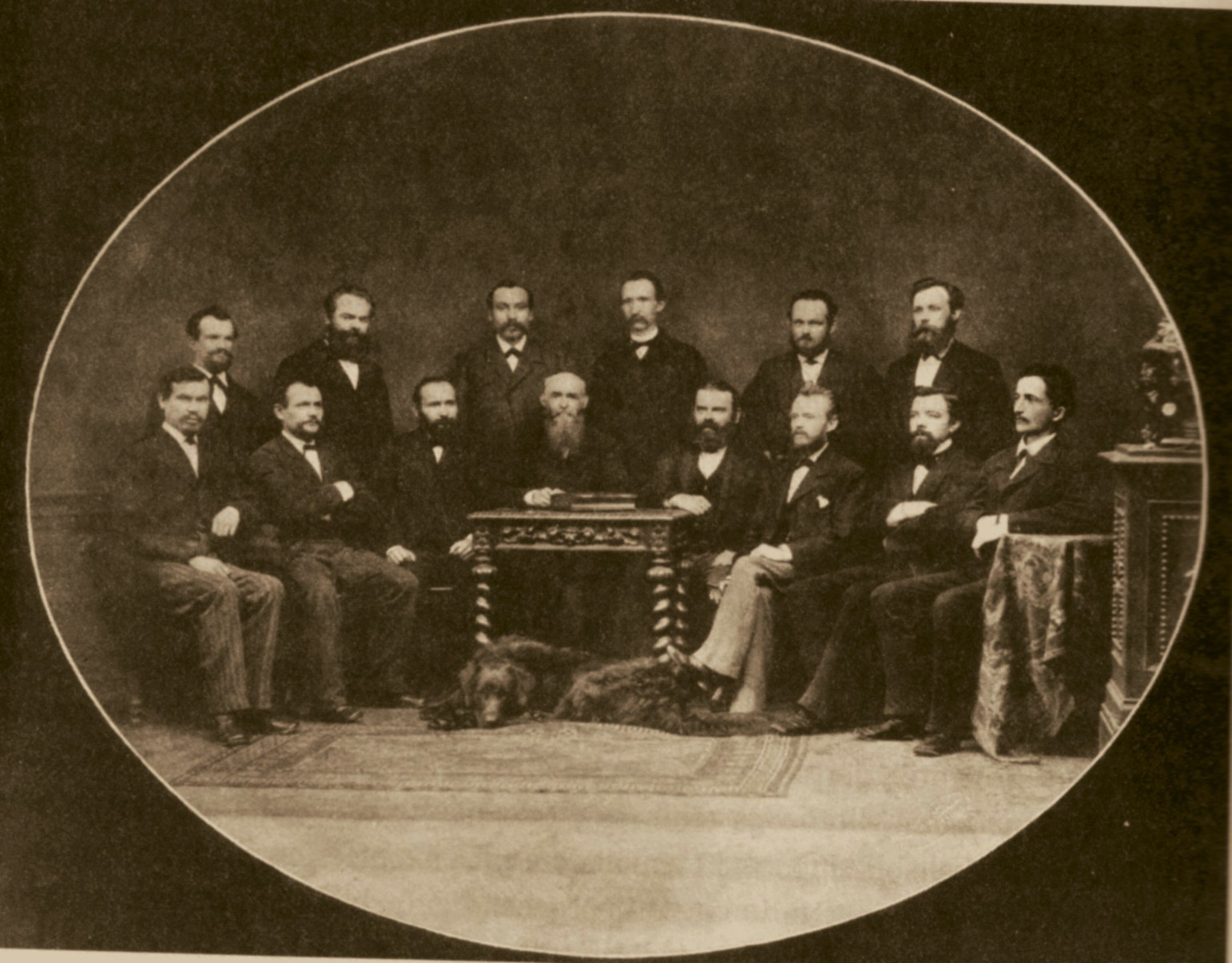
Foto der Delegierten und Gäste unmittelbar vor Gründung des ADAV

- 23. Mai: Geschichte der deutschen Sozialdemokratie: Bei einer Versammlung im Leipziger Pantheon wird der Allgemeine Deutsche Arbeiterverein (ADAV) gegründet. Maßgeblicher Gründer ist Ferdinand Lassalle. Als Reaktion darauf hält die bürgerliche Demokratische Bewegung am 7. Juni in Frankfurt am Main mit Unterstützung des Deutschen Nationalvereins den ersten Vereinstag Deutscher Arbeitervereine ab. Unter den 110 Delegierten sind unter anderem August Bebel, Hermann Becker, Julius Knorr, Eugen Richter, Leopold Sonnemann und Max Wirth.
- 1. Juli: Im Zuge des Preußischen Verfassungskonflikts erlässt König Wilhelm I. unter dem Einfluss von Otto von Bismarck die Pressordonanz, mit der die Pressefreiheit in Preußen maßgeblich eingeschränkt wird. Die Maßnahme richtet sich vornehmlich gegen liberale Zeitungen und führt zum ersten öffentlichen Protest des Kronprinzen Friedrich Wilhelm gegen die Politik seines Vaters. Es folgen heftige Auseinandersetzungen innerhalb des Königshauses. Wilhelm I. vermutet, dass hinter den Äußerungen Friedrichs Ehefrau Victoria von Großbritannien und Irland steht, die als Tochter von Prinz Albert und der britischen Königin Victoria ein liberales Deutschland befürwortet und darauf hofft, dass sich Preußen in Richtung einer konstitutionellen Monarchie mit starkem Parlament entwickelt.

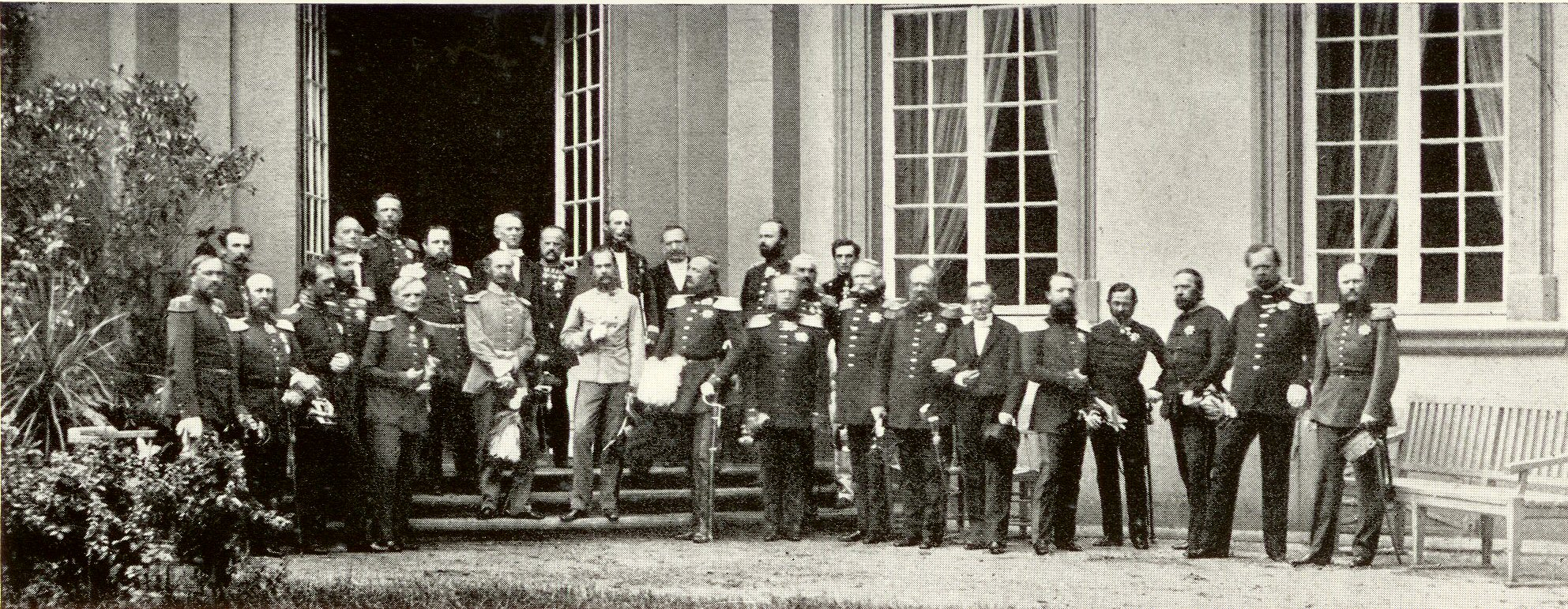
Frankfurter Fürstentag Abschlussphoto

- 17. August: Der Frankfurter Fürstentag beginnt. Er soll über Reformen im Deutschen Bund beraten. Preußens König Wilhelm I. bleibt nach Otto von Bismarcks Strategie dem Treffen fern, was rund zwei Wochen später zum ergebnislosen Ende der Tagung führt.
- 28. Oktober: Bei der Wahl zum preußischen Abgeordnetenhaus erringen die Liberalen unter Wilhelm Grabow eine Zweidrittelmehrheit. Sie stehen zu Ministerpräsident Bismarck in einem Konflikt über die Heeresreform.

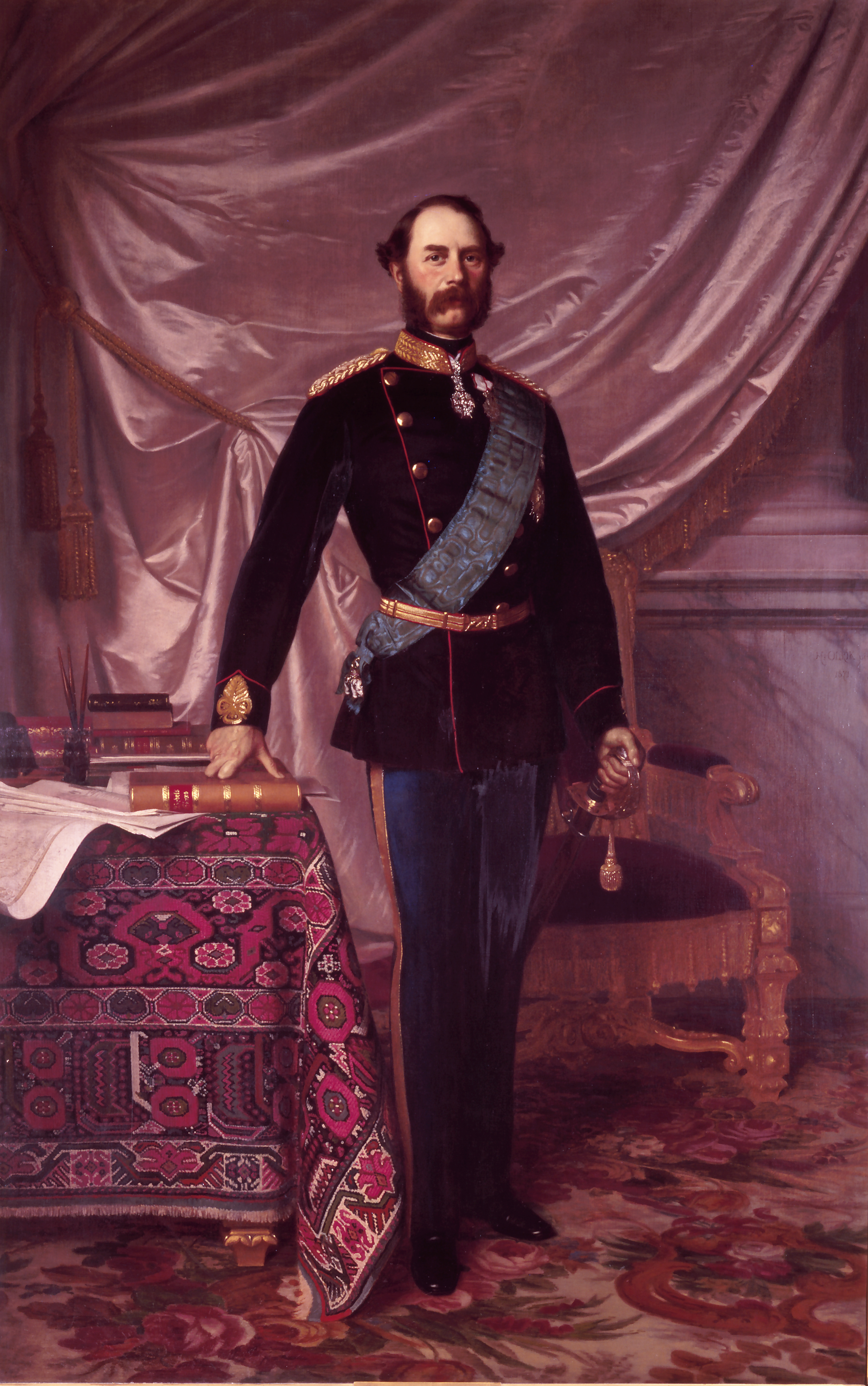
Christian IX.

- 15. November: Als der dänische König Friedrich VII. kinderlos stirbt, folgt ihm gemäß dem Londoner Protokoll von 1852 Christian von Schleswig-Holstein-Sonderburg-Glücksburg auf den Thron. Christian IX. begründet das Haus Glücksburg, das bis heute in Dänemark herrscht.
- 18. November: Die von Innenminister Orla Lehmann federführend ausgearbeitete gemeinsame Novemberverfassung für das Königreich Dänemark und das Herzogtum Schleswig wird zum Auslöser für den Deutsch-Dänischen Krieg im folgenden Jahr.
- 7. Dezember: Über die Herzogtümer Holstein und Lauenburg wird die Bundesexekution verhängt.
- 20. Dezember: Preußische Truppen missachten die Neutralität des Großherzogtums Oldenburg im Konflikt mit Dänemark, indem sie sich bis Anfang 1864 in Schwartau im Fürstentum Lübeck einquartieren und anschließend weitermarschieren. Auf Anweisung der Regierung in Eutin wird daraufhin der Schwartauer Schlagbaum für preußische Truppen geschlossen und vier (unbewaffnete) oldenburgische Soldaten an diesem positioniert.
- 21. Dezember: Die Bundesexekution gegen die Herzogtümer Holstein und Lauenburg von 1863 beginnt. Die dänischen Truppen ziehen sich kampflos aus den beiden Herzogtümern zurück.
- 24. Dezember: Nachdem Christian IX. angesichts fehlender ausländischer Unterstützung die Regierung am Vortag aufgefordert hat, den Reichstag einzuberufen und die Novemberverfassung zurückzunehmen, tritt Carl Christian Hall als Premierminister zurück.
- Weihnachten: Deutsche Bundestruppen marschieren in Holstein und Lauenburg ein.

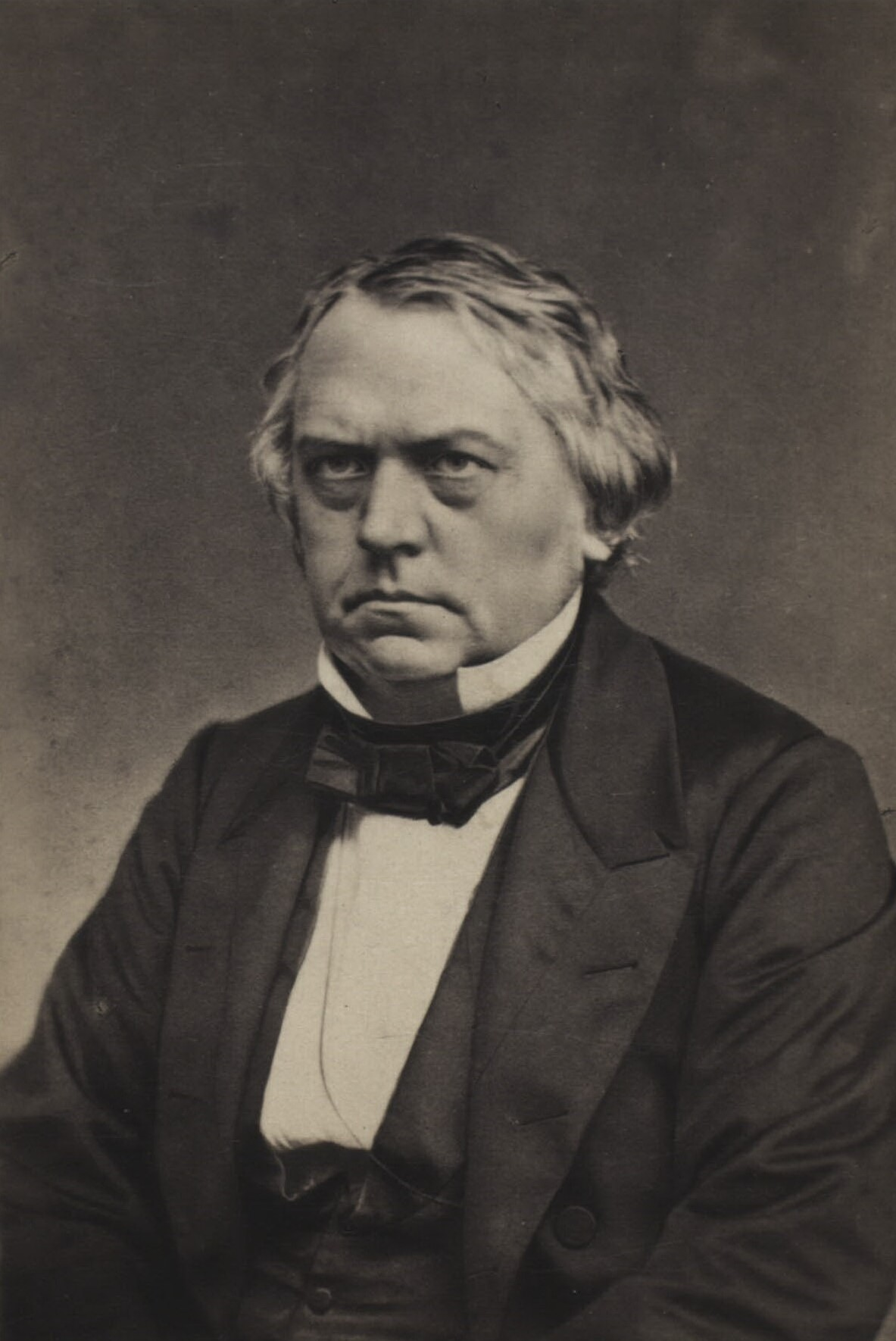
Ditlev Gothard Monrad

- 28. Dezember: König Christian IX. beauftragt Ditlev Gothard Monrad mit der Regierungsbildung. Die Regierung Monrad konstituiert sich am 31. Dezember.
- Im Königreich Württemberg wird eine Amnestie für die demokratischen Revolutionäre von 1848 erlassen. Unter anderem kehren daraufhin Karl Mayer und Ludwig Pfau nach Stuttgart zurück.

#### Griechenland
- ab dem 21. Februar: Auf Dimitrios Voulgaris folgen in kurzer Abfolge Aristidis Moraitinis, Zinovios Valvis, Diomidis Kyriakos und Benizelos Rouphos als Ministerpräsident von Griechenland, die einer nach dem Sturz von Otto I. eingesetzten provisorischen Regierung vorstehen, bis am 6. November schließlich wieder Dimitrios Voulgaris das Amt des Ministerpräsidenten übernimmt.

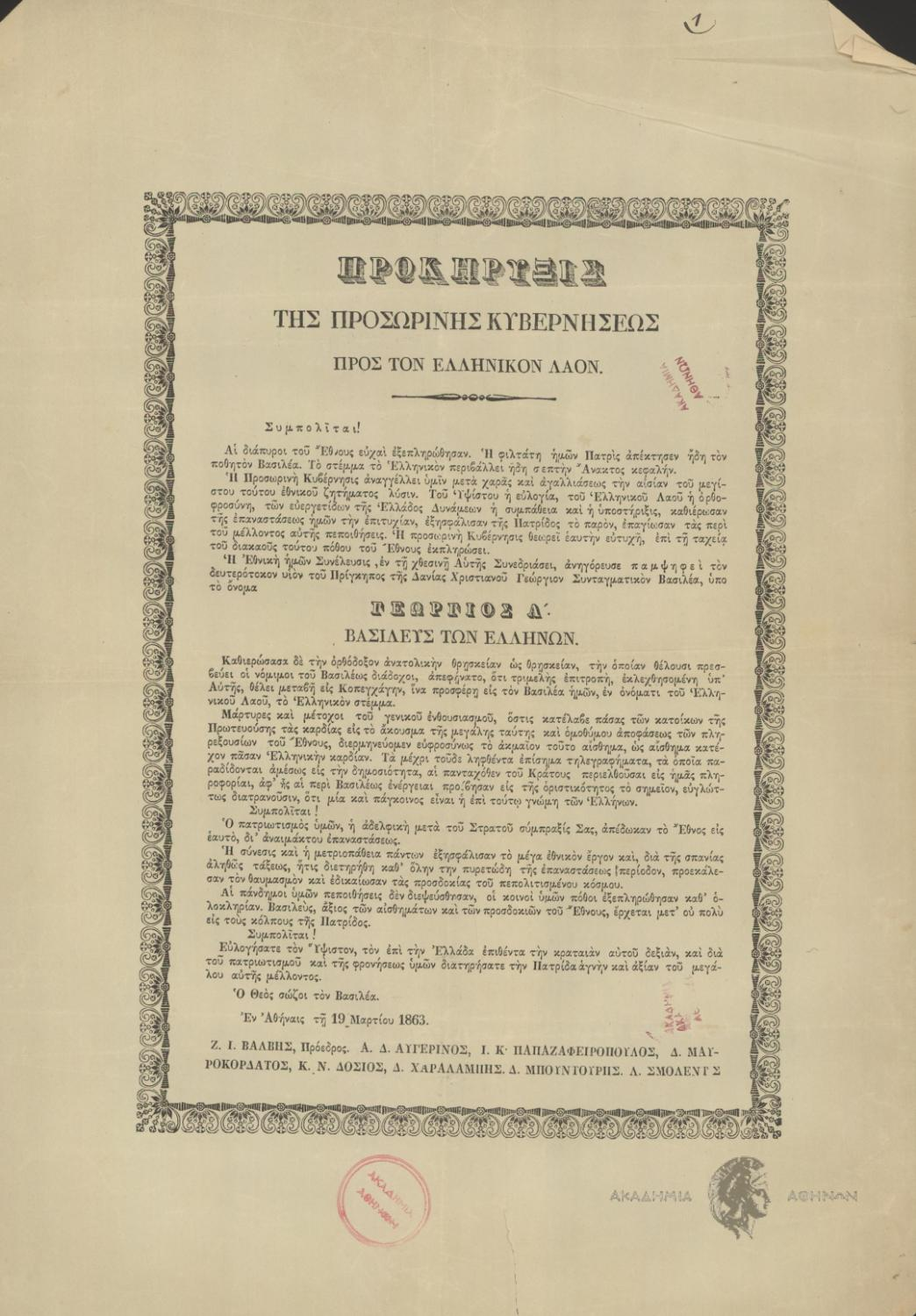
Anerkennung Georgs I. durch die provisorische griechische Regierung

- 30. März: Prinz Wilhelm Georg von Holstein-Sonderburg-Glücksburg wird von der griechischen Nationalversammlung in Übereinstimmung mit den europäischen Großmächten als Georg I. zum König der Griechen gewählt.
- 6. Juni: Eine griechische Delegation unter der Führung von Ministerpräsident Benizelos Rouphos sowie Konstantinos Kanaris und Dimitrios Voulgaris bietet Georg formell die Krone als König der Hellenen an, die dieser annimmt.
- 5. Oktober: Das Parlament der unter britischer Oberhoheit stehenden Vereinigten Staaten der Ionischen Inseln beschließt in Korfu den Beitritt des Inselstaates zum Königreich Griechenland. London und die griechischen Schutzmächte stimmen der Vereinigung im November zu.
- Nach Besuchen an den Höfen in Sankt Petersburg, London und Paris, die seine Kandidatur unterstützt haben, reist Georg am 22. Oktober an Bord des Flaggschiffs Hellas vom französischen Mittelmeerhafen Toulon nach Griechenland und zieht am 30. Oktober feierlich in Athen ein.

#### Weitere Ereignisse in Europa
- 1. Januar: Der Liberal-Radikale Constant Fornerod wird zum zweiten Mal Bundespräsident der Schweiz.

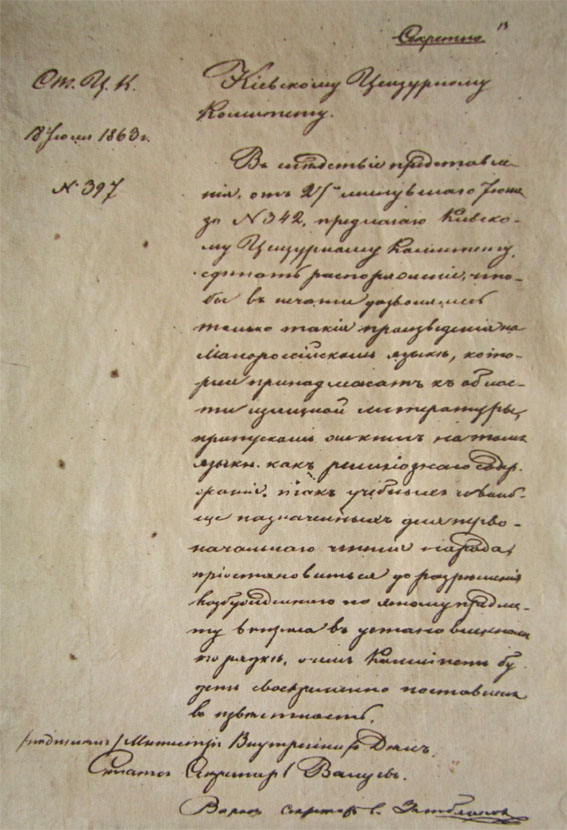
Walujew Zirkular, 1863

- 30. Juli: Der russische Innenminister Pjotr Walujew erlässt das sogenannte Walujew-Zirkular, mit dem viele Veröffentlichungen in ukrainischer Sprache verboten werden.
- 11. Oktober: Mihail Kogălniceanu folgt Nicolae Crețulescu als Ministerpräsident von Rumänien. Am 25. Dezember wird ein von ihm eingebrachtes Gesetz zur Säkularisation des Klosterbesitzes im Land angenommen und tritt in Kraft.
- 25. Oktober: Bei den Schweizer Parlamentswahlen 1863 stehen 128 Sitze des Nationalrates nach einem Mehrheitswahlrecht zur Wahl. Stärkste Kraft werden neuerlich die Freisinnigen (bzw. Radikal-Liberalen), die aber erstmals nicht mehr über die absolute Mehrheit der Sitze verfügen. Profitieren können vor allem die Katholisch-Konservativen und die linke demokratische Bewegung. In allen Kantonen sind die Wahlen in den Ständerat indirekt und erfolgen durch die jeweiligen Kantonsparlamente. Das neu gewählte Parlament tritt in der 6. Legislaturperiode erstmals am 7. Dezember zusammen.
- In Großbritannien wird das seit dem 13. Jahrhundert gültige und vermutlich von Heinrich III. erlassene Gesetz Assize of Bread and Ale, eines der ältesten Gesetze zur Lebensmittelkontrolle, aufgehoben.

#### Afrika

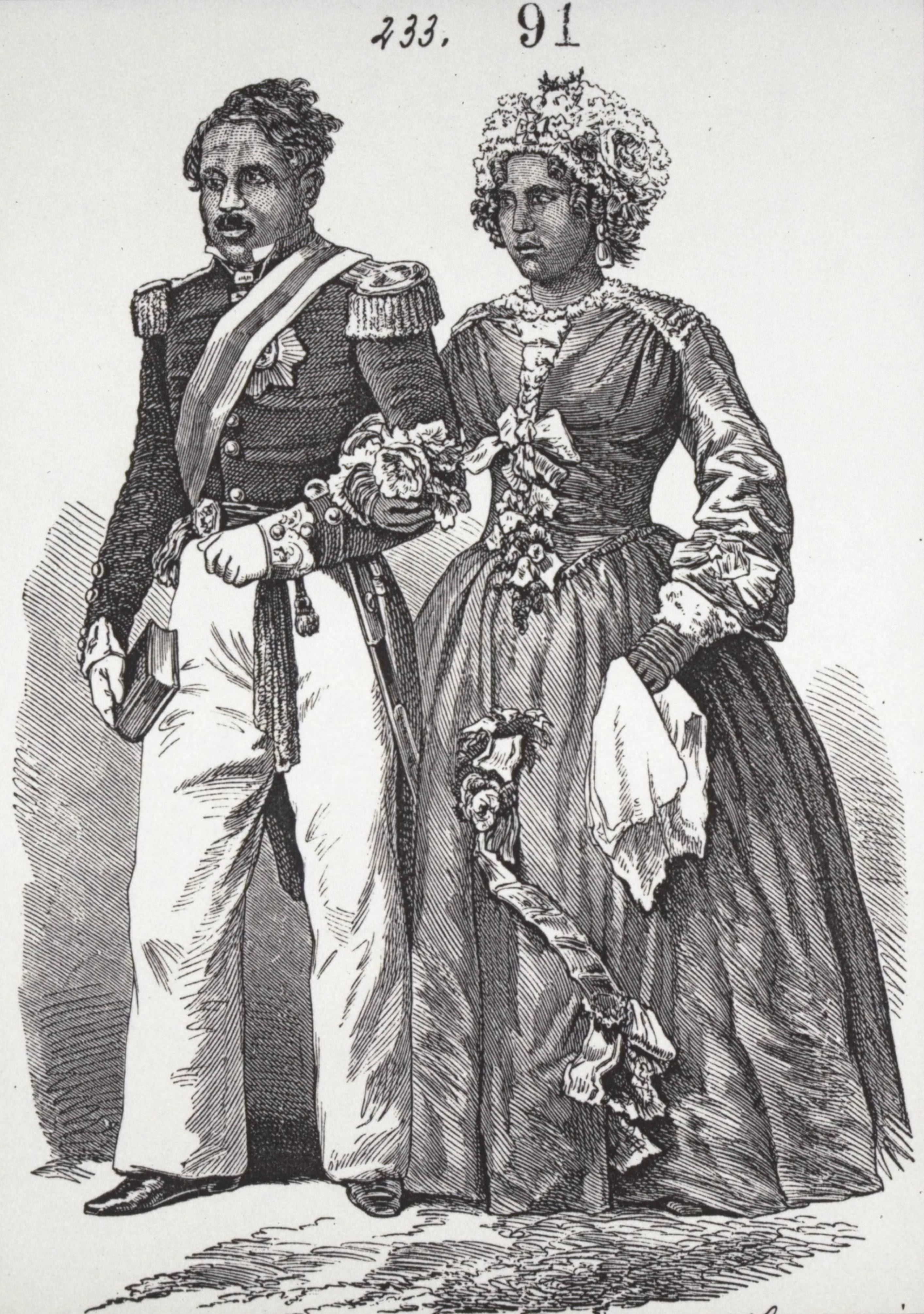
König Radama II. und seine Gattin Rasoherina

- 12. Mai: Radama II., seit 1861 König von Madagaskar, wird bei einer Verschwörung von Adeligen ermordet, denen sein liberaler Kurs und die Öffnung zu den europäischen Mächten Frankreich und Großbritannien missfällt. Nachfolgerin wird seine Gattin Rasoherina. Die eigentliche Macht übt aber anfänglich der seit 1852 regierende Premierminister Raharo aus.

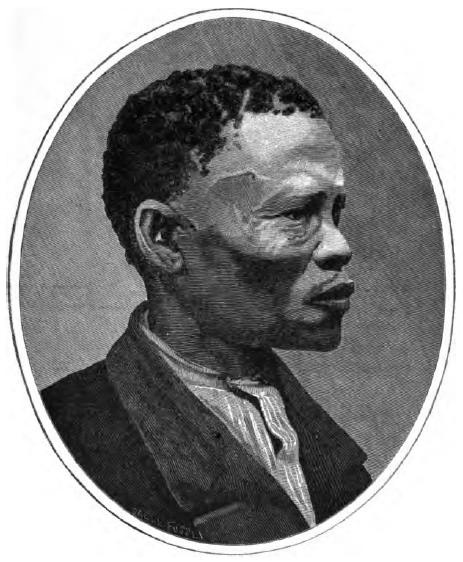
Jan Jonker Afrikaner

- 15. Juni: Bei einem Angriff der von den Nama unter Oasib unterstützten Afrikaner auf die Herero unter Maharero in deren Rückzugsgebiet bei Otjimbingwe kommt Kaptein Christian Afrikaner ums Leben. Sein Nachfolger wird sein Halbbruder Jan Jonker Afrikaner. Das Volk der Herero, das von dem schwedischen Abenteurer Karl Johan Andersson und dessen kleiner Privatarmee unterstützt wird, löst sich nach diesem Sieg aus dem Einflussbereich der Orlam-Afrikaner.

#### Zentralasien
- 9. Juni: Wenige Tage nachdem es ihm mit seiner Armee gelungen ist, Herat einzunehmen, stirbt Dost Mohammed, der Emir von Afghanistan aus der Baraksai-Dynastie, in der Stadt. Sein Sohn Schir Ali folgt ihm auf den Thron.

#### Japan

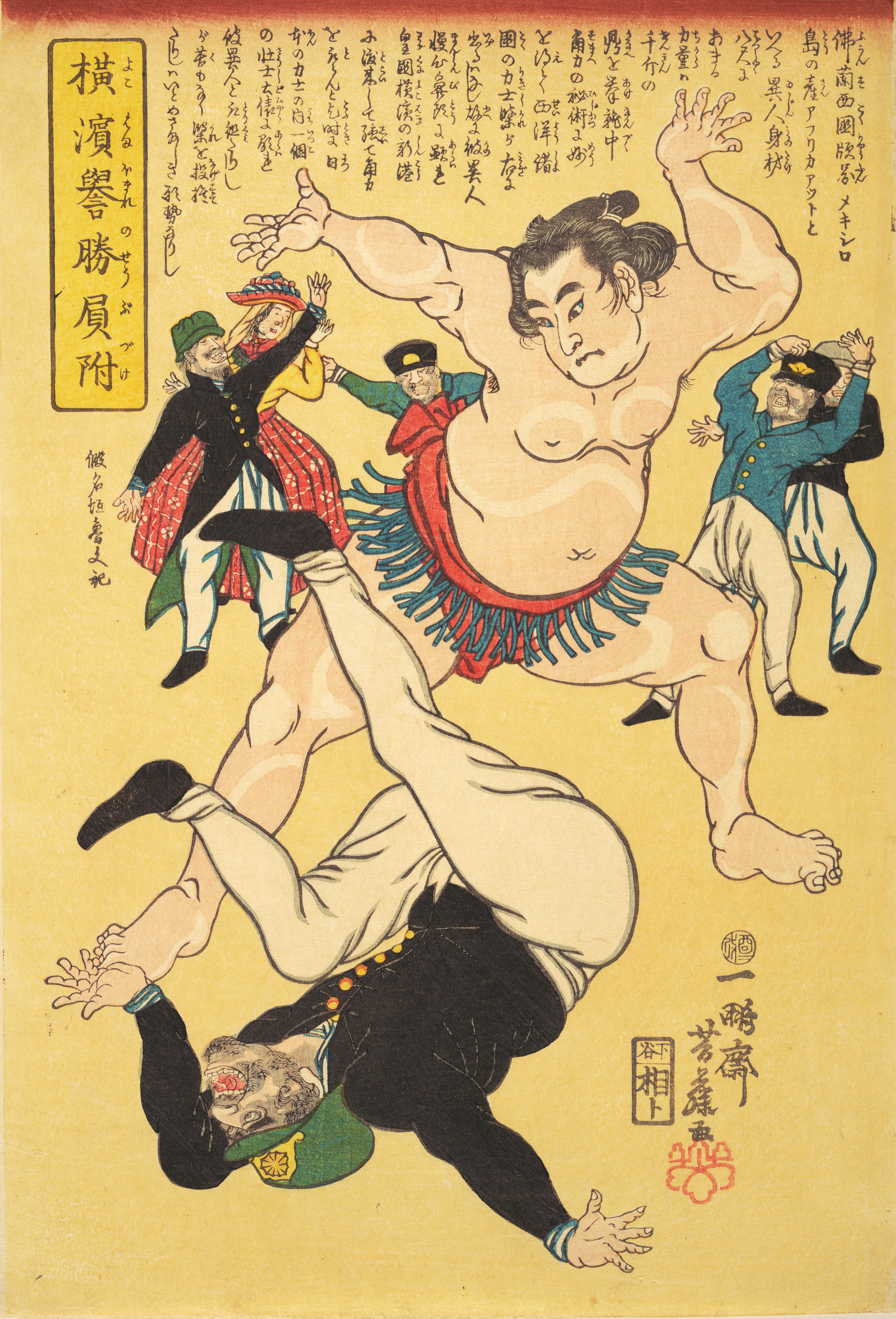
Holzschnitt zum Sonnō jōi

- März: Der japanische Kaiser Kōmei erlässt den Kaiserlichen Befehl zur Vertreibung der Barbaren.
- 10. Mai: Bakumatsu: Das dem Tokugawa-Shōgunat feindlich gesinnte Daimyat Chōshū, das kurz zuvor nach Abschaffung des Sankin kōtai seine Hauptstadt nach Yamaguchi verlegt hat, beginnt mit der Beschießung westlicher Schiffe in der Kammon-Straße.
- 20. Juli: Das erste Bombardement von Shimonoseki beginnt.

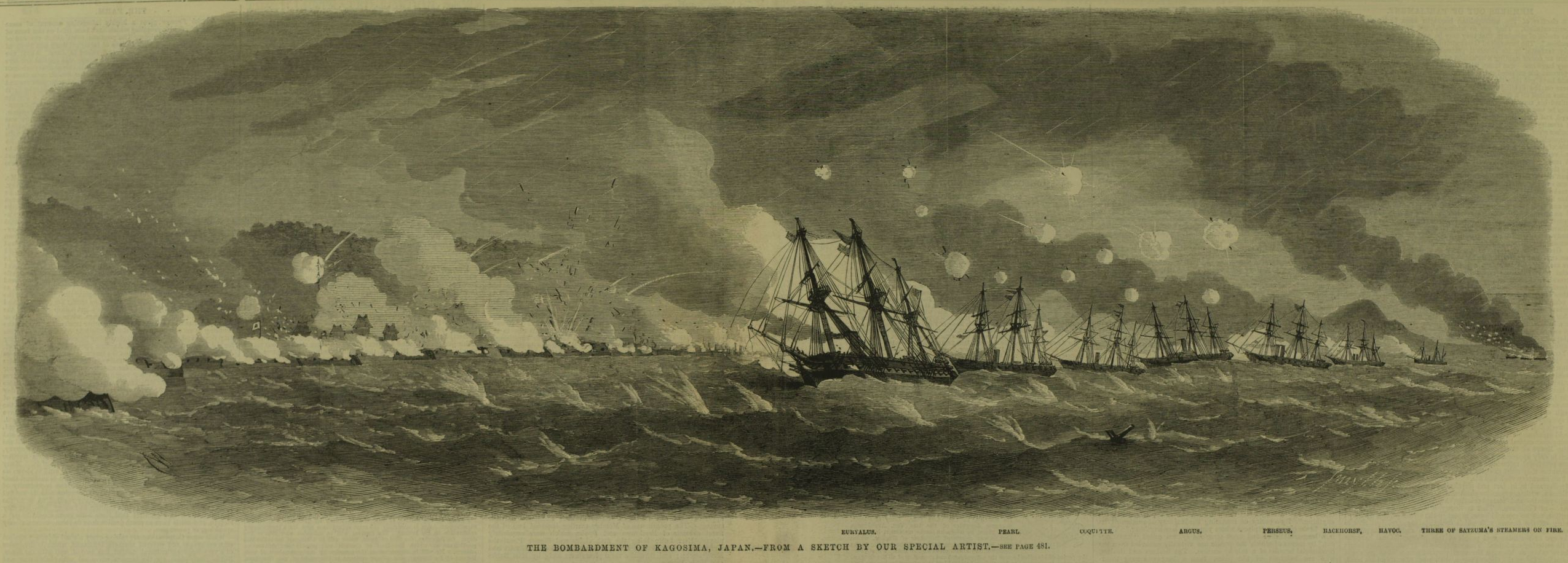
Die Bombardierung von Kagoshima durch die britische Flotte, Illustrated London News, Ausgabe vom 7. November 1863

- 15. bis 17. August: Als Reaktion auf den Namamugi-Zwischenfall im Vorjahr, bei dem ein britischer Staatsbürger ums Leben gekommen ist, bombardieren britische Schiffe die zum Daimyat Satsuma gehörende Hafenstadt Kagoshima.

#### Korea
- 13. Dezember: Gojong besteigt den Thron der Joseon-Dynastie in Korea. Sein Vater Heungseon Daewongun fungiert als Regent für den minderjährigen Herrscher.

#### Kambodscha
- 11. April: Kambodscha schließt einen Freundschaftsvertrag mit Frankreich, weil König Norodom I. eine Expansion des benachbarten Königreichs Siam befürchtet.
- 11. August: Kambodscha wird entsprechend einem zwischen beiden Staaten geschlossenen Vertrag französisches Protektorat.

#### Portugiesisch-Timor
- Afonso de Castro, Gouverneur von Portugiesisch-Timor, schafft auf Basis des Vertrags von Lissabon die Kommandantur Oecusse, eine portugiesische Exklave im niederländischen Westteil der Insel Timor.
- April: José Manuel Pereira de Almeida wird neuer Gouverneur von Portugiesisch-Timor.
- Juni: Ein Aufstand der Makasae in Laga wird niedergeschlagen.

#### Australien, Neuseeland und Ozeanien

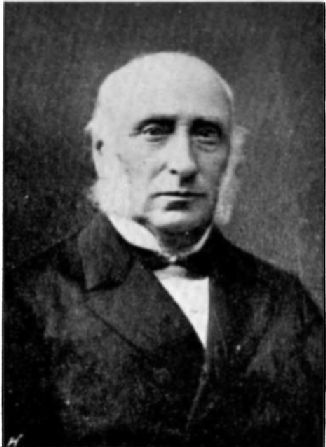
Frederick Whitaker

- 30. Oktober: Nach einem erfolgreichen Misstrauensantrag gegen Alfred Domett wird Frederick Whitaker neuer Premierminister von Neuseeland. Aufgrund seiner kompromisslosen Haltung gegenüber den Māori kommt es zum Waikatokrieg.
- November: Aufgrund eines Antrags von Alfred Domett wird Wellington zur Hauptstadt Neuseelands erklärt.
- 30. November: Nach dem Tod von Kamehameha IV. wird sein Bruder Kamehameha V. König von Hawaiʻi. Zum Gedenken an seinen Bruder nennt er seine Residenz in Honolulu in ʻIolani-Palast um.
- Australien beginnt damit, mittels blackbirding Arbeitskräfte aus Melanesien zu rekrutieren. Als Mittel werden dafür sowohl Täuschung als auch Kidnapping angewendet. Bis 1904 werden so rund 64.000 Südpazifische Insulaner auf Plantagen nach Queensland verbracht.

#### Weitere internationale Ereignisse

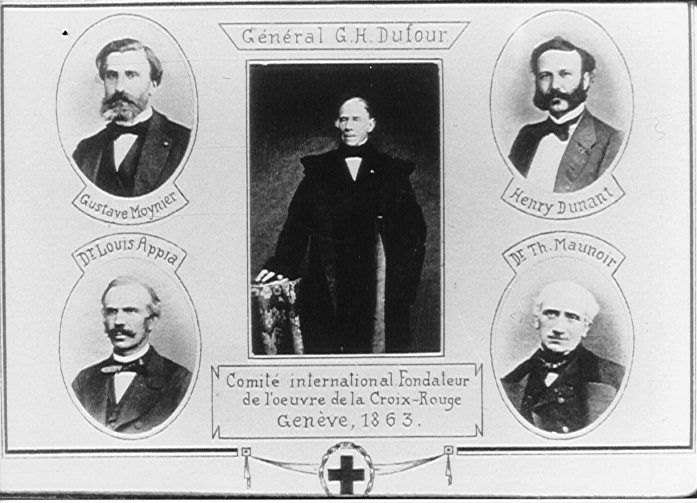
Zeitgenössische Darstellung der fünf Gründungsmitglieder des Internationalen Komitees

- 9. Februar: In seiner Heimatstadt Genf gründet Henry Dunant mit dem Juristen Gustave Moynier, den Ärzten Louis Appia und Théodore Maunoir sowie dem Armeegeneral Guillaume-Henri Dufour ein Komitee der Fünf zur Vorbereitung einer internationalen Konferenz zur Umsetzung seiner Ideen, das acht Tage später in Internationales Komitee der Hilfsgesellschaften für die Verwundetenpflege umbenannt wird.
- 26. bis 29. Oktober: In Genf findet eine internationale Konferenz statt, deren Resolutionen die Internationale Rotkreuz- und Rothalbmond-Bewegung gedeihen lassen. Am 12. November wird der erste nationale Sanitätsverein, der Württembergische Sanitätsverein gegründet.

### Wirtschaft

#### Patente
- 6. Januar: Der Erfinder James L. Plimpton erhält ein US-Patent auf den von ihm erdachten Rollschuh mit vier Rollen.
- 10. Februar: Alanson Crane erhält in den Vereinigten Staaten ein Patent auf den von ihm erfundenen Feuerlöscher.
- 14. April: Die Rollen-Rotations-Druckmaschine von William Bullock wird in den USA patentiert.
- George Mortimer Pullman meldet den von ihm entwickelten Luxusschlafwagen Pioneer zum Patent in den USA an.

#### Unternehmensgründungen

##### Banken
- 1. April: François Blanc übernimmt für die nächsten 50 Jahre die Lizenz der Spielbank Monte-Carlo, deren Neubau am 18. Februar eröffnet worden ist. Dazu gründet er die Société des Bains de Mer et du Cercle des Étrangers à Monaco (SBM).
- 6. Juni: Die Geschäftsbank Crédit Lyonnais wird gegründet.
- In Lichtensteig wird die Toggenburger Bank mit einem Startkapital von 1,5 Millionen Schweizer Franken gegründet.
- Die Eidgenössische Bank wird gegründet.

##### Handel und Dienstleistungen
- August Herzmansky gründet in Wien das Kaufhaus Herzmansky.
- Robert Friedrich Metzeler gründet in München die Gummiwarenhandlung Metzeler.
- In Liverpool wird die Reederei National Steam Navigation Company Ltd. gegründet. Sie befährt in diesem Jahr mit drei Schiffen die Nordatlantikroute.
- John D. Rockefeller gründet in Cleveland eine kleine Erdölraffinerie, aus der sich im Laufe der Jahre die Standard Oil Company entwickeln wird.

##### Landwirtschaft und Produktion
- 4. Januar: Carl Friedrich Wilhelm Meister, Eugen Lucius und Ludwig August Müller gründen die Teerfarbenfabrik Meister, Lucius & Co. Die Fabrik liegt in der kleinen Stadt Höchst (heute ein Stadtteil von Frankfurt am Main), die dem Unternehmen später seinen Namen geben sollte (Hoechst AG).
- 1. August: In Barmen, heute ein Stadtteil von Wuppertal, wird von Friedrich Bayer und Johann Friedrich Weskott das Unternehmen „Friedr. Bayer et comp.“ gegründet, aus dem das Unternehmen Bayer AG hervorgeht.
- In der Nähe von Turin übernehmen drei Angestellte einer Weinhandelsfirma diese Firma und benennen sie in Martini Sola e Cia um. Im selben Jahr beginnen sie mit der Produktion von Wermut.
- Der Chinese Oei Tjie-sien gründet in Semarang in Niederländisch-Ostindien das landwirtschaftliche Unternehmen Kian-gwan Kongsi.
- In Frankfurt am Main wird das Unternehmen Speyer & Grund, ein Handelsbetrieb für Naturfarbstoffe, gegründet.

##### Zeitungen
- 31. Januar: Die Pariser Zeitung Le Petit Journal erscheint mit ihrer Erstausgabe.
- In San Francisco erscheint erstmals die Democratic Press, eine Zeitung, die sich für die Sklaverei und gegen die Politik von Abraham Lincoln ausspricht.

#### Verkehr

##### Der Bau des Suezkanals

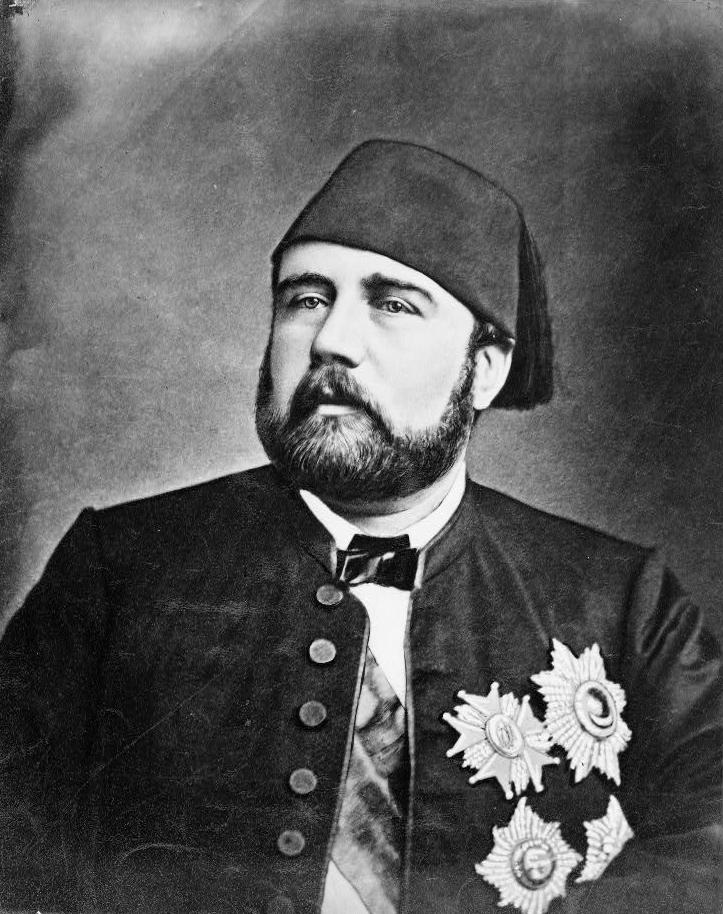
Ismail Pascha

Mit dem Tod von Muhammad Said am 17. Januar endet das freundschaftliche Verhältnis des osmanischen Vizekönigreichs Ägypten zur Compagnie universelle du canal maritime de Suez des Ferdinand de Lesseps. Saids Neffe und Nachfolger Ismail Pascha steht dem Projekt des Suezkanalbaus unter französischer Federführung weit skeptischer gegenüber und lässt die Vereinbarungen mit Lesseps durch seinen Minister Nubar-Bey abschließen. In einer Vereinbarung vom 18. März wird festgelegt, dass wegen des erhöhten Wasserbedarfs der erste Teil des Süsswasserkanals von Kairo bis zum Wadi Tumilat größer als ursprünglich vorgesehen gebaut werden müsse. Der Bau wird von der Regierung übernommen, die Gesellschaft verzichte auf die Rechte auf die entsprechenden Grundstücke und sei dafür verpflichtet, den Kanal nach Sues als für die Flussschifffahrt tauglichen Kanal auszubauen. Die von Ägypten nach diversen Verrechnungen zu zahlende Summe von rund 35,15 Mio. Francs soll nach einer Finanzierungsvereinbarung vom 20. März ab 1864 in monatlichen Raten von 1,5 Mio. Francs bezahlt werden, womit die Compagnie kaum flüssige Geldmittel in die Hand bekommt. Trotzdem gehen die Bauarbeiten voran und am 29. Dezember wird die Inbetriebnahme des Süßwasserkanals zwischen dem Nil und Sues gefeiert.

##### Bahnverkehr
- Januar: Auf Basis des Pacific Railroad Act aus dem Vorjahr beginnt die Central Pacific Railroad von Sacramento in Kalifornien aus mit dem Bau der ersten transkontinentalen Eisenbahnlinie in Nordamerika. Nicht zuletzt wegen des Sezessionskrieges gehen die Arbeiten anfangs schleppend voran. Als größtes Hindernis erweist sich die Überquerung der Sierra Nevada.
- 8. Februar: Das Trajekt Ludwigshafen–Mannheim wird in Betrieb genommen, eine Eisenbahnfähre, die die Eisenbahnanlagen der Pfälzischen Ludwigsbahn auf der linken Rheinseite mit denen der Großherzoglich Badischen Staatseisenbahnen auf der rechten Seite des Rheins verbindet.
- 26. März: Die 1860 gegründete Portland and Forest Avenue Railroad Company erhält eine Konzession zum Bau und Betrieb einer normalspurigen Pferdebahn in den Städten Portland, Cape Elizabeth und Westbrook in Maine. Die erste Strecke der Straßenbahn Portland wird am 12. Oktober eröffnet.
- 13. Juni: Der von Robert Gerwig errichtete letzte Abschnitt der Badischen Hauptbahn von Waldshut nach Konstanz über Erzingen und Beringen wird dem Verkehr übergeben.
- 4. November: Nach der Fertigstellung des Endpunkts am Bahnhof Lecco wird die von der Società delle Strade Ferrate della Lombardia e dell'Italia Centrale errichtete Bahnstrecke Lecco–Bergamo eröffnet.
- 25. Juli: Der von den Königlich Württembergischen Staats-Eisenbahnen errichtete zweite Abschnitt der Remsbahn von Wasseralfingen nach Nördlingen wird in Betrieb genommen, wo die Remsbahn auf die bayerische Ludwig-Süd-Nord-Bahn stößt. Damit ist neben dem Grenzübergang Ulm/Neu-Ulm die zweite Verknüpfung der Eisenbahnen Württembergs und des Königreichs Bayern hergestellt.
- 1. November: Die Bahnstrecke Züssow–Wolgast Hafen wird als eine der ersten Eisenbahnstrecken Vorpommerns zusammen mit dem Abschnitt Anklam–Stralsund der Angermünde-Stralsunder Eisenbahn eröffnet. Betreiber und Eigentümer beider Verbindungen ist die Berlin-Stettiner Eisenbahn-Gesellschaft.
- Die Bahnstrecke Zagreb-Karlovac wird fertiggestellt und der zu diesem Zeitpunkt noch aus Holz bestehende Bahnhof Karlovac eröffnet.
- Die noch unter der österreichischen Regierung geplante Bahnstrecke Treviglio–Cremona und der Bahnhof Cremona werden eröffnet.

##### Schifffahrt
- Juli/Oktober: Die Scotia der Cunard-Line ist der letzte Raddampfer, der – in beide Richtungen – das Blaue Band für die schnellste Atlantiküberquerung gewinnt.

### Wissenschaft und Technik

#### Afrikaforschung
- Gleich nach ihrer Rückkehr von ihrer Reise in den Kongo im Vorjahr beginnt Alexine Tinne die Erforschung des Gazellenflusses zu planen. Begleitet von dem deutschen Forscher Baron Theodor von Heuglin, dem Botaniker und Arzt Hermann Steudner, 65 Leibwächtern und 40 Maultieren, beladen mit Geschenken für die Einheimischen (Glasperlen, Spielzeug und Kleidung), macht sie sich bereits am 2. Februar auf den Weg. Gemeinsam mit ihrer Mutter und Tante beobachtet sie die Natur und schreibt ihre Beobachtungen nieder. Pflanzen werden gesammelt, gezeichnet und in Herbarien abgelegt. Auch auf dieser Reise kauft Tinne Menschen aus der Sklaverei frei. Beim weiteren Vorgehen nach Westen über den Djurfluss erliegt Steudner am 10. April in dem Dorf Wau jedoch einer Malaria-Erkrankung. Als auch Heuglin erkrankt und Tinnes Mutter an einem plötzlichen Fieber verstirbt, bricht Tinne die Forschungsreise ab und begibt sich auf die Rückreise nach Khartum.
- 15. Februar: In Gondokoro treffen John Hanning Speke und James Augustus Grant nach ihrer Rückkehr von der Expedition zu den Nilquellen auf Samuel White Baker und Barbara Maria Szasz, die den Oberlauf des Nils bereisen wollen. Baker und Szasz beschreiben auf ihrer späteren Reise entlang dem Weißen Nil als erste Europäer die Murchison Falls am Albertsee.
- Karl Moritz von Beurmann wird auf der Suche nach Eduard Vogel in Mao im heutigen Tschad – wahrscheinlich auf Befehl des Sultans von Wadai – ermordet.
- Nachdem Zweifel an seinem Reisebericht Explorations and adventures in Equatorial Africa laut geworden sind, unternimmt Paul Belloni Du Chaillu eine weitere Expedition nach Afrika.

#### Archäologie

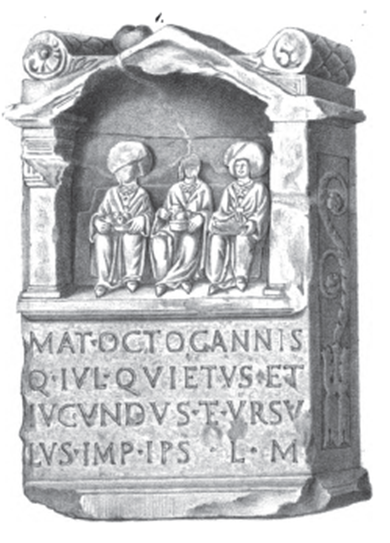
Gripswalder Matronenstein (Stein I)

- Ende Februar: Bei Rodungsarbeiten nahe Haus Gripswald auf dem Gebiet der heutigen Stadt Meerbusch in Nordrhein-Westfalen werden die Gripswalder Matronensteine gefunden. Der Fund enthält sechs Votivsteine zu Ehren der Matronae Octocannae sowie einige Steine zu Ehren des Mercurius Arvernus. Sie werden auf das Ende des 2. Jahrhunderts oder Anfang des 3. Jahrhunderts datiert.
- Giuseppe Fiorelli wird als Nachfolger des am 10. April verstorbenen Domenico Spinelli Ausgrabungsleiter in Pompeji. Damit hält die wissenschaftliche Archäologie Einzug bei der Ergrabung der antiken Ruinen.

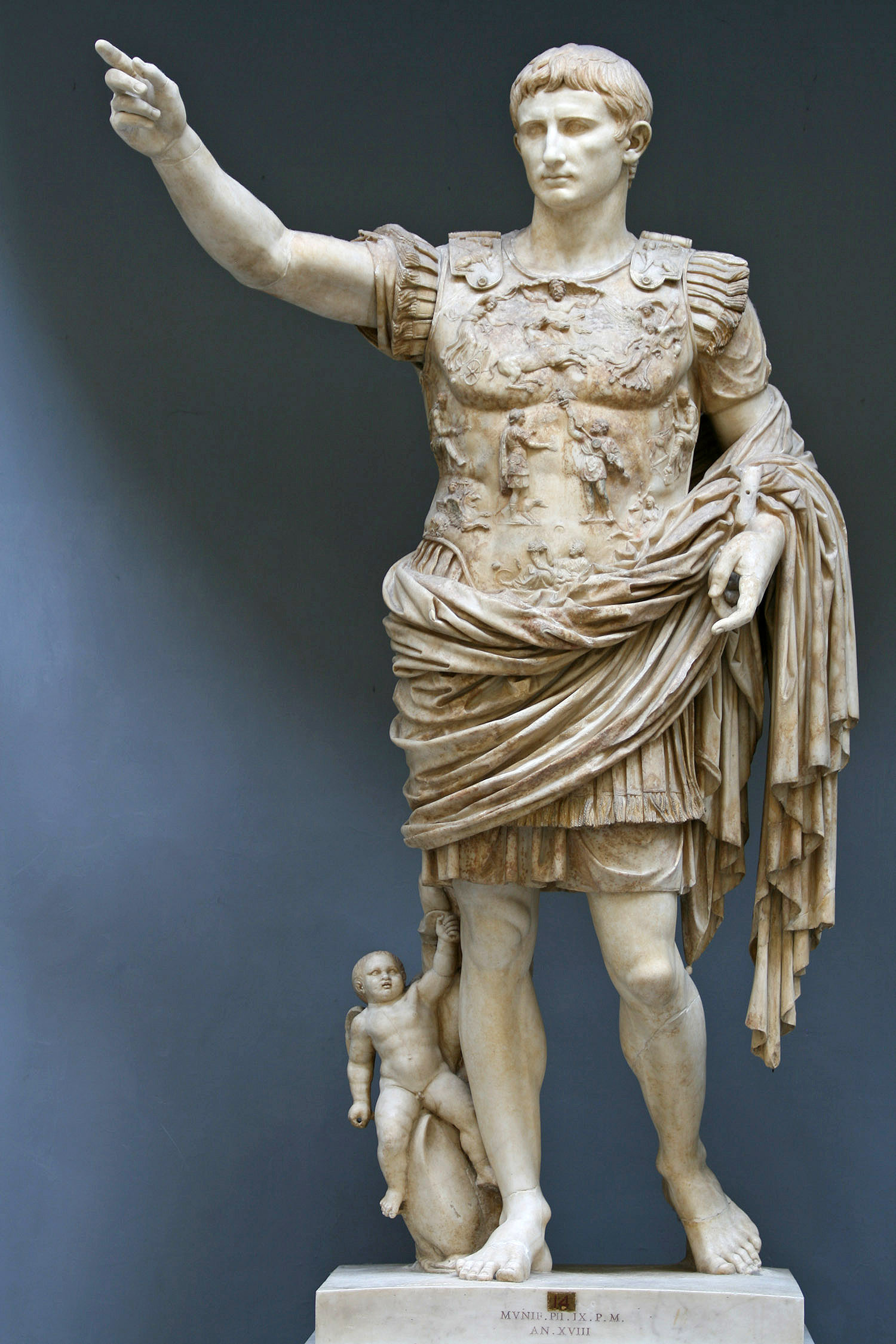
Augustusstatue von Prima Porta

- 20. April: Im römischen Stadtteil Prima Porta wird in der Villa di Livia die überlebensgroße Statue des Kaisers Augustus gefunden. Die beschädigte Statue ist die Marmorkopie eines Bronzeoriginals, das der Senat oder andere hohen Honoratioren um 20 v. Chr. in Auftrag gegeben haben.
- Münzfund von Sandur auf den Färöern. Unter den 93 Silbermünzen aus dem 11. Jahrhundert befinden sich überraschenderweise 50 aus Deutschland.

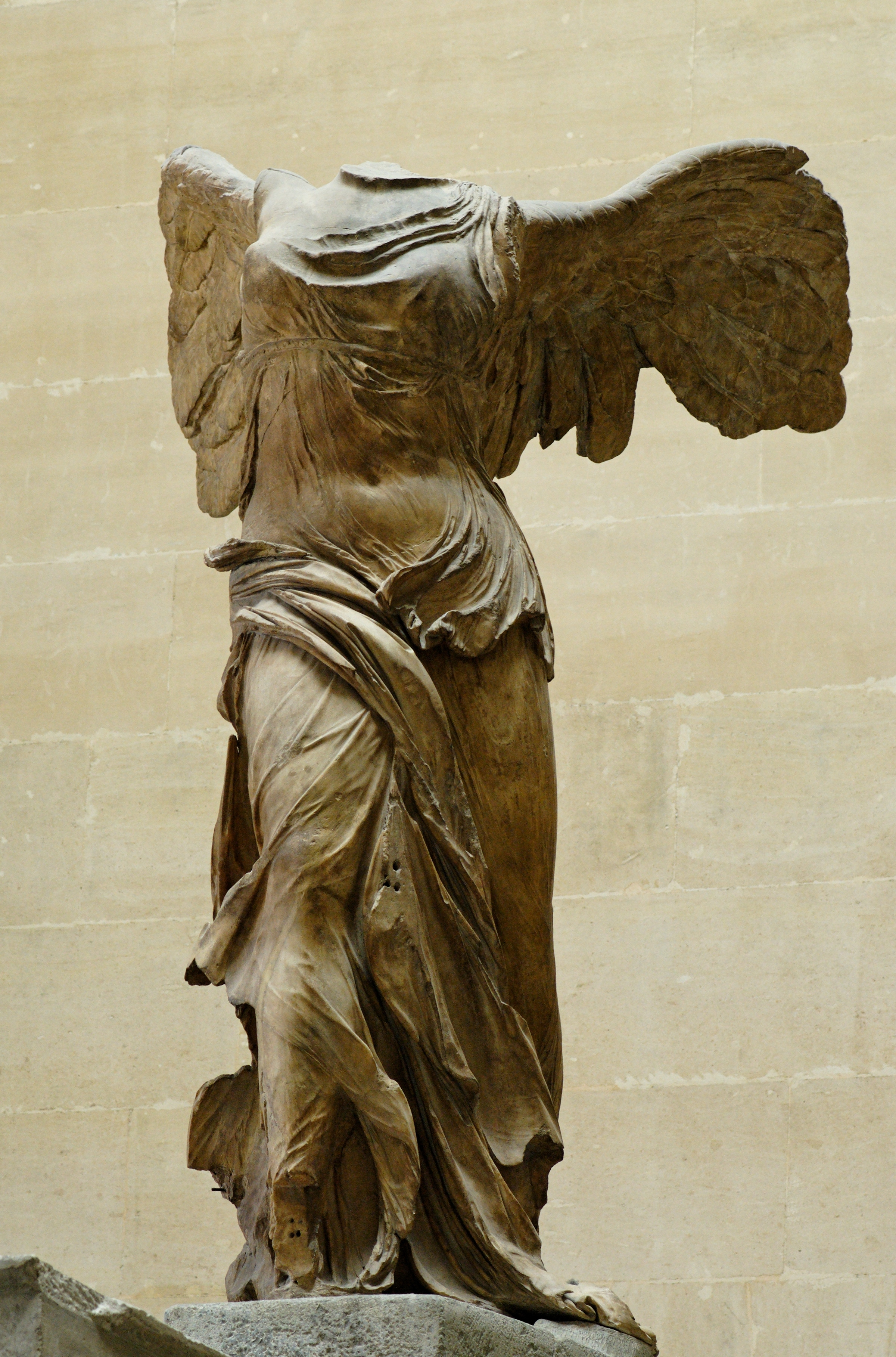
Nike von Samothrake

- Der französische Vizekonsul im Osmanischen Reich, Charles Champoiseau, findet die Nike von Samothrake.

#### Astronomie
- 15. März: Der deutsche Astronom Karl Theodor Robert Luther entdeckt im Asteroidengürtel den Asteroiden Diana.
- 10. Juni: Albert Marth sichtet im Sternbild Schlangenträger die Galaxie NGC 6384.
- 13. September: Albert Marth beobachtet im Sternbild Walfisch die Galaxie NGC 117.
- 14. September: Der US-Amerikaner James Craig Watson entdeckt im Asteroidengürtel den Asteroiden Eurynome.
- 16. September: George Phillips Bond entdeckt im Sternbild Walfisch eine elliptische Galaxie, später als NGC 219 katalogisiert.
- 5. Oktober: Der Astronom Albert Marth entdeckt im Sternbild Fische die später als NGC 208 katalogisierte Galaxie.
- 3. November: Albert Marth sieht als Erster im Sternbild Walfisch die Galaxie NGC 170.
- Der englische Astronom Richard Christopher Carrington entdeckt die differentielle Rotation der Sonne.

#### Biologie, Chemie und Medizin
- Christian Friedrich Schönbein entwickelt den ersten Test zum Nachweis von Blut.
- Alfred Brehm veröffentlicht mehrere Aufsätze zu zoologischen Themen, aus denen sich das Nachschlagewerk Brehms Thierleben entwickelt.

#### Forschung und Lehre
- 19. Januar: Die Mittwochsgesellschaft, ein auserlesener Diskussionszirkel, trifft sich im Haus von Moritz August von Bethmann-Hollweg in Berlin zu seinem ersten offiziellen Treffen. Der Kreis, der sich schon seit 1859 informell trifft, soll nach den Regeln auf 16 Personen beschraenkt bleiben.
- 16. Februar: Die Kansas State University wird in Manhattan, Kansas, als Kansas State Agricultural College gegründet.
- 3. März: Mit der Unterschrift von Präsident Abraham Lincoln wird in den Vereinigten Staaten die National Academy of Sciences mit 50 Gründungsmitgliedern ins Leben gerufen. Die Aufgaben der NAS werden durch den vom US-Kongress beschlossenen Act of Incorporation definiert.

#### Technische Errungenschaften

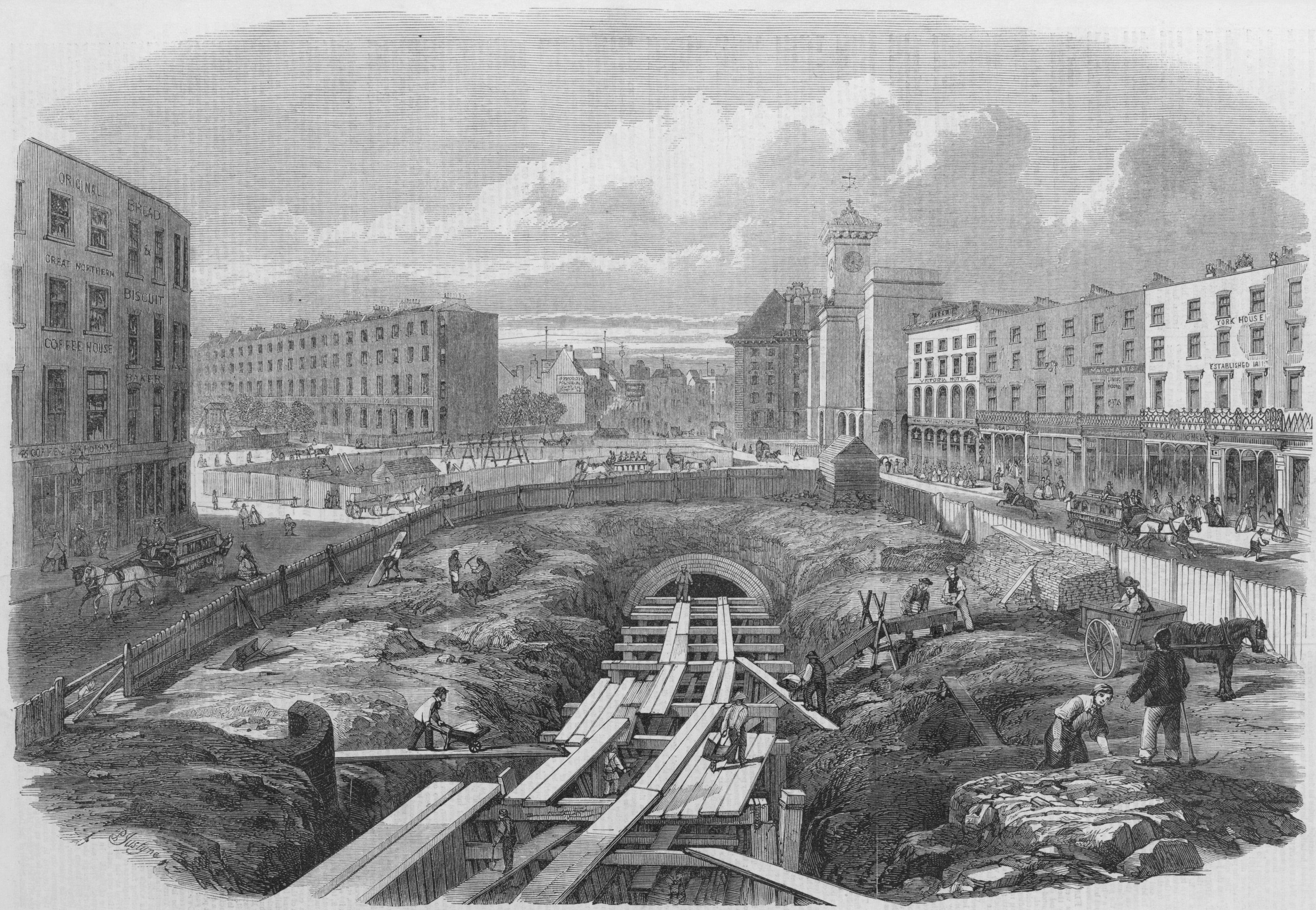
Bau der Metropolitan Railway nahe King’s Cross

- 10. Januar: Die erste U-Bahn der Welt, die Metropolitan Railway, wird in London zwischen Farringdon und Paddington eröffnet. Die Great Western Railway nutzt die Strecke der London Underground in den ersten Monaten mit.
- 1. Juni: Die dänische Marine stellt mit der Rolf Krake das vom Panzerschiff Monitor inspirierte erste Turmschiff der Geschichte in Dienst.

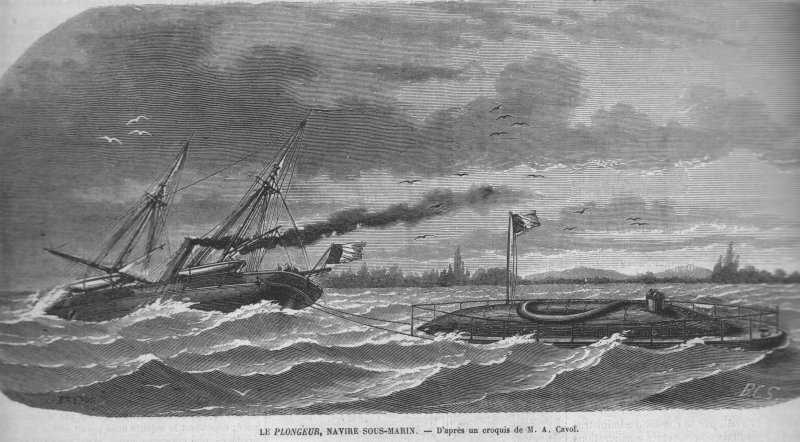
Die Plongeur im Schlepptau der La Vigie

- 6. Oktober: Das französische U-Boot Plongeur, das erste U-Boot mit maschinellem Antrieb, hat seine Jungfernfahrt. Die für den 2. November geplanten Tauchversuche müssen wegen Schlechtwetters aber abgebrochen werden, die Plongeur wird nach La Rochelle geschleppt.
- 29. Dezember: Während des Baus des Suezkanals wird ein Süßwasserkanal vom Nil bis Sues vollendet, der Trinkwasser für 25.000 Arbeiter liefert.
- In den Vereinigten Staaten wird die erste Flachstrickmaschine eingesetzt.
- Der Italiener Antonio Michela-Zucco konstruiert eine Stenografiermaschine.

### Kultur

#### Architektur

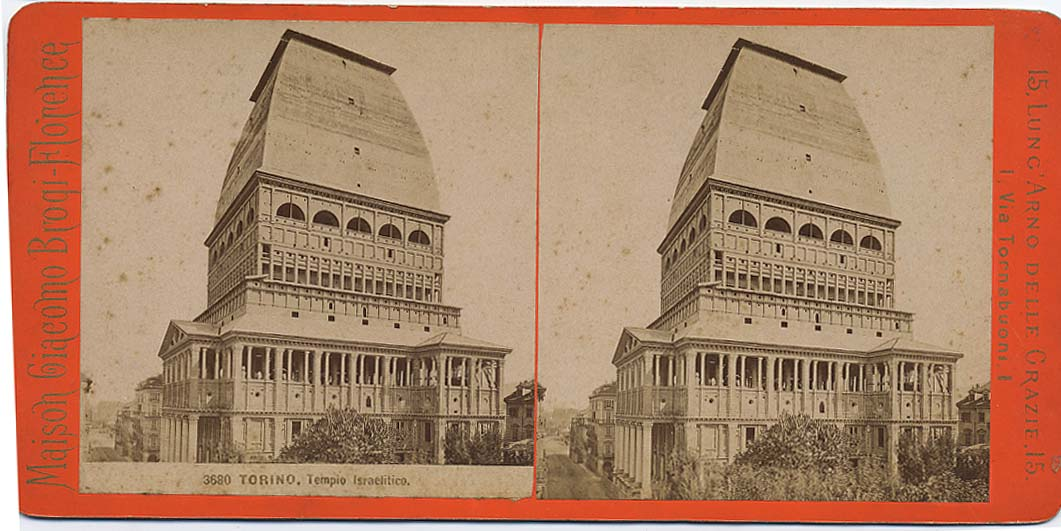
Die Synagoge in Bau

- In Turin beginnt im Auftrag der jüdischen Gemeinde unter dem Architekten Alessandro Antonelli der Bau einer Synagoge, die heute als Mole Antonelliana bekannt ist.

#### Bildende Kunst
- 1. Mai: Der diesjährige Salon de Paris wird eröffnet. Unter anderem ist dort Alexandre Cabanel mit seiner Geburt der Venus erfolgreich. Möglicherweise ist das Werk Vorbild für Manets im gleichen Jahr entstandenes Gemälde Olympia.

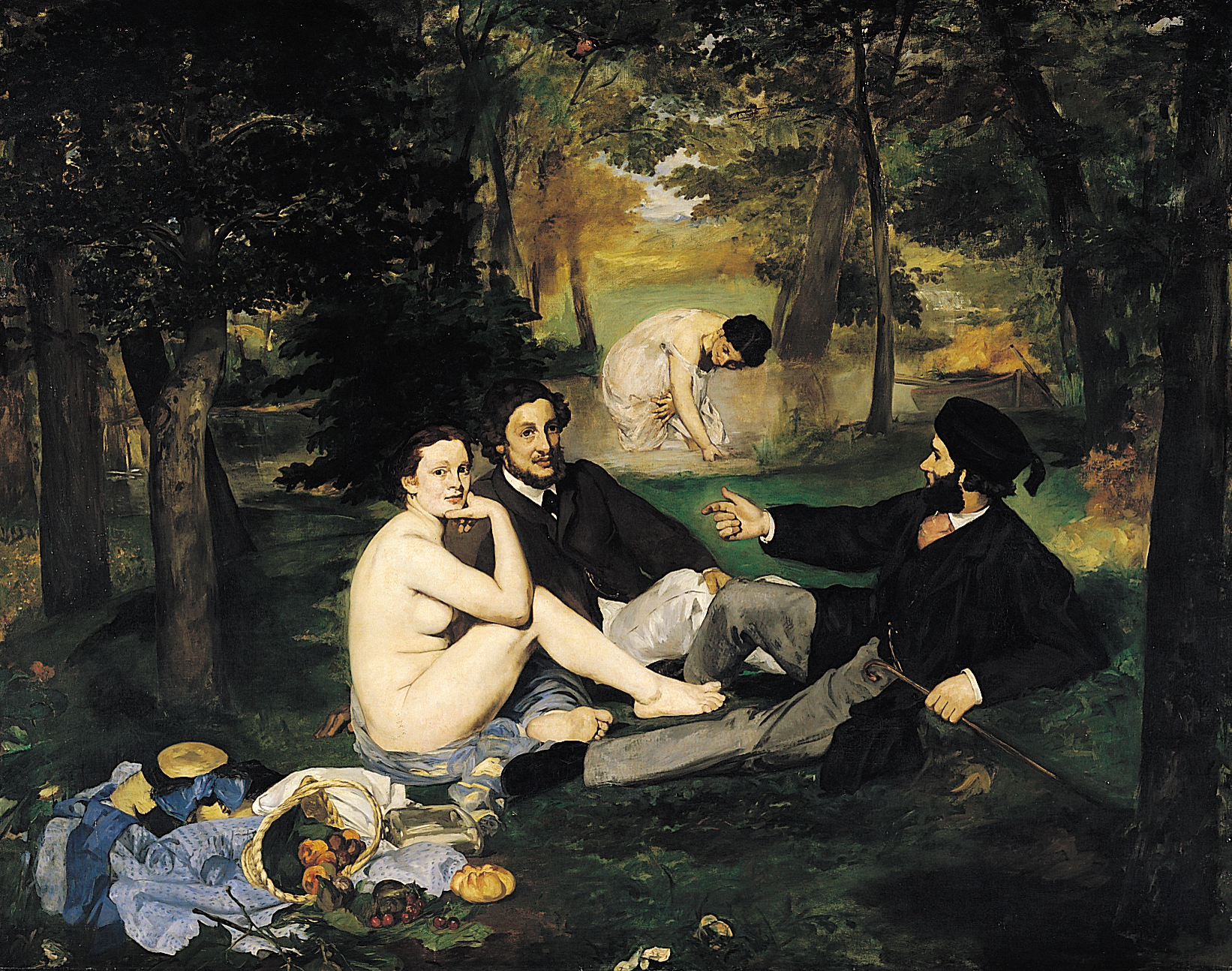
Édouard Manet: Le Déjeuner sur l'herbe

- 15. Mai: Die Ausstellung des auf Initiative von Kaiser Napoleon III. entstandenen Salon des Refusés wird eröffnet. Dort sind von der Jury des Salon de Paris abgelehnte Bilder zu sehen, unter ihnen Das Frühstück im Grünen des Malers Édouard Manet und Das Mädchen in Weiß von James McNeill Whistler, die vom Publikum als skandalös empfunden werden.

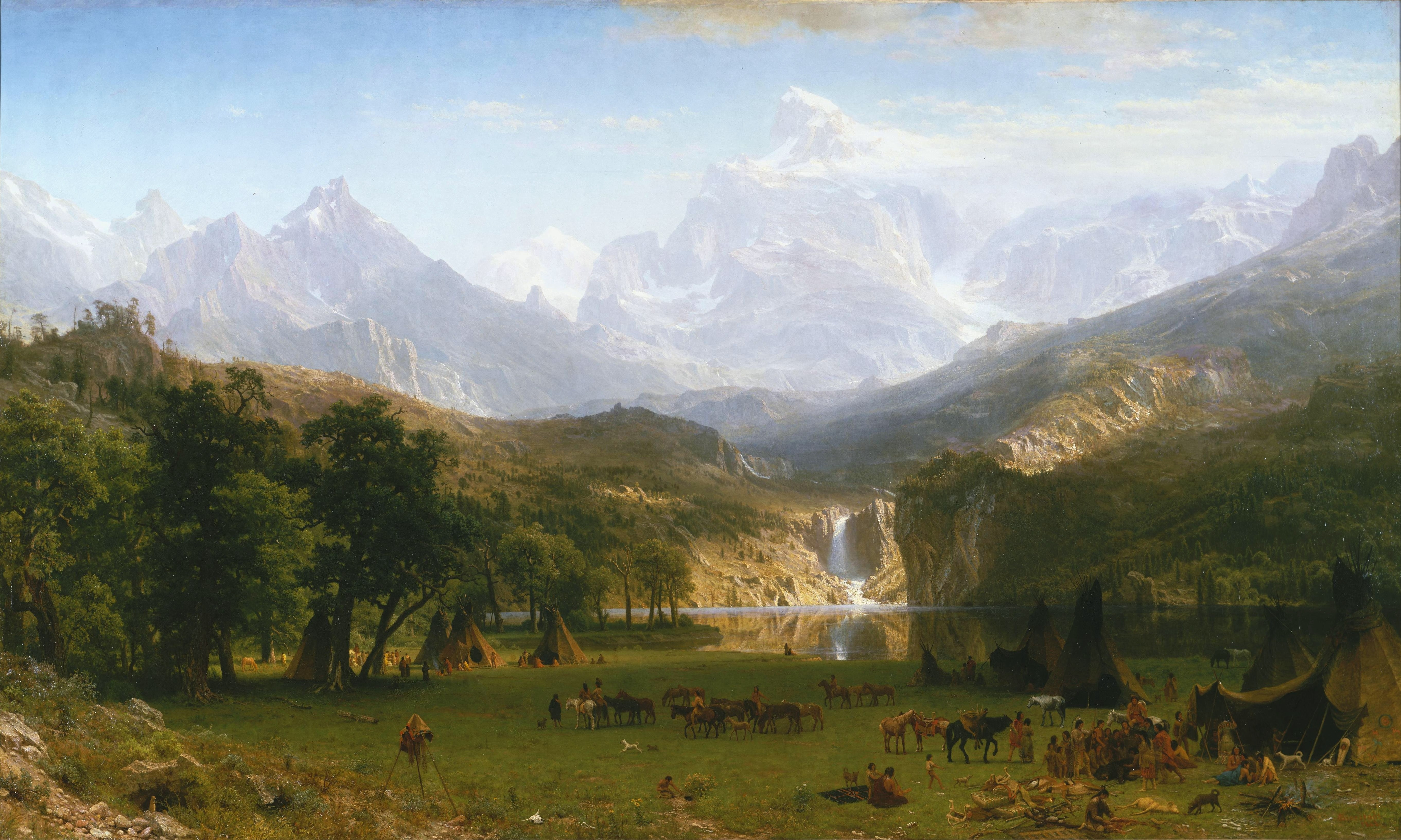
The Rocky Mountains, Lander’s Peak

- Der Maler Albert Bierstadt unternimmt eine Reise durch die Rocky Mountains, wo das Gemälde Lander’s Peak entsteht.

#### Literatur

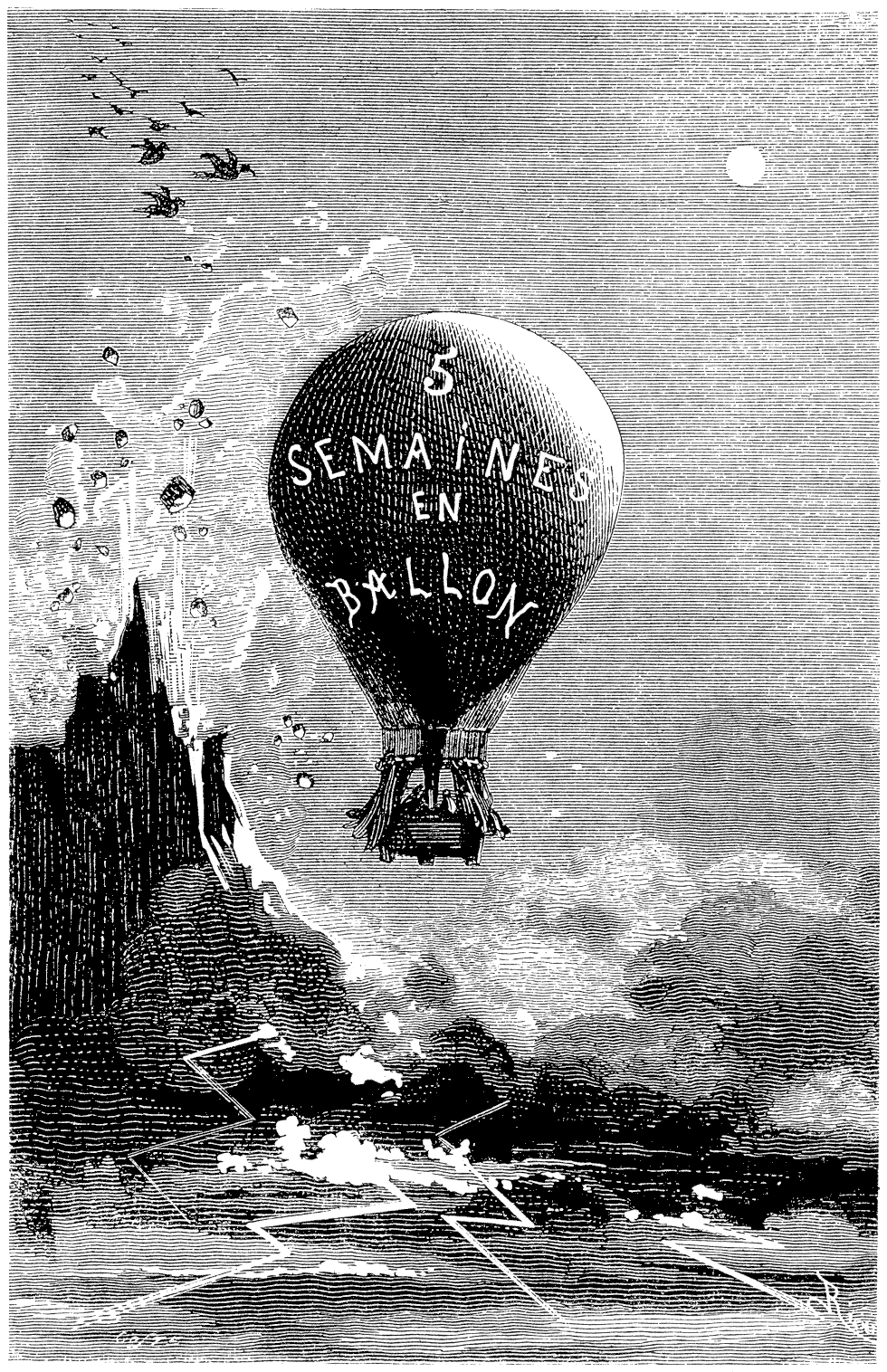
Cinq semaines en ballon, illustriert von Riou und de Montaut

#### Musik und Theater
- 18. April: Am Quai-Theater in Wien wird die Operette in einem Akt Flotte Bursche von Franz von Suppè uraufgeführt. Das Libretto stammt von Josef Braun.
- 12. Juli: Die Operette Lieschen und Fritzchen von Jacques Offenbach wird im Kursaal von Bad Ems uraufgeführt.
- 30. September: Die Uraufführung der Oper Les pêcheurs de perles (Die Perlenfischer) von Georges Bizet auf das Libretto von Michel Carré und Eugène Cormon findet mit geringem Erfolg am Théâtre-Lyrique in Paris statt. Das Werk gerät bald in Vergessenheit.
- 1. November: Der wiedergegründete Kölner Domchor hat seinen ersten öffentlichen Auftritt.

#### Sonstiges
- 7. März: Nach langjährigen Bemühungen Rudolf Eitelbergers gründet der österreichische Kaiser Franz Joseph I. auf Initiative seines Cousin Erzherzog Rainer das k. k. Österreichische Museum für Kunst und Industrie. Das Museum folgt im Wesentlichen dem Vorbild des 1852 gegründeten South Kensington Museum in London und soll als Vorbildersammlung für Künstler, Industrielle und Publikum und als Aus- und Weiterbildungsstätte für Entwerfer und Handwerker dienen. Daraus entwickelt sich unter anderem ab 1867 die Universität für angewandte Kunst Wien.

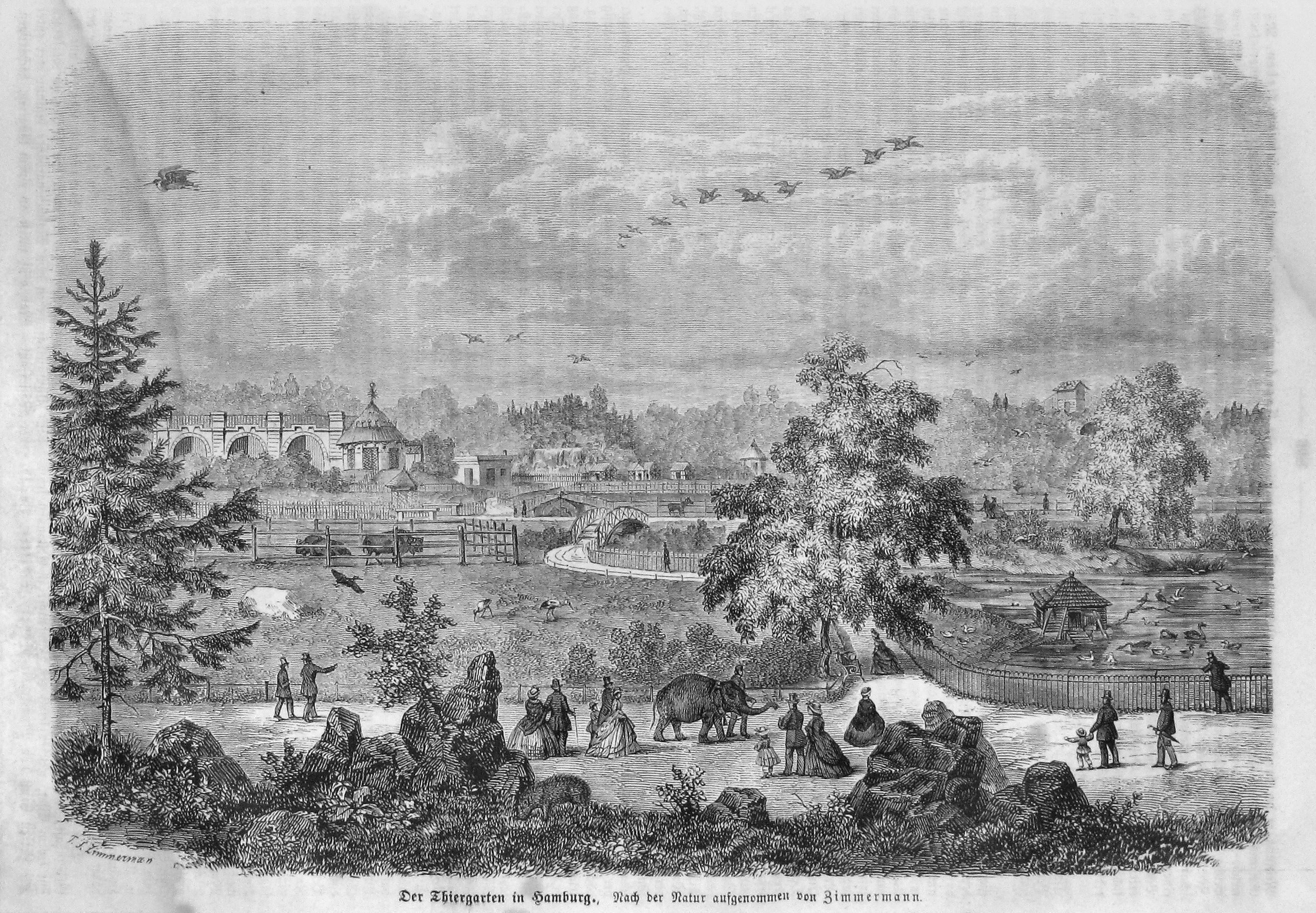
Darstellung aus Die Gartenlaube 1863

- 17. Mai: Der auf Initiative einiger Hamburger Bürger, unter ihnen Ernst Merck, Karl August Möbius, Heinrich Föhring und Heinrich Adolph Meyer, gegründete Zoologische Garten Hamburg wird als fünfter Tiergarten Deutschlands eröffnet. Erster Zoodirektor ist Alfred Brehm.
- Am 8. und 9. September wird in Hietzing bei Wien die erste in Österreich stattfindende Hundeausstellung abgehalten.
- Die „Höchste Spitze“, der höchste Berg der Schweiz, wird zu Ehren des Schweizer Generals und Kartografen Guillaume-Henri Dufour in Dufourspitze umbenannt.
- Das Café Knösel in Heidelberg stellt im Jahr seiner Gründung erstmals den Heidelberger Studentenkuß her.

### Gesellschaft
- 3. Januar: Für die Januarausgabe des Magazins Harper’s Weekly zeichnet der Karikaturist Thomas Nast erstmals die moderne Figur des Santa Claus.

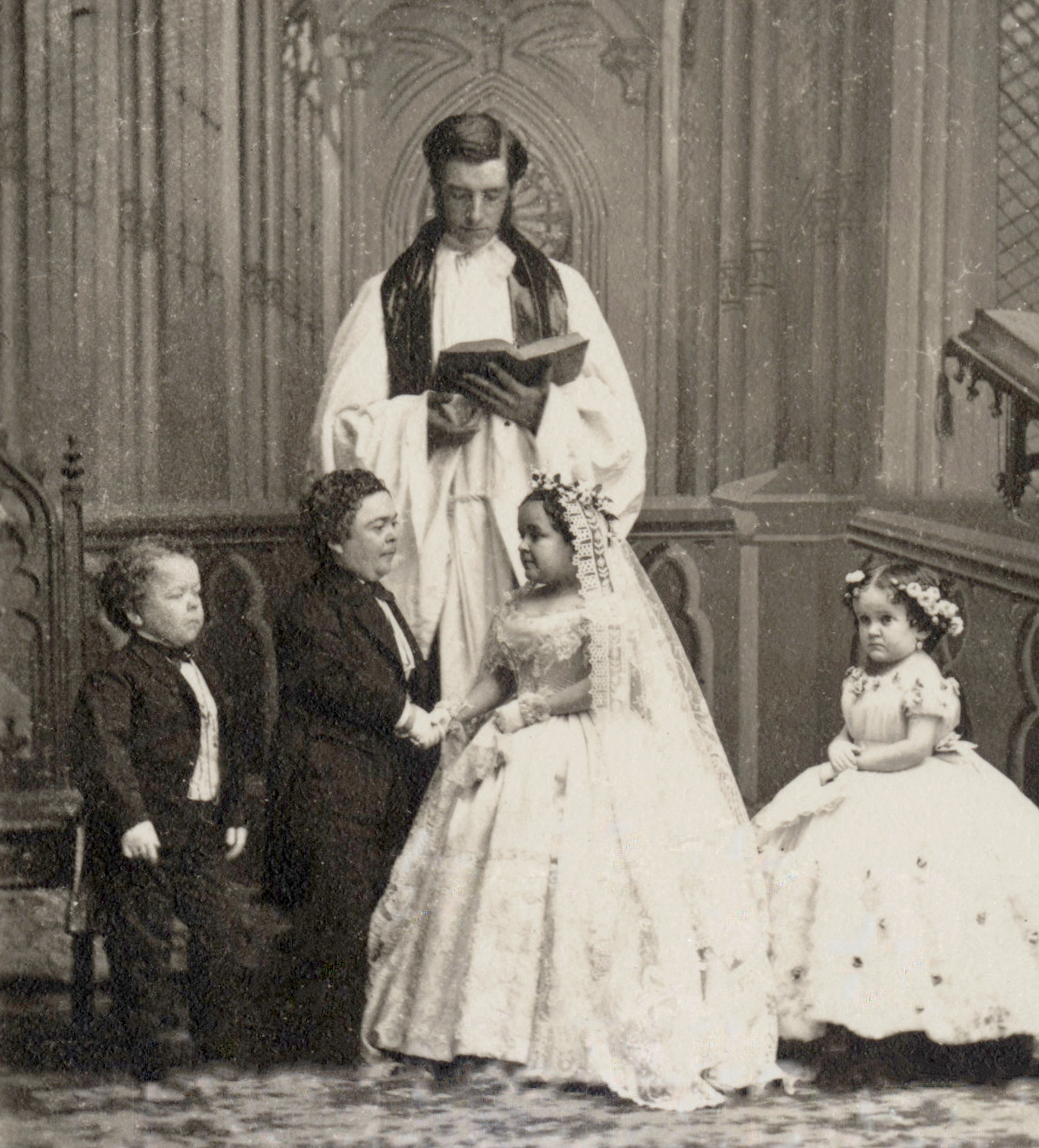
Die Hochzeit von Charles Sherwood Stratton und Lavinia Warren

- 10. Februar: Charles Sherwood Stratton, bekannt als der Zwerg General Tom Thumb aus P. T. Barnums Wanderzirkus, heiratet in der New Yorker Grace Church die ebenfalls kleinwüchsige Lavinia Warren.
- 1. Mai: Das Magazin für Briefmarken-Sammler, das vom Münzen- und Antiquitätengeschäft Zschiesche & Köder in Leipzig herausgegeben wird, ist das erste Briefmarkenfachblatt Deutschlands.

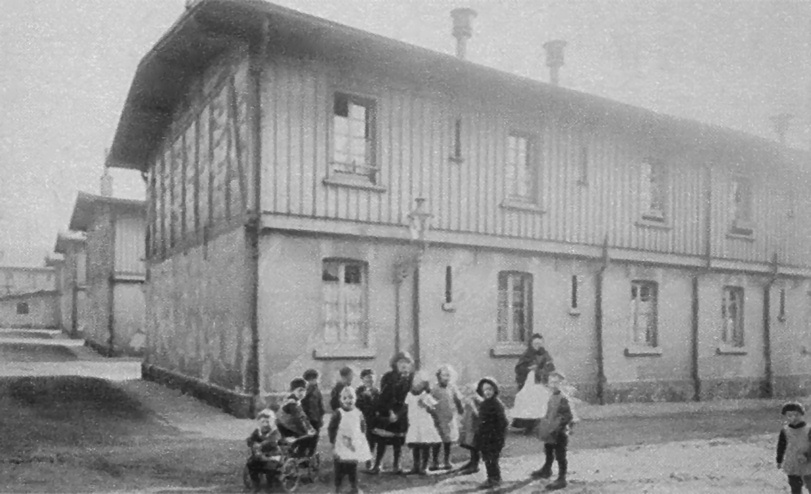
Häuser der Arbeiterkolonie Alt-Westend

- Sommer: Alfred Krupp errichtet im Zug des Kruppschen Wohnungsbaus innerhalb von drei Monaten den ersten Abschnitt der Arbeiterkolonie Westend in Essen.
- 23. Oktober: In Turin wird auf Initiative von Quintino Sella der Club Alpino Italiano gegründet. Erster Präsident des alpinen Vereins ist Ferdinando Perrone di San Martino, Vizepräsident Bartolomeo Gastaldi.
- Der Wiener Gemeinderat beschließt die Errichtung eines Zentralfriedhofs weit außerhalb der Stadt, der so großflächig geplant ist, dass seine Aufnahmekapazitäten nie oder zumindest erst in ferner Zukunft ihre Grenzen erreichen sollen. Gleichzeitig wird die bisherige alleinige Zuständigkeit der Kirche für Begräbnisstätten aufgehoben, damit ist der Weg geebnet für einen von der Gemeinde verwalteten und finanzierten Friedhof.
- Das englische Pachisi-Derivat Patchesi wird erstmals von der 1795 gegründeten Firma John Jaques & Son vertrieben.

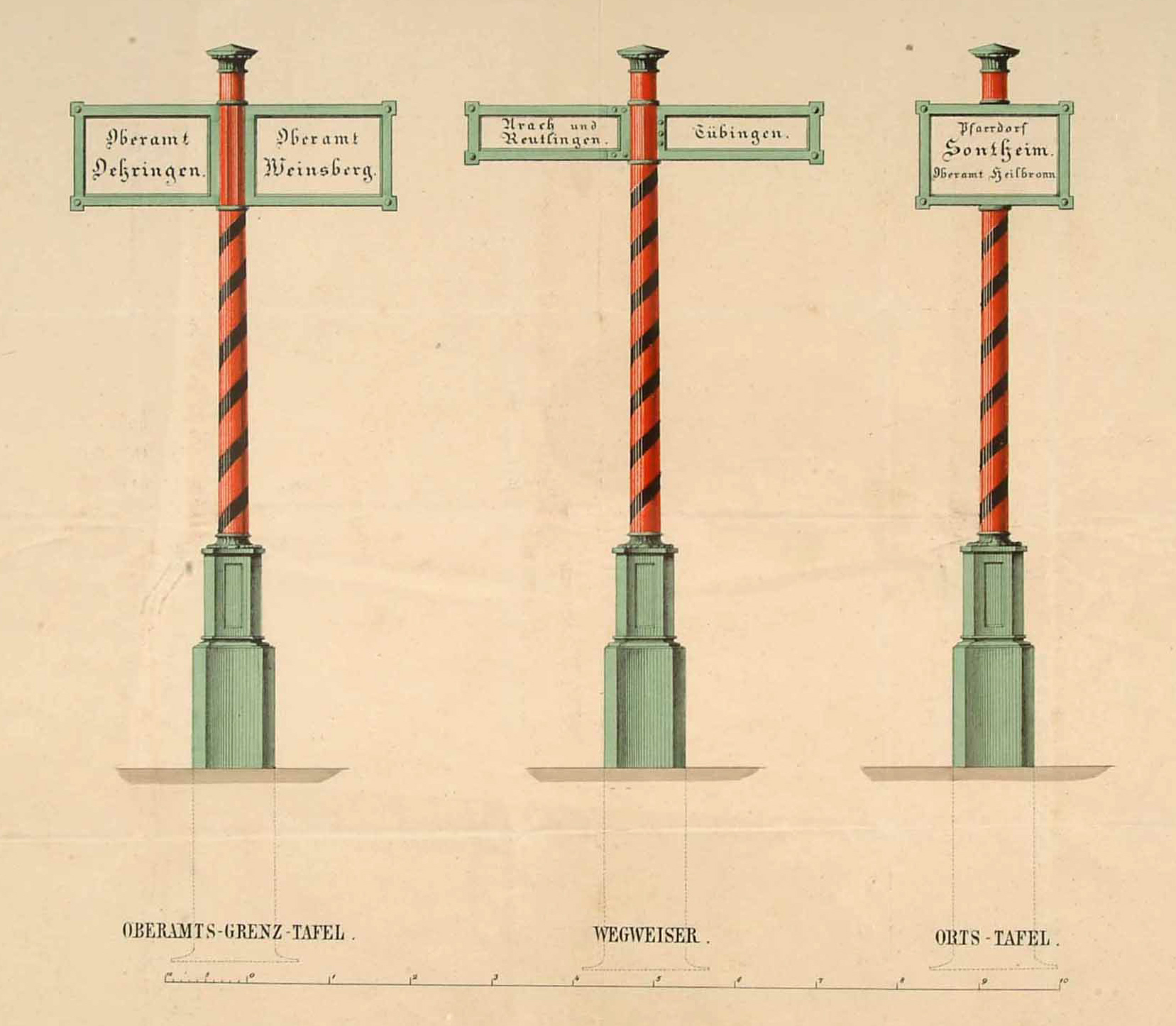
Entwürfe für württembergische Grenzpfähle, Wegweiser und Ortstafeln, 1863

- Die hölzernen Ortstafeln in Württemberg werden allmählich durch Varianten aus Gusseisen ersetzt.

### Religion

#### Babismus/Bahaitum

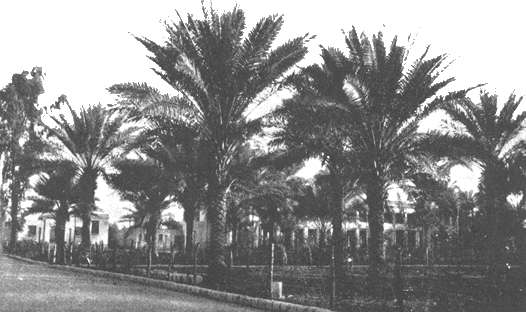
Der ehemalige Garten Ridvan bei Bagdad

- 21. April: Bahá'u'lláh, der nach mehrfacher Intervention des schiitischen Persien, das seine Bewegung als Bedrohung wahrnimmt, am 24. März eine „Einladung“ des osmanischen Sultans nach Konstantinopel erhalten hat, auf seine Bitte jedoch einen Monat Aufschub bekommt, zieht in den Garten Ridvan bei Bagdad ein, wo er zwölf Tage verbringt. Am neunten Tag betritt Bahá'u'lláhs Familie den Garten und er verkündet einem kleinen Kreis von Babi drei Botschaften. Er verbietet den heiligen Krieg, erklärt, dass er die „Manifestation Gottes“ für dieses Zeitalter sei, und dass der größte „Name Gottes“ Alláh’u’Abha mit seiner Erklärung verkündet sei. Am 3. Mai verlässt er mit seinen Anhängern, die sich zukünftig Bahá'í nennen, den Garten und bricht mit ihnen zu seiner Reise nach Konstantinopel auf, wo sie am 16. August eintreffen. Nach drei Monaten wird die Gruppe weiter nach Adrianopel verbannt, wohin sie im Dezember aufbricht.

#### Christentum
- 21. Mai: In Battle Creek, Michigan, bildet sich aus Gruppen früherer Anhänger des Predigers William Miller die Gemeinschaft der Siebenten-Tags-Adventisten. Eines der Gründungsmitglieder ist Joseph Bates. Die Mitglieder der Freikirche gehen unter Berufung auf die Bibel von der baldigen Wiederkunft Jesu Christi auf Erden aus. Im Jahr 1844 war sie Miller zufolge zu erwarten, blieb jedoch aus deren Sicht aus, was intensives Bibelstudium von Gruppen auslöste.
- 3. Juni: Die seit 1856 bestehenden Eucharistiner werden als Kongregation von Papst Pius IX. anerkannt.
- 10. August: Die Enzyklika Quanto conficiamur über die Gleichgültigkeit und die Veröffentlichung falscher Lehren wird veröffentlicht.
- 17. September: Papst Pius IX. ruft in der Enzyklika Incredibili die Katholiken in Neu-Granada, dem heutigen Kolumbien, zum Widerstand im Namen Gottes gegen die Regierung auf, welche die Arbeit der Geistlichen vor Ort einschränkt.
- 24. September: Die St.-Nikolai-Kirche in Hamburg wird eingeweiht.
- In Frankfurt am Main findet unter dem Präsidium von Georg von Hertling erstmals eine Cartellversammlung statt.

### Katastrophen

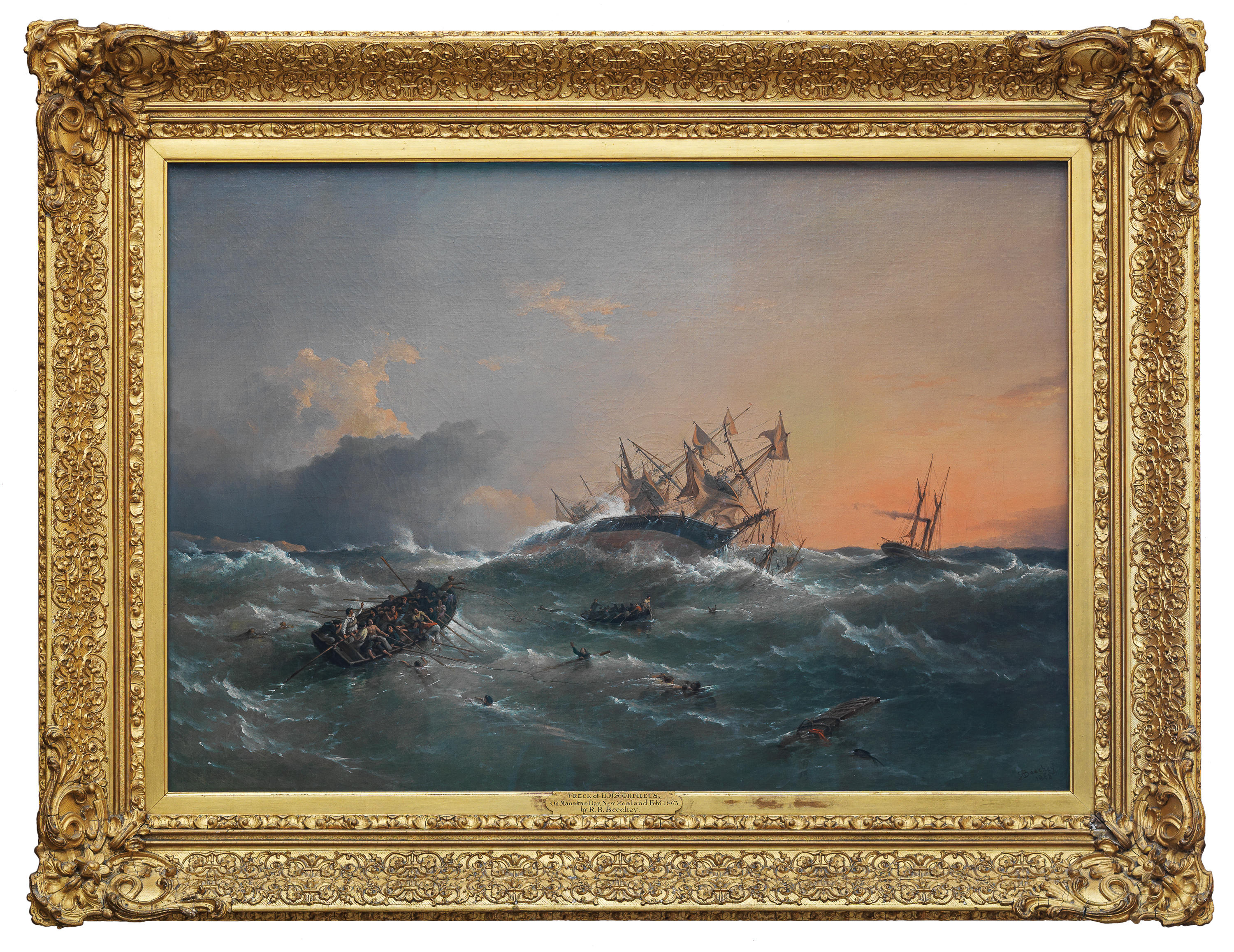
Der Untergang der HMS Orpheus, Gemälde von Richard Brydges Beechey

- 7. Februar: Das australische Flaggschiff HMS Orpheus sinkt vor Neuseeland. 189 der 259 Besatzungsmitglieder kommen bei dem Unglück ums Leben. Es handelt sich damit bis heute um das schwerste Schiffsunglück in neuseeländischen Gewässern.
- 27. April: Der Passagierdampfer Anglo Saxon der Allan Line kollidiert vor Cape Race an der Küste von Neufundland in dichtem Nebel mit einem Felsen und sinkt, 238 Menschen sterben. Der Untergang der Anglo Saxon ist das bis dahin schwerste Schiffsunglück auf dem Nordatlantik.

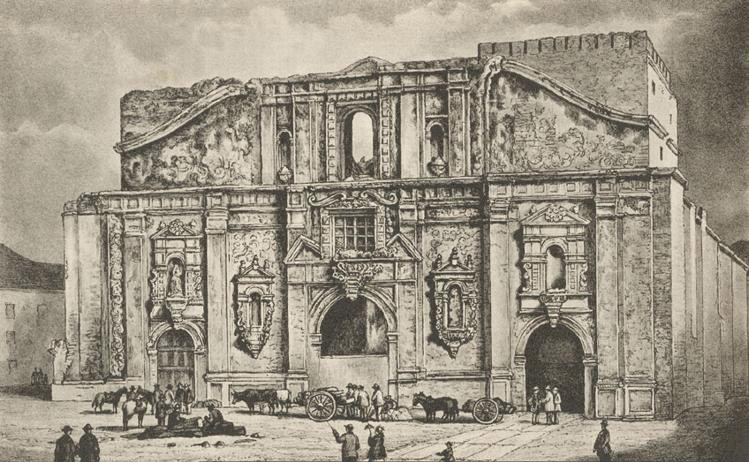
Die Ruine der Kirche nach dem Brand

- 8. Dezember: Die Jesuitenkirche Iglesia de la Compañía in Santiago de Chile wird durch ein Feuer zerstört. Zwischen 2.000 und 3.000 Menschen kommen bei der Brandkatastrophe ums Leben.

Kleinere Unglücksfälle sind in den Unterartikeln von Katastrophe und in der Liste von Katastrophen aufgeführt.

### Sport
- 26. Oktober: Die Football Association wird gegründet und erstellt die ersten offiziellen Fußballregeln. Dies bedeutet die Trennung von Fußball und Rugby.

## Historische Karten und Ansichten

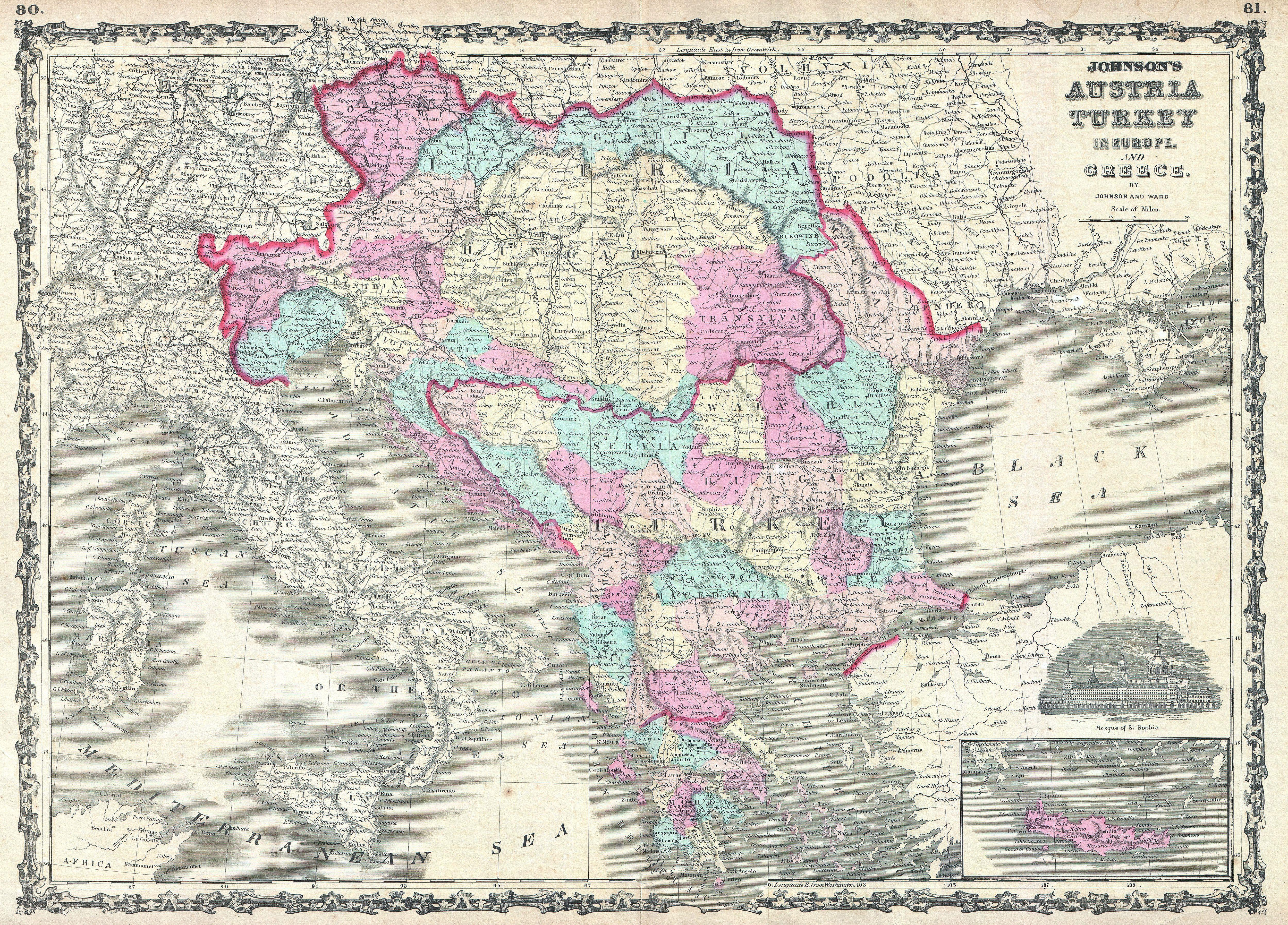
Kaisertum Österreich, Osmanisches Reich und Griechenland 1863

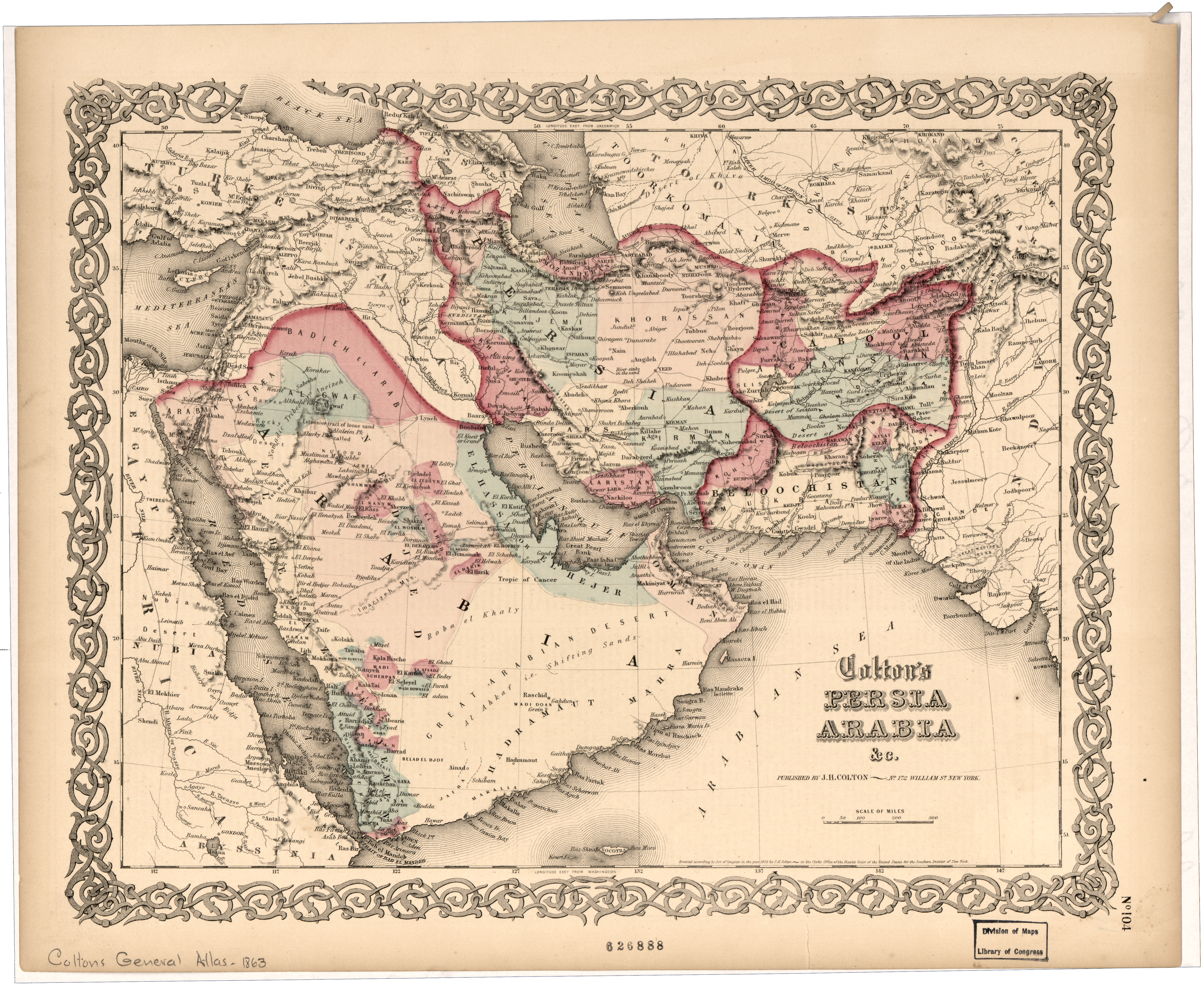
Colton's Persia Arabia etc.

## Geboren

### Januar
- 01. Januar: Heinrich Clam-Martinic, österreich-ungarischer Politiker und k.k. Ministerpräsident († 1932)

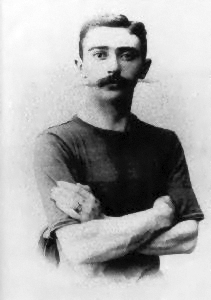
Pierre de Coubertin
(um 1894)

- 01. Januar: Pierre de Coubertin, französischer Pädagoge, Historiker und Sportfunktionär († 1937)
- 01. Januar: Ljubomir Miletitsch, bulgarischer Sprachwissenschaftler, Ethnograph, Dialektologe, Historiker und Publizist († 1937)
- 08. Januar: Paul Scheerbart, deutscher Schriftsteller fantastischer Literatur und Zeichner († 1915)
- 09. Januar: Ernst Moser, deutscher Schriftsteller und Buchhändler († 1927)
- 10. Januar: Else Wildhagen, deutsche Schriftstellerin († 1944)
- 11. Januar: Ernst Amme, deutscher Ingenieur und Industrieller († 1930)
- 12. Januar: Jean-Baptiste Eugène Abel, französischer Politiker († 1921)
- 12. Januar: Vivekananda, indischer hinduistischer Mönch und Gelehrter († 1902)
- 13. Januar: Joseph R. Grundy, US-amerikanischer Politiker († 1961)
- 14. Januar: Fritz Bopp, Schweizer Journalist, Dichter und Politiker († 1935)
- 14. Januar: Richard Felton Outcault, US-amerikanischer Comiczeichner, Autor und Maler († 1928)

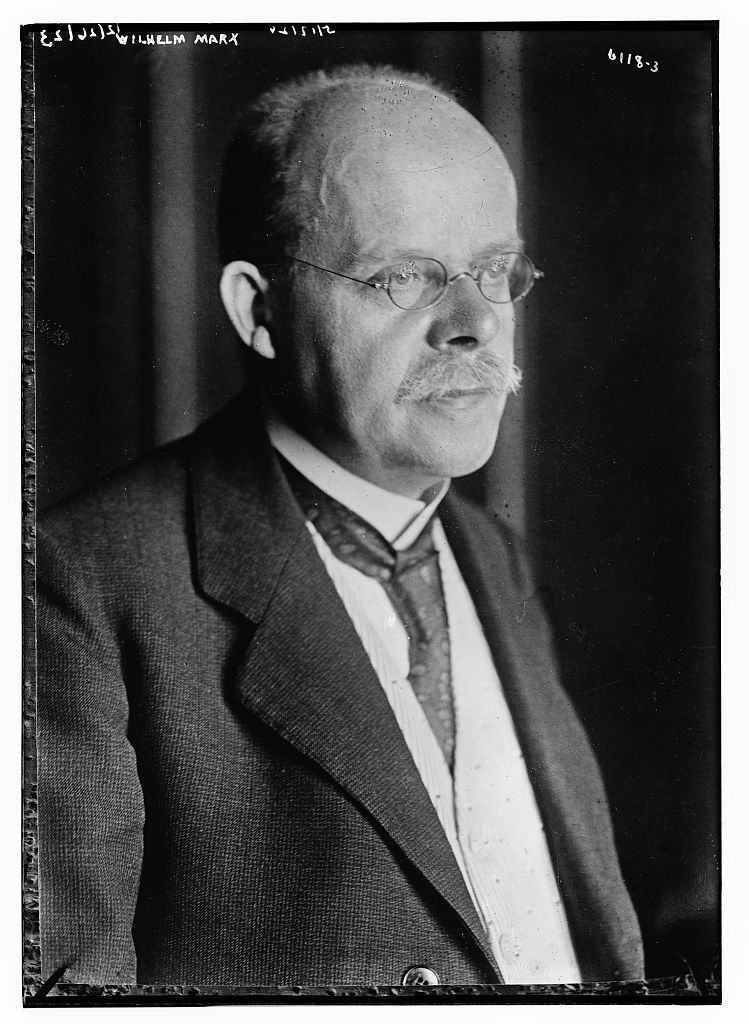
Wilhelm Marx

- 15. Januar: Wilhelm Marx, deutscher Jurist und Politiker († 1946)
- 16. Januar: Emanuel La Roche, Schweizer Architekt († 1922)
- 17. Januar: Konstantin Stanislawski, russischer Schauspieler, Regisseur († 1938)

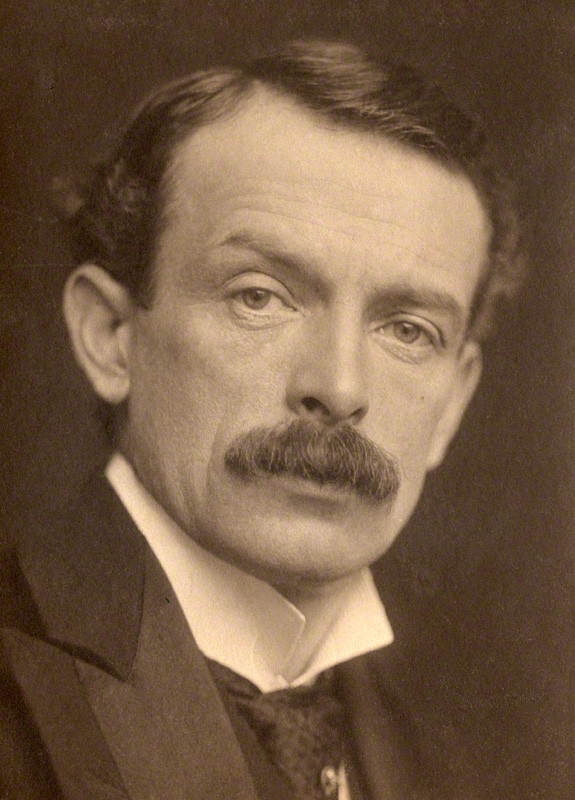
David Lloyd George, 1908

- 17. Januar: David Lloyd George, britischer Politiker und Premierminister († 1945)
- 18. Januar: Oscar Troplowitz, deutscher Apotheker und Unternehmer († 1918)
- 19. Januar: Tommaso Pio Boggiani, italienischer Geistlicher, Erzbischof von Genua und Kardinal († 1942)
- 19. Januar: Werner Sombart, deutscher Soziologe und Volkswirt († 1941)
- 21. Januar: Albert Wahl, französischer Jurist und Hochschullehrer († 1941)
- 23. Januar: Ferdinand Hidber, Schweizer Schullehrer, Verleger und Politiker († 1909)
- 24. Januar: Fritz Jahn, deutscher Pastor, Leiter der Züllchower Anstalten († 1931)
- 25. Januar: Rufus Jones, US-amerikanischer Autor, College-Professor, Mystiker, Philosoph und Quäker († 1948)
- 25. Januar: Johanna Luise Groppe, deutsche Malerin († nach 1921)
- 26. Jänner: Hans Fraungruber, österreichischer Schriftsteller († 1933)
- 29. Januar: Fryco Rocha, niedersorbischer Dichter und Schriftsteller († 1942)

### Februar
- 04. Februar: Hippolyte Lefèbvre, französischer Bildhauer († 1935)
- 06. Februar: Carl Bössenroth, deutscher Maler († 1935)
- 06. Februar: Ernst Klett, deutscher Unternehmer († 1947)
- 07. Februar: Mieczysław Sołtys, polnischer Komponist († 1929)
- 09. Februar: Leopoldine Augustin, österreichische Theaterschauspielerin und Sängerin († 1951)
- 09. Februar: Anthony Hope, englischer Rechtsanwalt und Autor († 1933)
- 09. Februar: Ernst Kreidolf, Schweizer Graphiker und Bilderbuchillustrator († 1956)
- 11. Februar: John F. Fitzgerald, US-amerikanischer Politiker († 1950)
- 11. Februar: Hermann Kersting, deutscher Arzt und Kolonialbeamter († 1937)
- 11. Februar: Cornelius Osten, deutscher Kaufmann und Botaniker († 1936)
- 13. Februar: Hugo Becker, deutscher Cellist, Cellolehrer und Komponist († 1941)
- 14. Februar: Georges Fulliquet, Schweizer evangelischer Geistlicher und Hochschullehrer († 1924)
- 14. Februar: Otto Kern, deutscher Altphilologe und Archäologe († 1942)
- 16. Februar: Ralph Allan Aitken, schottischer Fußballspieler († 1928)
- 19. Februar: Augusto Leguía y Salcedo, peruanischer Präsident († 1932)
- 19. Februar: Axel Thue, norwegischer Mathematiker († 1922)
- 19. Februar: Emánuel Moór, ungarischer Komponist, Pianist und Erfinder († 1931)
- 19. Februar: Georg Moog, Bischof der Alt-Katholischen Kirche in Deutschland († 1934)
- 20. Februar: Lucien Pissarro, französischer Maler, Grafiker und Holzschneider († 1944)
- 21. Februar: Otto Jaekel, deutscher Geologe und Paläontologe († 1929)
- 22. Februar: Charles McLean Andrews, US-amerikanischer Historiker und Hochschullehrer († 1943)
- 22. Februar: Wilhelm Blumenberg, deutscher evangelischer Theologe und Pastor († 1949)
- 22. Februar: Rudolf Dietz, deutscher Heimatdichter († 1942)
- 23. Februar: Franz von Stuck, deutscher Maler und Bildhauer († 1928)
- 23. Februar: Luigi Capotosti, italienischer Geistlicher, Bischof von Modigliana und Kardinal der römisch-katholischen Kirche († 1938)
- 25. Februar: Hans Bielenstein, deutsch-baltischer Geistlicher und Schriftsteller, evangelischer Märtyrer († 1919)
- 25. Februar: Karl Koller, Schweizer reformierter Geistlicher, Unternehmer und freisinniger Politiker († 1920)
- 25. Februar: Broncia Koller-Pinell, österreichische Malerin († 1934)
- 27. Februar: George Herbert Mead, US-amerikanischer Professor für Philosophie und Sozialpsychologie († 1931)
- 27. Februar: Otto Reiniger, schwäbischer Landschaftsmaler des Impressionismus, († 1909)
- 27. Februar: Joaquín Sorolla, spanischer Maler († 1923)

### März
- 03. März: Arthur Machen, walisischer Fantasy-Schriftsteller († 1947)
- 04. März: Reginald Innes Pocock, britischer Zoologe († 1947)
- 06. März: Wilhelm Dieckmann, deutscher Landwirt und Politiker der NSDAP († 1933)
- 10. März: Sigismund Rahmer, deutscher Schriftsteller, Herausgeber und Kleist-Forscher († 1912)
- 11. März: Wladimir Ippolitowitsch Lipski, sowjetischer Botaniker († 1937)
- 11. März: Ernst Theodor Haux, deutscher Unternehmer († 1938)
- 12. März: Gabriele D’Annunzio, italienischer Schriftsteller († 1938)
- 12. März: Georg Anthes, deutscher Geiger, Opernsänger und Theaterregisseur († 1922)
- 12. März: Gheorghe Marinescu, rumänischer Neurologe und Neuropathologe († 1938)
- 12. März: Wladimir Iwanowitsch Wernadski, russischer Geologe, Geochemiker und Mineraloge († 1945)
- 13. März: Richard Zoozmann, deutscher Dichter und Schriftsteller († 1934)
- 16. März: John M. Parker, US-amerikanischer Politiker († 1939)
- 20. März: Ernesto Nazareth, brasilianischer Komponist und Pianist († 1934)
- 21. März: Hugo Kaun, deutscher Komponist, Dirigent und Musikpädagoge († 1932)
- 22. März: Albertine Assor, deutsche baptistische Diakonisse, Mitbegründerin der evangelisch-freikirchlicher Diakonie († 1953)
- 22. März: Christian von Krogh, deutscher Kolonialoffizier († 1924)
- 25. März: Marie Soldat-Röger, österreichische Violinvirtuosin († 1955)
- 26. März: Alexander Schlicke, deutscher Politiker († 1940)
- 27. März: Henry Royce, englischer Pionier des Autobaus, Gründer des Unternehmens Rolls-Royce († 1933)
- 29. März: Georg von Ompteda, deutscher Schriftsteller und Übersetzer († 1931)
- 30. März: Joseph Caillaux, französischer Staatsmann der Dritten Republik, Premierminister († 1944)

### April
- 01. April: Wilhelm Autenrieth, deutscher Pharmazeut († 1926)
- 03. April: Henry van de Velde, belgischer Architekt und Designer († 1957)
- 03. April: Wilhelm Middelschulte, deutscher Organist und Komponist († 1943)
- 04. April: Blanche Marchesi, französische Opernsängerin und Gesangspädagogin († 1940)
- 05. April: Viktoria von Hessen-Darmstadt, Prinzessin von Hessen-Darmstadt († 1950)
- 12. April: Elias Erkko, finnischer Schriftsteller († 1888)
- 12. April: Moïse Lévy, französischer Politiker († 1944)
- 12. April: Eberhard Savary, deutsch-baltischer Pastor und evangelischer Märtyrer († 1919)
- 15. April: Elisabeth Vilma Lwoff-Parlaghy, ungarisch-amerikanische Porträtmalerin († 1923)
- 17. April: Augustus Edward Hough Love, englischer Mathematiker († 1940)
- 17. April: Ernst Kapff, deutscher Schriftsteller, Reformpädagoge und Archäologe († 1944)
- 18. April: Leopold Berchtold, österreichisch-ungarischer Politiker († 1942)
- 18. April: Siegfried Bettmann, britischer Fahrrad-, Motorrad- und Autohersteller († 1951)
- 18. April: Irene von Chavanne, österreichische Alt-Sängerin († 1938)
- 19. April: Felix Michailowitsch Blumenfeld, russischer Komponist († 1931)
- 26. April: George Auriol, französischer Lyriker, Liedtexter, Grafiker und Künstler († 1938)
- 26. April: Arno Holz, deutscher Dichter und Dramatiker des Naturalismus († 1929)
- 26. April: Hermann Beims, Oberbürgermeister Magdeburgs († 1931)

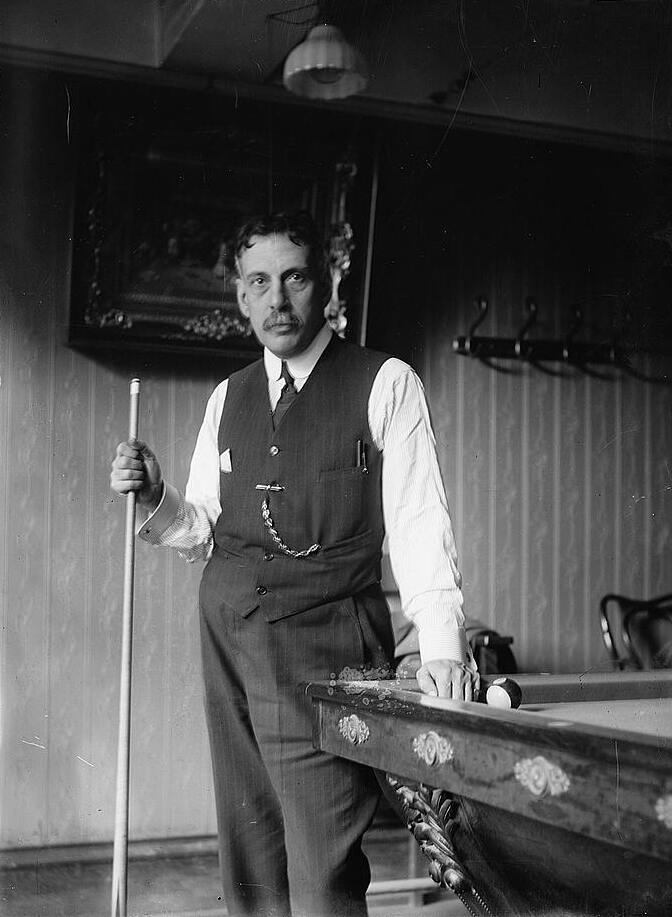
Alfredo de Oro (Sr.)

- 28. April: Alfredo de Oro, kubanischer Billardspieler und Weltmeister († 1948)
- 29. April: Konstantinos Kavafis, griechischer Schriftsteller († 1933)

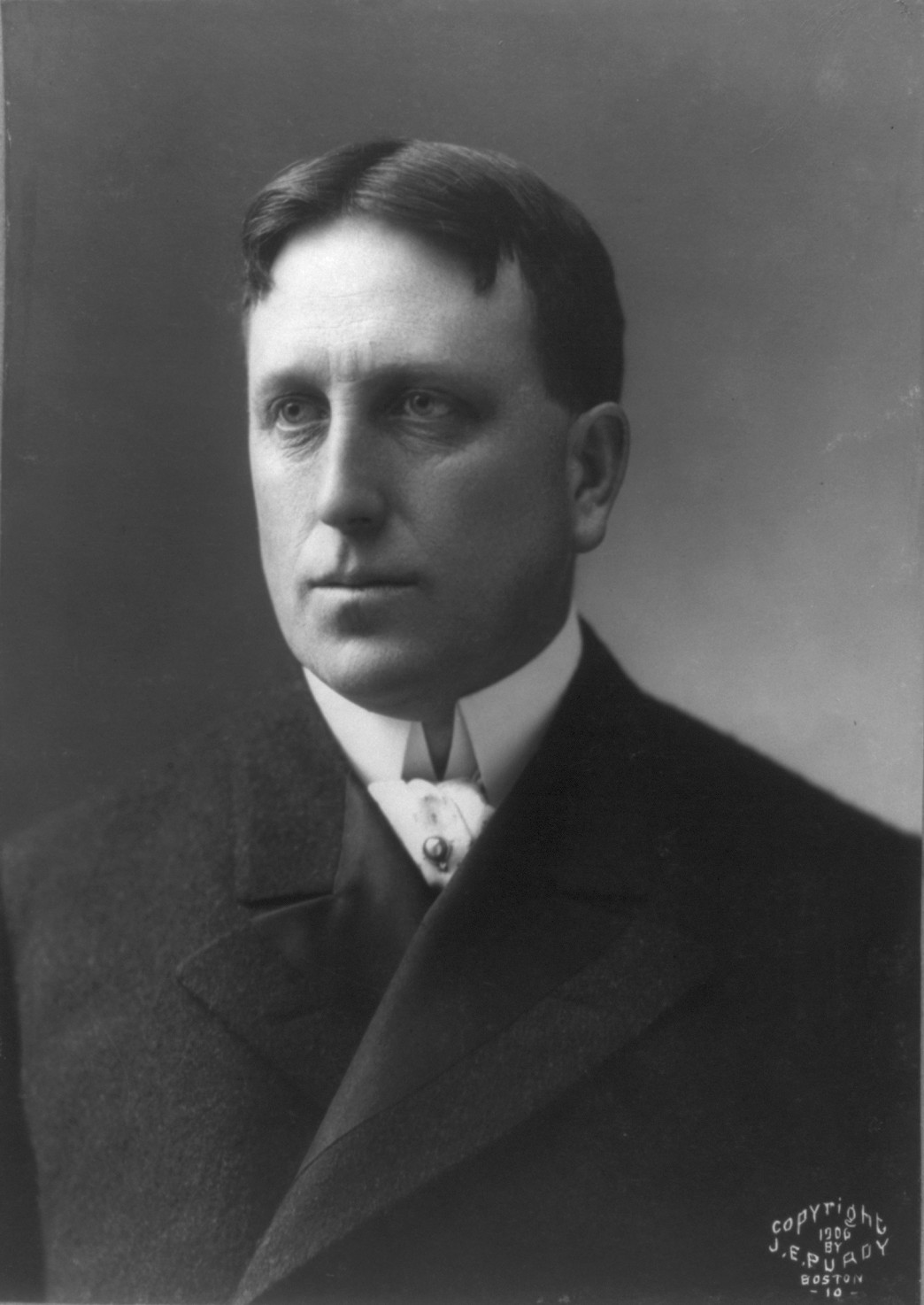
William Randolph Hearst, 1906

- 29. April: William Randolph Hearst, US-amerikanischer Verleger und Medienzar († 1951)
- 30. April: Max Skladanowsky, deutscher Filmtechnikpionier († 1939)

### Mai
- 01. Mai: Stephan Kekule, deutscher Jurist und Privatgelehrter († 1933)
- 02. Mai: Erich Bethe, deutscher Altphilologe († 1940)
- 04. Mai: Charles S. Deneen, US-amerikanischer Politiker († 1940)
- 10. Mai: Charles-René, französischer Komponist und Musikpädagoge († um 1940)
- 10. Mai: Kaarle Krohn, finnischer Folklorist († 1933)
- 12. Mai: Charles Bordes, französischer Komponist und Musikpädagoge († 1909)
- 14. Mai: Vilém Mrštík, tschechischer Schriftsteller, Dramaturg, Übersetzer und Literaturkritiker († 1912)
- 17. Mai: Charles Robert Ashbee, englischer Architekt († 1942)
- 18. Mai: Ludwig Abel, deutscher Semitist († 1900)
- 18. Mai: Max Streckenbach, deutscher Maler († 1936)
- 20. Mai: Marion Butler, US-amerikanischer Politiker († 1938)
- 21. Mai: Gunnar Berg, norwegischer Maler († 1893)
- 21. Mai: Erzherzog Eugen von Österreich, Hochmeister des Deutschen Ordens († 1954)
- 23. Mai: Henry W. Keyes, US-amerikanischer Politiker († 1938)
- 25. Mai: Kunigunde Ansion, österreichische Schriftstellerin († 1922)
- 25. Mai: Conrad Cichorius, deutscher Altphilologe und Althistoriker († 1932)
- 25. Mai: Camille Erlanger, französischer Komponist († 1919)
- 25. Mai: Wolfgang Golther, deutscher Germanist und Literaturhistoriker († 1945)
- 25. Mai: Heinrich Rickert, deutscher Philosoph und Universitätsprofessor († 1936)
- 26. Mai: Bob Fitzsimmons, britischer Boxer und Weltmeister im Schwergewicht († 1917)
- 28. Mai: Georg Adler, deutscher Nationalökonom († 1908)
- 31. Mai: Georg Wegener, deutscher Geograph und Forschungsreisender († 1939)

### Juni
- 01. Juni: Hugo Münsterberg, deutsch-US-amerikanischer Psychologe († 1916)
- 02. Juni: Tom C. Rye, US-amerikanischer Politiker († 1953)
- 02. Juni: Felix Weingartner, österreichischer Dirigent, Komponist und Pianist († 1942)
- 03. Juni: William H. King, US-amerikanischer Politiker († 1949)
- 06. Juni: Wincenty Lutosławski, polnischer Philosoph († 1954)
- 07. Juni: Albert S. Burleson, US-amerikanischer Politiker († 1937)
- 08. Juni: Fritz Raschig, deutscher Industrieller, Chemiker und Politiker († 1928)
- 10. Juni: Louis Couperus, niederländischer Autor († 1923)
- 13. Juni: Friedrich Heine, deutscher Unternehmer († 1929)
- 13. Juni: Josef Venantius von Wöss, österreichischer Kirchenmusiker und Verlagsredakteur († 1943)
- 15. Juni: Elise Rosalie Aun, estnische Schriftstellerin († 1932)
- 16. Juni: Emil Göttisheim, Schweizer Jurist und Politiker († 1938)
- 16. Juni: Paul Vidal, französischer Komponist († 1931)
- 17. Juni: Ernest R. Ackerman, US-amerikanischer Politiker († 1931)
- 17. Juni: Charles Eugene Lancelot Brown, Schweizer Maschinenkonstrukteur († 1924)
- 18. Juni: Frits Went, niederländischer Botaniker († 1935)
- 21. Juni: Anne Marie Carl-Nielsen, dänische Bildhauerin († 1945)
- 21. Juni: Georges Docquois, französischer Schriftsteller († 1927)
- 21. Juni: Hermann Krukenberg, deutscher Arzt († 1935)
- 21. Juni: Max Wolf, deutscher Astronom († 1932)
- 22. Juni: Gottlieb von Jagow, deutscher Diplomat und Politiker († 1935)
- 24. Juni: Karel Baxa, tschechischer Rechtsanwalt, Politiker und erster Bürgermeister Prags († 1938)
- 24. Juni: George M. Bourquin, US-amerikanischer Jurist († 1958)
- 25. Juni: Lucien Emile Francqui, belgischer Afrikaforscher und Staatsmann († 1935)
- 26. Juni: Alfred Grenander, schwedischer Architekt († 1931)
- 26. Juni: Eugen Robert Weiss, deutscher Kammersänger & Akademieprofessor († 1933)

### Juli
- 03. Juli: Ciro Luis Urriola, panamaischer Staatspräsident († 1922)
- 04. Juli: Adolf Spilker, deutscher Chemiker und Techniker († 1954)
- 04. Juli: Hugo Winckler, deutscher Archäologe und Sprachwissenschaftler († 1913)
- 06. Juli: Reginald McKenna, britischer Staatsmann († 1943)
- 07. Juli: Marguerite Audoux, französische Romanschriftstellerin († 1937)
- 08. Juli: Lee Cruce, US-amerikanischer Politiker († 1933)
- 08. Juli: Chandra Shamsher Jang Bahadur Rana, Premierminister von Nepal († 1929)
- 09. Juli: Siegfried Sudhaus, deutscher Altphilologe und Papyrologe († 1914)
- 12. Juli: Paul Drude, deutscher Physiker († 1906)
- 12. Juli: Cornelia Schorer, deutsche Ärztin († 1939)
- 14. Juli: Nelson Kinsley, US-amerikanischer Landschaftsmaler († 1945)
- 19. Juli: Johann Georg Arndt, deutscher Theologe († 1939)
- 19. Juli: Hermann Bahr, österreichischer Schriftsteller, Dramatiker und Literaturkritiker († 1934)
- 21. Juli: Agnes Günther, deutsche Schriftstellerin († 1911)
- 21. Juli: C. Aubrey Smith, britischer Schauspieler († 1948)
- 24. Juli: Otto Krug, deutscher Lebensmittelchemiker († 1927)
- 25. Juli: John Tener, US-amerikanischer Politiker und Baseballspieler († 1946)
- 26. Juli: Jāzeps Vītols, lettischer Komponist († 1948)
- 27. Juli: Ignacy Popiel, polnischer Schachspieler († 1941)
- 29. Juli: Emil Aust, deutscher Klassischer Philologe

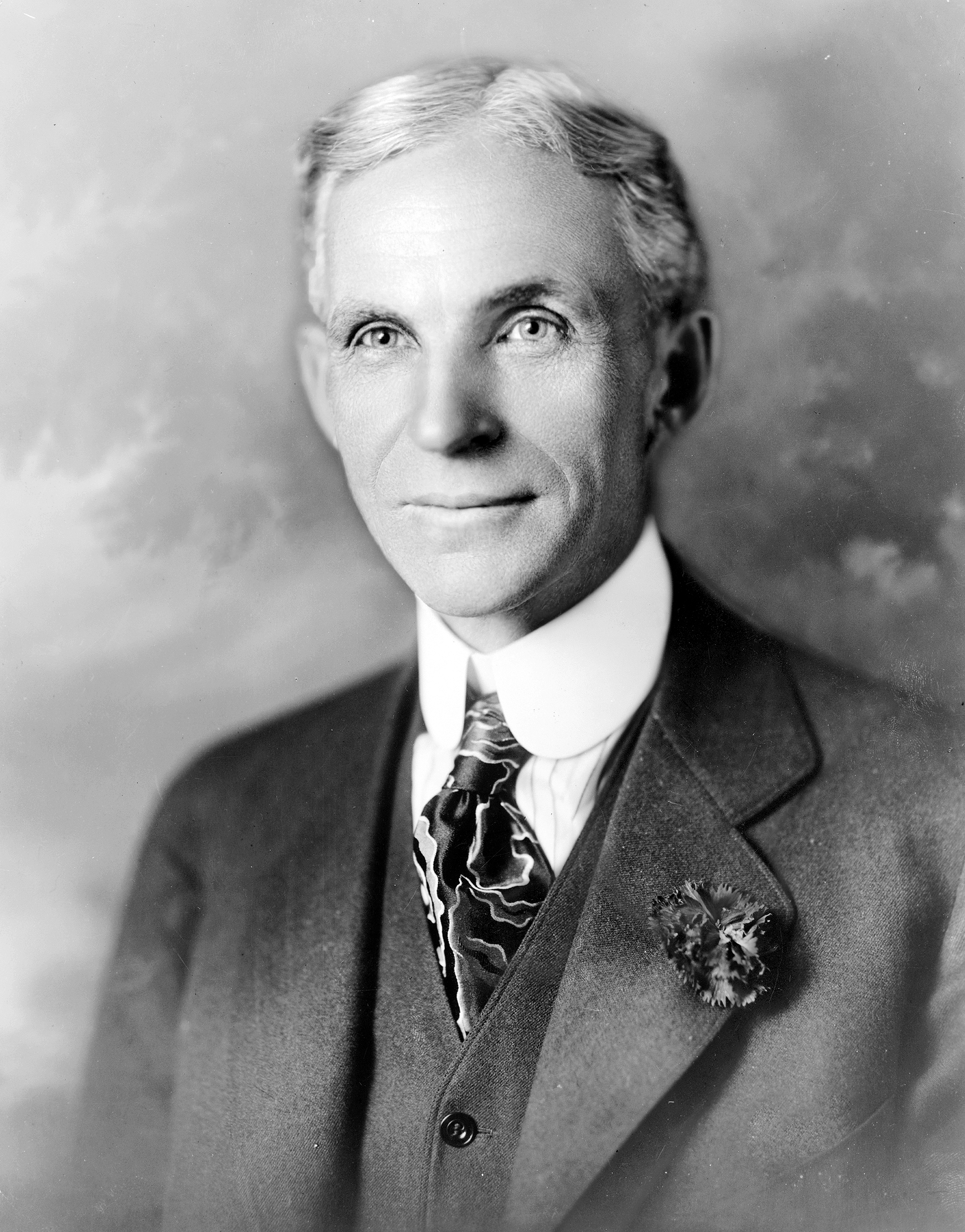
Henry Ford, 1919

- 30. Juli: Henry Ford, US-amerikanischer Automobilpionier, Gründer des Automobilherstellers Ford Motor Company († 1947)
- 31. Juli: Sidney Johnston Catts, US-amerikanischer Politiker († 1936)

### August
- 01. August: Gaston Doumergue, französischer Politiker und Präsident in der Zeit der Dritten Republik († 1937)
- 02. August: Gottfried Krüger, deutscher Mediziner und Heimatforscher, Ehrenbürger von Wittenberg († 1941)
- 02. August: Anton Peter Arida, libanesischer Erzbischof und Patriarch († 1955)
- 03. August: Géza Gárdonyi, ungarischer Schriftsteller († 1922)
- 08. August: Hulda von Levetzow, deutsche Autorin († 1947)
- 11. August: Árpád Szendy, ungarischer Komponist († 1922)
- 13. August: Heinrich Goldemund, österreichischer Architekt, Stadtplaner und Baumanager († 1947)
- 13. August: William Isaac Thomas, US-amerikanischer Philologe († 1947)
- 14. August: Heino Adolf Achenbach, preußischer Beamter und Landrat († 1933)
- 14. August: Gebhard Fugel, deutscher Maler christlicher Kunst († 1939)
- 16. August: Arthur Groussier, französischer Politiker († 1957)
- 16. August: Gabriel Pierné, französischer Komponist († 1937)
- 17. August: Fritz Greve, deutscher Maler und Kunstprofessor († 1931)
- 17. August: Johannes Methöfer, niederländischer Autor und Anarchist († 1933)
- 18. August: Ludvík Aust, österreichischer Politiker († 1924)

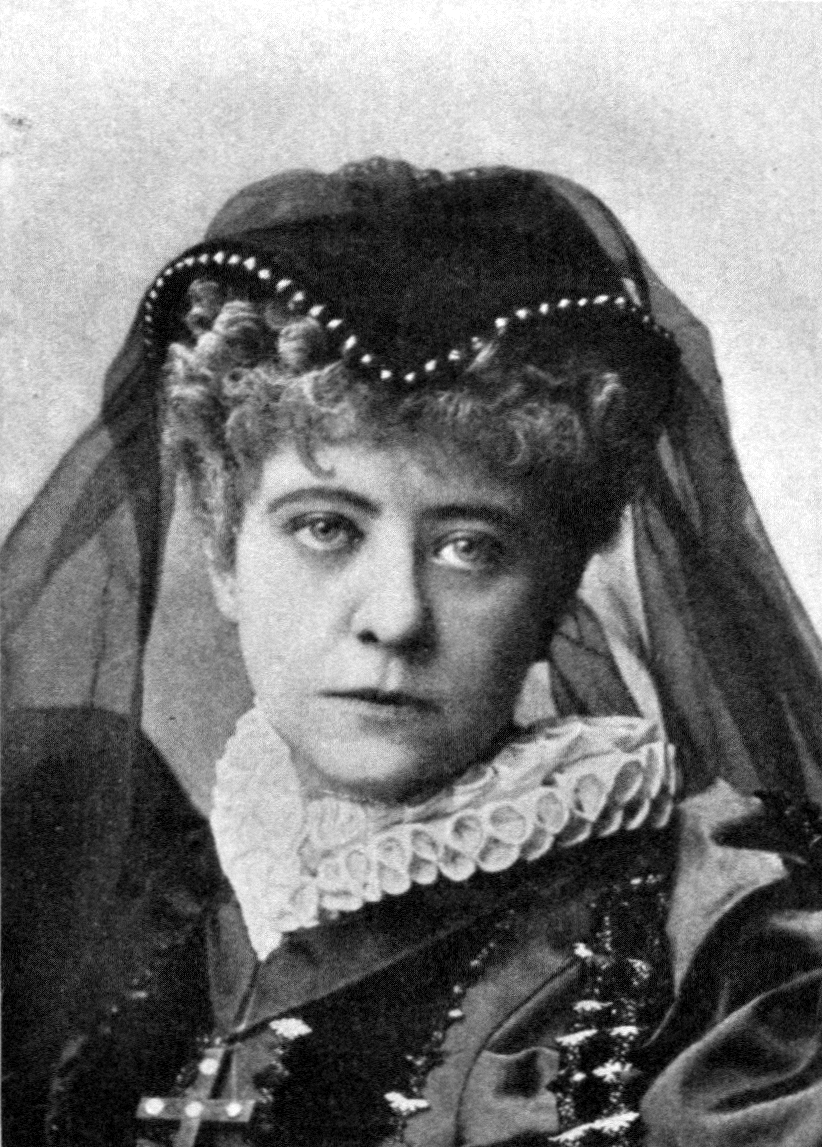
Adele Sandrock um 1900

- 19. August: Adele Sandrock, deutsch-niederländische Schauspielerin († 1937)
- 24. August: Elemér Lónyay, ungarischer Adliger († 1946)
- 26. August: Harrison Henry Atwood, US-amerikanischer Politiker († 1954)
- 26. August: Hermann Linde, deutscher Maler († 1923)
- 27. August: Lucien Rérolle, Karambolageweltmeister, Rechtsanwalt und Autor († 1912)
- 28. August: Karl Brunner, deutscher Ethnologe († 1938)
- 29. August: August Brinkmann, deutscher Altphilologe († 1923)
- 30. August: Sergei Michailowitsch Prokudin-Gorski, russischer Pionier der Farbfotografie († 1944)

### September
- 01. September: Herman Baltia, belgischer General-Leutnant und Politiker († 1938)
- 01. September: João Pinheiro Chagas, portugiesischer Journalist, Diplomat und Politiker, Ministerpräsident († 1925)
- 01. September: Violet Jacob, schottische Schriftstellerin († 1946)
- 02. September: Isidore Philipp, ungarisch-französischer Pianist und Musikpädagoge († 1958)
- 02. September: Willy Rehberg, Schweizerischer Pianist, Komponist und Musikpädagoge († 1937)
- 03. September: Hans Aanrud, norwegischer Schriftsteller († 1953)
- 04. September: Alfred Rehder, deutsch-nordamerikanischer Botaniker († 1949)
- 06. September: Otto von Greyerz, Schweizer Mundart-Schriftsteller und Professor († 1940)
- 08. September: Gustavo E. Campa, mexikanischer Komponist († 1934)
- 08. September: Maria Droste zu Vischering, deutsche Ordensschwester und Selige († 1899)
- 09. September: Luis Weiler, deutscher Eisenbahn-Bauingenieur († 1918)
- 10. September: Ernst von Carnap-Quernheimb, deutscher Afrikaforscher († 1945)
- 10. September: Edmund Edel, deutscher Grafiker, Karikaturist, Schriftsteller und Filmregisseur († 1934)
- 10. September: Charles Spearman, britischer Psychologe († 1945)
- 11. September: Georg Witkowski, deutscher Literaturhistoriker († 1939)
- 11. September: Heinrich Schneegans, deutscher Romanist († 1914)
- 12. September: Hermann Kutter, Schweizer evangelischer Theologe († 1931)
- 12. September: Theodor Seitz, deutscher Kolonialpolitiker († 1949)
- 13. September: Arthur Henderson, britischer Politiker († 1935)
- 13. September: Franz von Hipper, deutscher Admiral († 1932)
- 15. September: Horatio Parker, US-amerikanischer Komponist († 1919)
- 16. September: Karl Friedrich von Auwers, deutscher Chemiker († 1939)
- 17. September: Eva Adelheid von Arnim-Fredenwalde, deutsche Schriftstellerin († 1938)
- 17. September: Wilhelm Trabert, deutscher Professor († 1921)
- 21. September: Georg Arends, deutscher Botaniker († 1952)

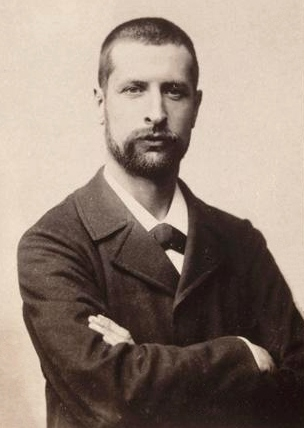
A. Yersin, vor 1909

- 22. September: Alexandre Émile Jean Yersin, schweizerisch-französischer Arzt und Bakteriologe († 1943)
- 27. September: Hans Cornelius, deutscher Philosoph, Psychologe und Pädagoge († 1947)
- 28. September: Francesco Antognini, Schweizer Jurist und Politiker († 1953)
- 28. September: Karl I., portugiesischer König († 1908)
- 28. September: James Pitcairn-Knowles, Maler, Grafiker und Bildhauer schottischer Abstammung († 1954)
- 29. September: Alfred Meebold, deutscher Botaniker, Schriftsteller und Anthroposoph († 1952)
- 29. September: Hugo Haase, deutscher Jurist, Politiker und Pazifist († 1919)
- 29. September: Lennart Arvid Lundberg, schwedischer Pianist, Komponist und Musikpädagoge († 1931)
- 30. September: Reinhard Scheer, deutscher Vizeadmiral († 1928)
- 30. September: Theodor Reismann-Grone, deutscher Verleger und Politiker († 1949)

### Oktober
- 03. Oktober: Albert Maunoir, Schweizer Jurist und Politiker († 1929)
- 03. Oktober: Alfred Wohl, deutscher Chemiker († 1939)
- 04. Oktober: Samuel Prescott Bush, US-amerikanischer Industrieller († 1948)
- 05. Oktober: Ludwig Borchardt, deutscher Ägyptologe († 1938)
- 09. Oktober: Alexander Siloti, russischer Pianist, Komponist und Dirigent († 1945)
- 09. Oktober: Emil Eichhorn, deutscher Elektromonteur und Politiker sowie Polizeipräsident von Berlin († 1925)
- 10. Oktober: Louis Cyr, frankokanadischer Strongman († 1912)
- 10. Oktober: Wladimir Afanassjewitsch Obrutschew, sowjetischer Geologe, Geograph und Schriftsteller († 1956)
- 11. Oktober: Xavier Leroux, französischer Komponist († 1919)
- 11. Oktober: Georges Gardet, französischer Bildhauer († 1939)
- 15. Oktober: John Gary Evans, US-amerikanischer Politiker († 1942)
- 16. Oktober: Austen Chamberlain, britischer Politiker und Außenminister († 1937)
- 18. Oktober: Louis Willemin, Schweizer Jurist und Politiker († 1941)
- 19. Oktober: Gustav Frenssen, deutscher Schriftsteller († 1945)
- 19. Oktober: Milka Trnina, kroatische Opernsängerin (Sopran) († 1941)
- 20. Oktober: William Henry Young, englischer Mathematiker († 1942)
- 21. Oktober: Ralph H. Cameron, US-amerikanischer Politiker († 1953)
- 27. Oktober: Salomon An-ski, russischer Schriftsteller, Journalist und Ethnograph († 1920)
- 28. Oktober: Ethel Sargant, britische Botanikerin († 1918)
- 29. Oktober: Franz Stuhlmann, deutscher Zoologe und Afrikaforscher († 1928)

### November
- 01. November: Alexander Lambert, polnisch-amerikanischer Komponist, Pianist und Musikpädagoge († 1929)
- 03. November: Blanche Bingley, britische Tennisspielerin († 1946)
- 03. November: Alfred Pérot, französischer Physiker († 1925)
- 05. November: Ernst Markees, französischer Physiker († 1939)
- 05. November: Fridolin Suter, Schweizer römisch-katholischer Geistlicher, Ehrendomherr und Ehrenbürger von Bischofszell († 1937)
- 06. November: Louis Waizman, kanadischer Komponist, Bratschist, Posaunist, Pianist und Musikpädagoge († 1951)
- 09. November: Paul Sprigade, deutscher Kartograf († 1928)
- 10. November: Louis Oscar Amoëdo y Valdes, kubanischer Arzt und Zahnarzt, Begründer der modernen forensischen Zahnmedizin († 1945)
- 11. November: Paul Signac, französischer Maler und Grafiker († 1935)
- 12. November: Albert Bachmann, Schweizer Sprachwissenschaftler († 1934)
- 12. November: Franz Boluminski, deutscher Kolonialbeamter († 1913)
- 12. November: Karl Dove, deutscher Geograph, Meteorologe und Afrikaforscher († 1922)
- 12. November: Giovanni Tacci Porcelli, italienischer Geistlicher, Bischof von Città della Pieve und Kardinal († 1928)
- 12. November: Johannes Thienemann, deutscher Ornithologe († 1938)
- 14. November: Leo Hendrik Baekeland, belgisch-US-amerikanischer Chemiker († 1944)
- 16. November: Ludwig Sütterlin, deutscher Linguist und Germanist († 1934)
- 18. November: Richard Dehmel, deutscher Dichter und Schriftsteller († 1920)
- 21. November: Arthur Quiller-Couch, englischer Schriftsteller und Kritiker († 1944)
- 22. November: Georges Goursat, französischer Karikaturist († 1934)
- 22. November: Jean-Baptiste Marchand, französischer Offizier und Afrikaforscher († 1934)
- 26. November: Emil von Rappard, deutscher Offizier († 1914)
- 27. November: Olivier Collarini, italienischer Fechter
- 28. November: Nicolae Gropeanu, rumänischer Maler († 1936)
- 29. November: Georg Marco, österreichischer Schachmeister und -publizist († 1923)
- 30. November: Andrés Bonifacio, philippinischer Revolutionär († 1897)
- 30. November: Hans von Felgenhauer, preußischer Offizier, Militärschriftsteller und Dichter († 1946)
- 30. November: Richard Mollier, deutscher Physiker († 1935)

### Dezember
- 01. Dezember: Edward I. Edwards, US-amerikanischer Politiker († 1931)
- 02. Dezember: Franz Hillebrand, österreichischer Philosoph († 1926)
- 04. Dezember: Miguel Paz Barahona, Präsident von Honduras († 1937)
- 4. Dezember: Karl Branscheid, preußischer Bürgermeister († 1915)
- 05. Dezember: Paul Painlevé, französischer Mathematiker, Politiker und Premierminister († 1933)
- 07. Dezember: Felix Calonder, Schweizer Politiker († 1952)
- 07. Dezember: Pietro Mascagni, italienischer Komponist († 1945)
- 10. Dezember: Alfred Geist, deutsch-baltischer Pastor und evangelischer Bekenner († 1919)
- 10. Dezember: Maurice Hennequin, französischer Schriftsteller und Librettist († 1926)
- 11. Dezember: Annie Jump Cannon, US-amerikanische Astronomin († 1941)
- 11. Dezember: T. Coleman du Pont, US-amerikanischer Geschäftsmann und Politiker († 1930)
- 11. Dezember: Bruno Möhring, deutscher Architekt († 1929)
- 12. Dezember: Barbara Renz, deutsche Ethnologin, Religionswissenschaftlerin und Frauenrechtlerin († 1955)

Edvard Munch, 1905 oder 1906

- 12. Dezember: Edvard Munch, norwegischer Maler und Graphiker († 1944)
- 13. Dezember: Eugen Gradmann, deutscher Pfarrer und Landeskundler († 1927)
- 13. Dezember: Carl Großmann, deutscher Serienmörder († 1922)
- 13. Dezember: Johannes Weiß, evangelischer Theologe († 1914)
- 14. Dezember: Wyatt Aiken, US-amerikanischer Politiker († 1923)
- 15. Dezember: Wilhelm Schulze, deutscher Altphilologe und Indogermanist († 1935)
- 16. Dezember: Clelia Duel Mosher, US-amerikanische Ärztin und Sexualforscherin († 1940)
- 16. Dezember: George Santayana, US-amerikanischer Philosoph († 1952)

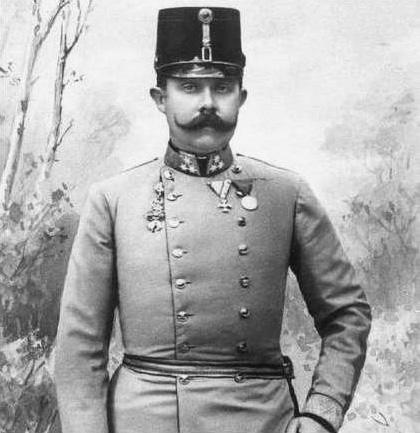
Franz Ferdinand von Österreich

- 18. Dezember: Franz Ferdinand von Österreich-Este, österreich-ungarischer Erzherzog und Thronfolger († 1914)
- 23. Dezember: Ferenc Szárnovszky, ungarischer Bildhauer und Medailleur († 1903)
- 25. Dezember: Max Ihm, deutscher Altphilologe († 1909)
- 26. Dezember: Charles Pathé, französischer Unternehmer und Pionier der Filmindustrie († 1957)
- 27. Dezember: Louis Lincoln Emmerson, US-amerikanischer Politiker († 1941)

### Genaues Geburtsdatum unbekannt
- Remigio Acevedo, chilenischer Organist und Komponist († 1911)
- Qāsim Amīn, ägyptischer Jurist und Frauenrechtler († 1908)
- Ernest Archdeacon, französischer Rechtsanwalt und Automobil- und Luftfahrtpionier († 1950)
- Josef Weber, österreichischer Chemiker († 1944)

## Gestorben

### Januar bis April
- 01. Januar: Ernst August Pech, deutscher Mediziner und Hochschullehrer (* 1788)
- 03. Januar: Jean-Joseph Page, Schweizer Jurist und Politiker (* 1791)
- 06. Januar: William Carr Lane, US-amerikanischer Politiker (* 1789)
- 08. Januar: Albert C. Greene, US-amerikanischer Politiker (* 1792)
- 11. Januar: Hagiwara Hiromichi, japanischer Dichter, Schriftsteller, Übersetzer und Vertreter des Kokugaku (* 1815)

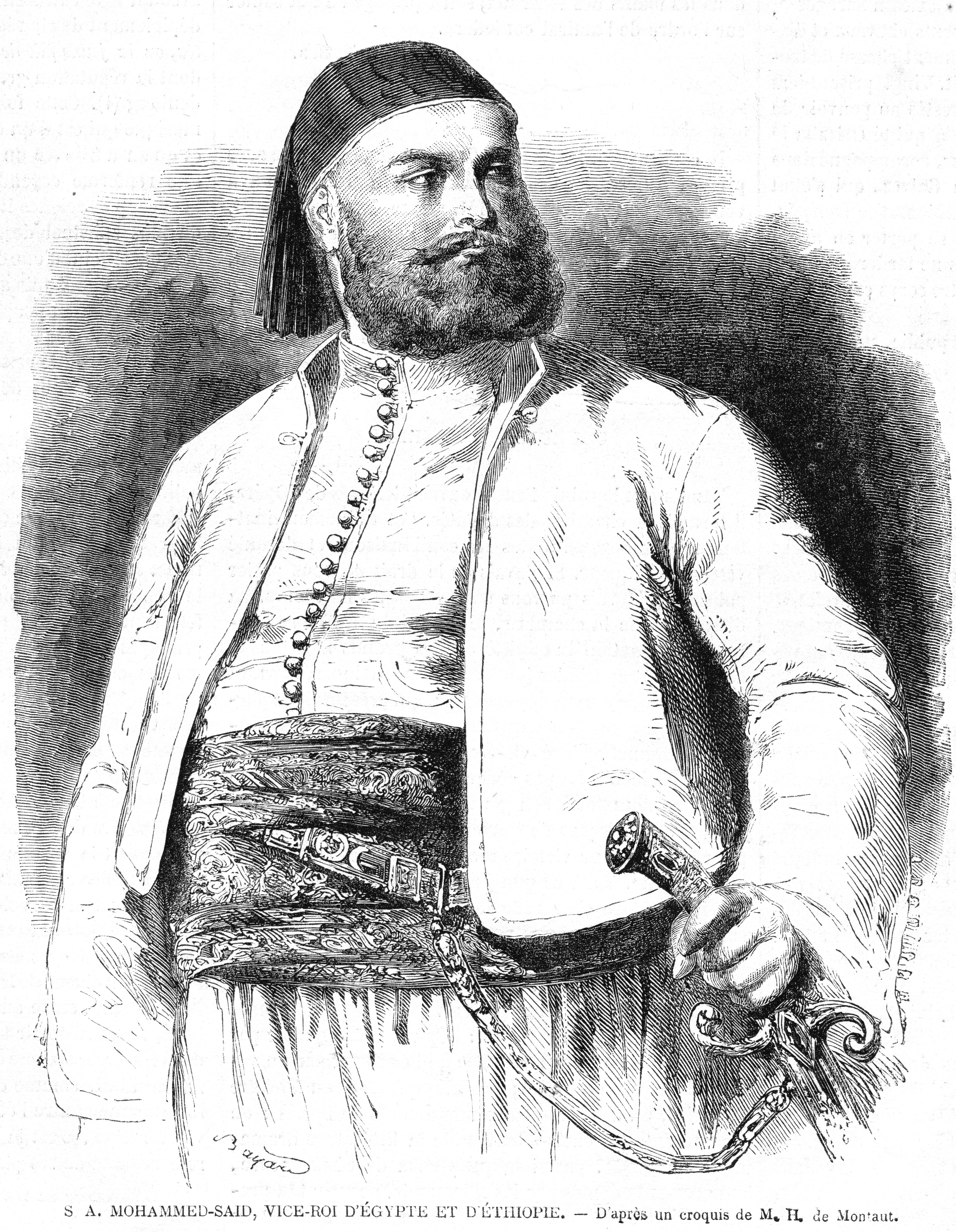
Muhammad Said, Illustration 1862

- 17. Januar: Horace Vernet, französischer Militärmaler und Lithograph (* 1789)
- 18. Januar: Mangas Coloradas, Häuptling der Mimbreno-Apachen (* 1797)
- 18. Januar: Muhammad Said, Wali (Gouverneur) der osmanischen Provinz Ägypten (* 1822)
- 31. Januar: Friedrich Matthias Theodor Friese, deutscher Organist und Orgelbauer (* 1792)
- 00. Januar: Carl Georg Wenner, Bürgermeister von Lörrach (* 1806)
- 01. Februar: Johann Siegmund Mann jr., Lübecker Kaufmann und Politiker (* 1797)
- 06. Februar: George Tomlinson, Geistlicher der Anglikanischen Kirche, erster Lord Bishop of Gibraltar in Europe (* 1794)
- 13. Februar: Presley Spruance, US-amerikanischer Politiker (* 1785)
- 24. Februar: August Ferdinand von Arnauld de la Perière, preußischer Generalleutnant (* 1786)
- 24. Februar: Anton Günther, österreichischer Philosoph und Theologe (* 1783)
- 24. Februar: Karl Franzewitsch Albrecht, russischer Komponist (* 1807)
- 25. Februar: Laure Cinti-Damoreau, französische Koloratursopranistin (* 1801)
- 04. März: August Ludwig von Asbrand-Porbeck, deutscher Verwaltungsbeamter (* 1811)
- 15. März: Adolph von Wrede, deutscher Arabienforscher (* 1807)
- 21. März: Edwin Vose Sumner, US-amerikanischer Offizier (* 1797)
- 28. März: James Cooper, US-amerikanischer Politiker (* 1810)
- 29. März: Heinrich Maria von Hess, deutscher Maler (* 1798)
- 30. März: Auguste Bravais, französischer Physiker und Mitbegründer der Kristallographie (* 1811)
- 01. April: Jakob Steiner, Schweizer Mathematiker (* 1796)

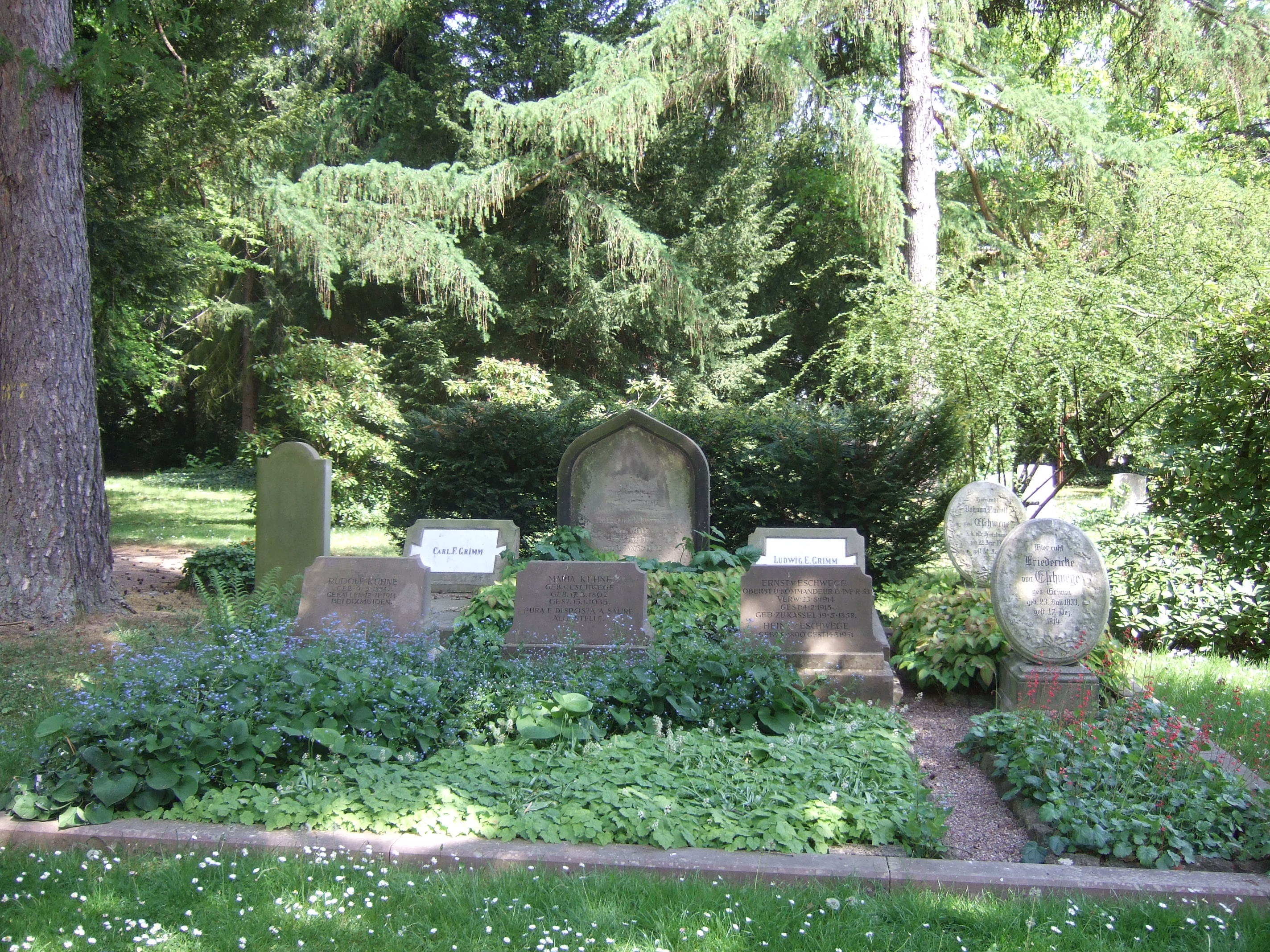
Ehrengrab für Ludwig Emil Grimm auf dem Hauptfriedhof in Kassel

- 04. April: Ludwig Emil Grimm, deutscher Maler, Radierer und Kupferstecher, jüngster Bruder der Brüder Grimm (* 1790)
- 05. April: Konrad Adolf Hartleben, deutsch-österreichischer Buchhändler, Herausgeber und Verleger (* 1778)
- 08. April: Joseph Netherclift, englischer Komponist und Lithograf (* 1792)
- 10. April: Giovanni Battista Amici, italienischer Astronom und Optiker (* 1786)
- 10. April: Hermann Steudner, deutscher Naturforscher und Afrikaforscher (* 1832)
- 12. April: Nikola Bogoridi, osmanischer Statthalter, Phanariot bulgarischer Herkunft (* 1820)
- 16. April: Cornelius de Greiff, deutscher Seidenfabrikant (* 1781)
- 17. April: John Colborne, britischer Feldmarschall und Kolonialverwalter (* 1778)
- 17. April: Howard Stansbury, US-amerikanischer Offizier und Entdecker (* 1806)
- 26. April: Auguste Charlotte von Kielmannsegge, deutsche Agentin Napoleons (* 1777)

### Mai bis August
- 03. Mai: Émile Loubon, französischer Landschaftsmaler (* 1809)
- 06. Mai: James Tannock, schottischer Porträtmaler (* 1783)
- 10. Mai: Thomas Jonathan Jackson, US-amerikanischer General auf Seiten der Konföderierten (* 1824)
- 10. Mai: Jean-Bernard Kaupert, Schweizer Musikpädagoge und Komponist (* 1786)
- 12. Mai: Radama II., Herrscher des Königreichs Madagaskar (* 1829)
- 13. Mai: August Hahn, deutscher evangelischer Theologe und Schriftsteller (* 1792)
- 14. Mai: Virgil Fleischmann, österreichischer katholischer Geistlicher, Kirchenmusiker und Komponist (* 1783)
- 21. Mai: Hans Heinrich von Könneritz, deutscher Diplomat, Politiker und Rittergutsbesitzer (* 1790)
- 25. Mai: Peter Andreas Munch, norwegischer Historiker (* 1810)
- 28. Mai: Noah Martin, US-amerikanischer Politiker (* 1801)
- 05. Juni: Marie Ellenrieder, deutsche Malerin (* 1791)

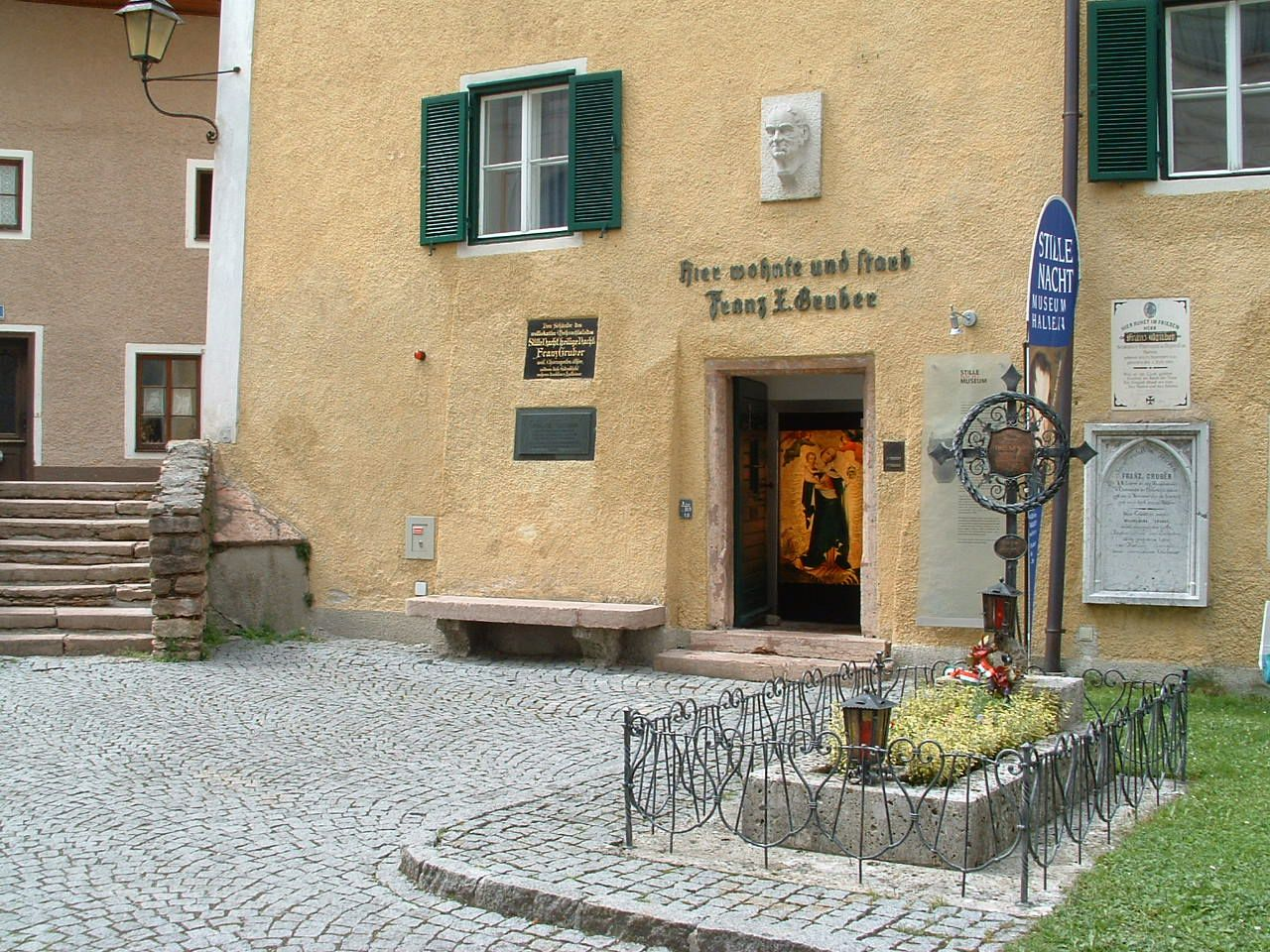
Grubers Grab in Hallein vor seinem Wohnhaus

- 07. Juni: Franz Xaver Gruber, österreichischer Lehrer und Komponist (* 1787)
- 09. Juni: Dost Mohammed, Herrscher von Afghanistan (* 1793)
- 11. Juni: Samuel George Andrews, US-amerikanischer Politiker (* 1796)
- 12. Juni: Hamilton Campbell, amerikanischer Fotopionier (* um 1812)
- 03. Juli: William Barksdale, Brigadegeneral der Konföderierten Staaten von Amerika im Sezessionskrieg (* 1821)
- 05. Juli: Lewis Addison Armistead, US-amerikanischer Brigadegeneral (* 1817)
- 06. Juli: Ernst Merck, deutscher Unternehmer und Politiker (* 1811)
- 09. Juli: Christian Friedrich Freiherr von Stockmar, deutscher Arzt und Staatsmann (* 1787)
- 13. Juli: Heinrich Schacht, deutscher Schriftsteller und Arbeiterdichter (* 1817)
- 25. Juli: Juan José de los Reyes Martínez Amaro (El Pípila), mexikanischer Minenarbeiter und Nationalheld (* 1782)

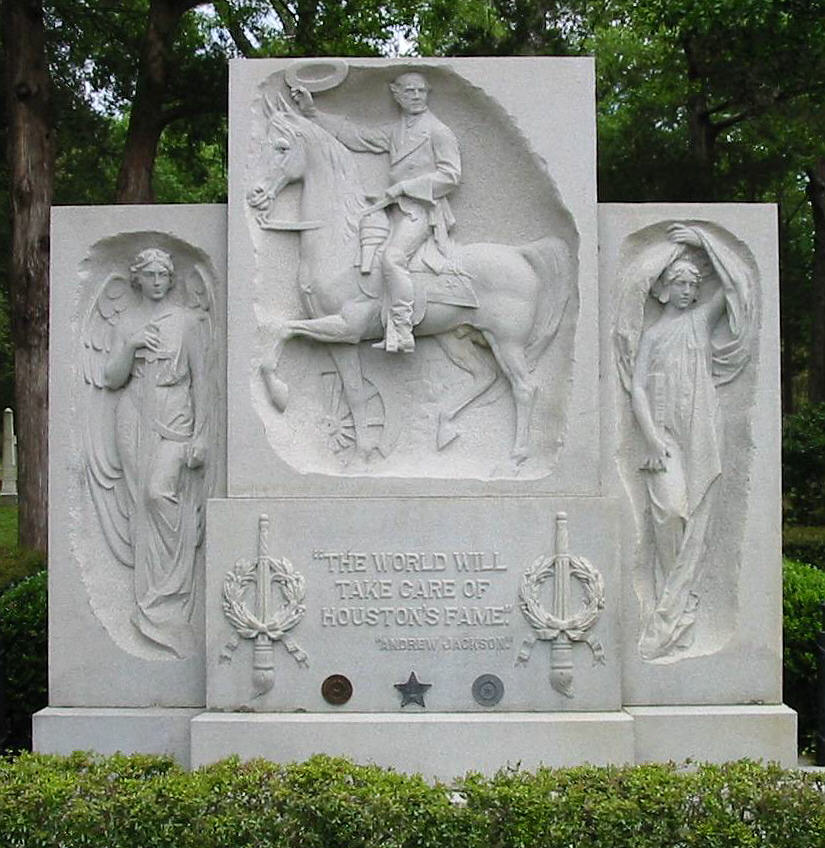
Houstons Grab in Huntsville, Texas

- 26. Juli: Sam Houston, US-amerikanischer Politiker und General (* 1793)
- 05. August: Adolf Friedrich Hesse, deutscher Organist und Komponist (* 1809)

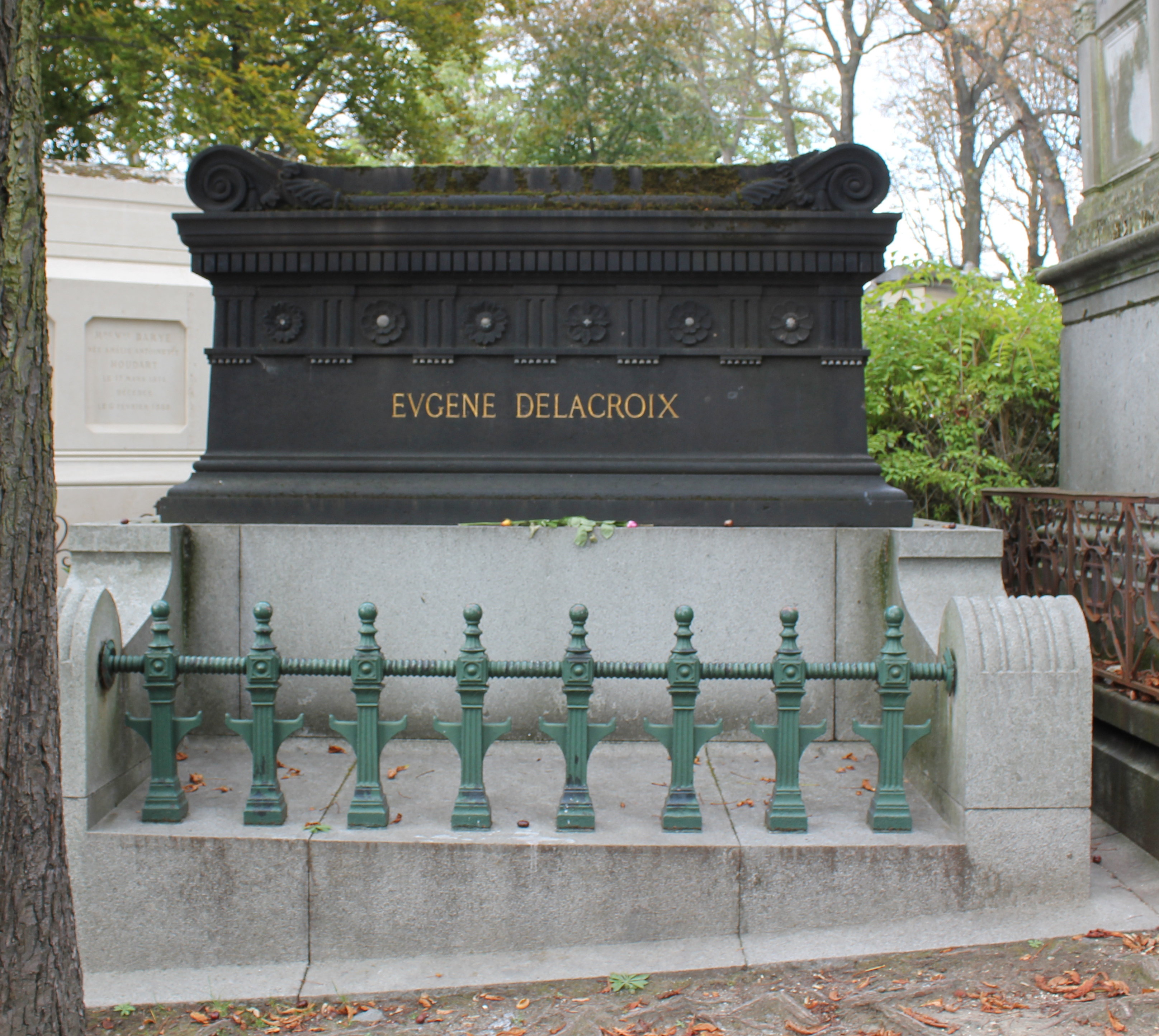
Delacroix’ Grab auf dem Friedhof Père-Lachaise

- 13. August: Eugène Delacroix, französischer Maler (* 1798)
- 14. August: Colin Campbell, britischer Feldmarschall (* 1792)
- 14. August: Karl von Gerlach, Berliner Ehrenbürger (* 1792)
- 19. August: Alexander Carl, Herzog von Anhalt-Bernburg (* 1805)
- 28. August: Eilhard Mitscherlich, deutscher Chemiker und Mineraloge (* 1794)

### September bis Dezember
- 03. September: Robert Ludwell Yates Peyton, US-amerikanischer Politiker (* 1822)
- 10. September: Franz Abart, Südtiroler Bildhauer (* 1769)
- 11. September: Johann Wilhelm Schirmer, deutscher Maler und Grafiker (* 1807)
- 16. September: Richard Brodhead, US-amerikanischer Politiker (* 1811)
- 16. September: Karl Wilhelm von Wnuck, preußischer Generalmajor (* 1788)
- 17. September: Blasius Höfel, österreichischer Kupferstecher (* 1792)
- 17. September: Alfred de Vigny, französischer Schriftsteller (* 1797)

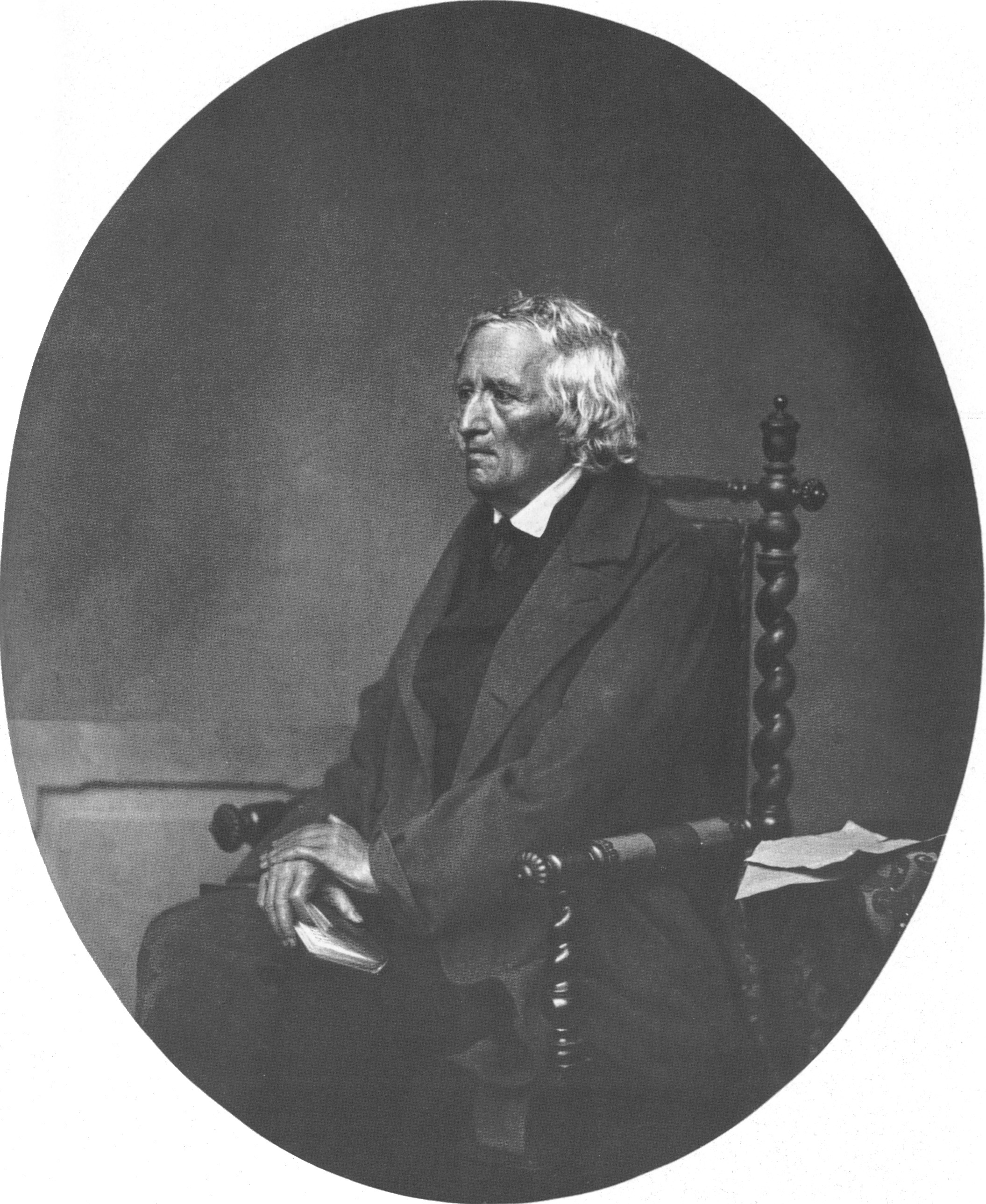
Jacob Grimm, ca. 1860

- 20. September: Jacob Grimm, deutscher Sprach- und Literaturwissenschaftler, Jurist (* 1785)
- 23. September: Johannes Voigt, deutscher Historiker und Vater des Humanismusforschers Georg Voigt (* 1786)
- 24. September: Ida Arenhold, Mitbegründerin und erste Vorsteherin[2] des Krankenhauses Friederikenstift in Hannover (* 1798)
- 24. September: Gregor Rihar, slowenischer Komponist (* 1796)
- 28. September: José Venancio López Requena, guatemaltekischer Politiker (* 1791)
- 02. Oktober: Justinus van der Brugghen, niederländischer Staatsmann (* 1804)
- 06. Oktober: Frances Trollope, britische Schriftstellerin (* 1779)
- 09. Oktober: Ferdinand Johannes Wit von Dörring, deutsch-dänischer Schriftsteller, Journalist und Politiker (* 1799)
- 10. Oktober: Martin Wilhelm Oppenheim, deutscher Bankier (* 1781)
- 13. Oktober: Philippe-Antoine d’Ornano, französischer General, Pair und Marschall von Frankreich (* 1784)
- 31. Oktober: Joseph Calasanz von Arneth, österreichischer Archäologe und Numismatiker (* 1791)
- 31. Oktober: Ludwig Blenker, US-amerikanischer General (* 1812)
- 03. November: Carl Robert Croll, deutscher Maler (* 1800)
- 04. November: Robert Hay, schottischer Reisender, Antiquitätenhändler und Ägyptologe (* 1799)
- 12. November: Per Krafft der Jüngere, schwedischer Maler (* 1777)
- 15. November: Friedrich VII., König von Dänemark (* 1808)
- 16. November: Franz Wilhelm von Barfus-Falkenburg, preußischer Generalmajor (* 1788)
- 18. November: August Beer, deutscher Chemiker, Mathematiker und Physiker (* 1825)
- 20. November: James Bruce, 8. Earl of Elgin, englischer Kolonialbeamter und Diplomat (* 1811)
- 30. November: Kamehameha IV., König von Hawaii (von 1855 bis 1863) (* 1834)
- 03. Dezember: John Wales, US-amerikanischer Politiker (* 1783)
- 08. Dezember: Natalja Puschkina-Lanskaja, Frau von Alexander Puschkin (* 1812)

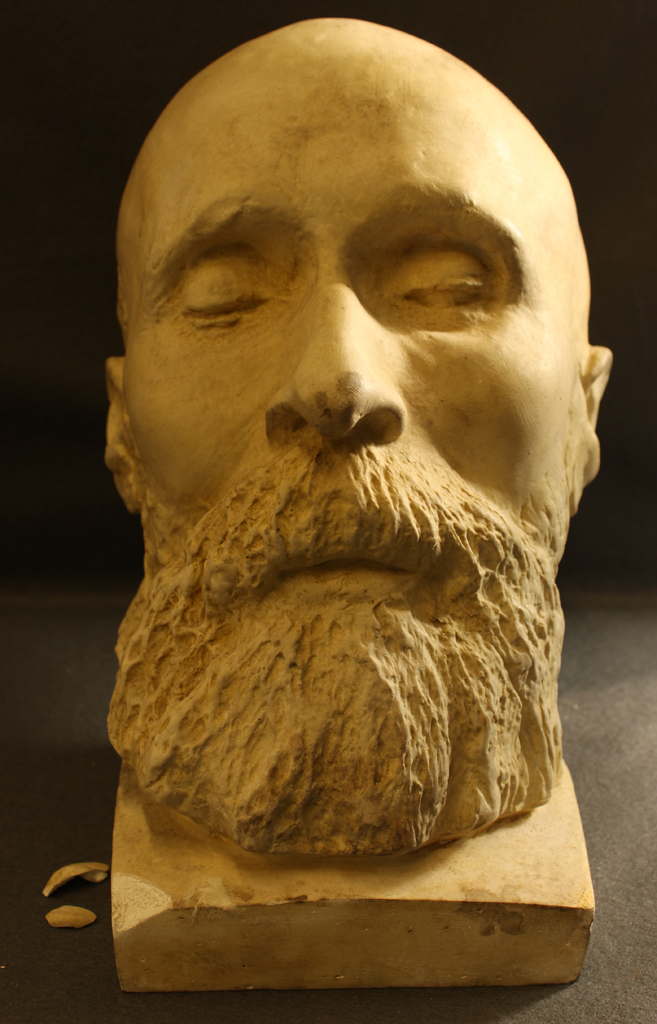
Totenmaske von Friedrich Hebbel

- 13. Dezember: Friedrich Hebbel, deutscher Dramatiker (* 1813)
- 21. Dezember: Désiré Beaulieu, französischer Komponist (* 1791)
- 23. Dezember: Theodoor Gerard van Lidth de Jeude, niederländischer Zoologe (* 1788)
- 24. Dezember: William Makepeace Thackeray, englischer Schriftsteller (* 1811)
- 30. Dezember: Frédéric Monod, schweizerisch-französischer evangelischer Geistlicher (* 1794)

### Genaues Todesdatum unbekannt
- Christian Afrikaner, Kaptein der Orlam
- Carlo Armellini, italienischer Politiker und Jurist (* 1777)
- Carlo Gianella, italienischer Ingenieur (* 1778)
- Georg Müller, österreichischer Komponist und Kirchenmusiker (* 1803)
- Émile Prudent, französischer Pianist, Komponist und Musikpädagoge (* 1817)